# Flora Hrvatske
Flora Hrvatske, na području Hrvatske na 56.594 km² na popisu je 4354 biljne vrste, od čega 3853 autohtone s 90 endema.

## Popis vrsta i podvrsta
1. Abelmoschus esculentus (L.) Moench
2. Abies alba Mill.
3. Abutilon theophrasti Medik.
4. Acacia dealbata subsp. dealbata Link
5. Acacia retinodes Schltdl.
6. Acacia saligna (Labill.) H. L. Wendl.
7. Acalypha virginica L.
8. Acanthus hungaricus (Borbás) Baen.
9. Acanthus mollis L.
10. Acanthus spinosus L.
11. Acer ×jakelyanum Rottenst.
12. Acer campestre subsp. campestre L.
13. Acer monspessulanum subsp. monspessulanum L.
14. Acer negundo subsp. negundo L.
15. Acer obtusatum subsp. obtusatum Willd.
16. Acer palmatum Thunb.
17. Acer platanoides subsp. platanoides L.
18. Acer pseudoplatanus L.
19. Acer saccharinum L.
20. Acer tataricum subsp. tataricum L.
21. Achillea abrotanoides (Vis.) Vis.
22. Achillea ageratum L.
23. Achillea aspleniifolia Vent.
24. Achillea clavennae L.
25. Achillea coarctata Poir.
26. Achillea collina (Wirtg.) Becker ex Heimerl
27. Achillea crithmifolia Waldst. & Kit.
28. Achillea distans subsp. distans Waldst. & Kit. ex Willd.
29. Achillea distans subsp. tanacetifolia Waldst. & Kit. ex Willd.
30. Achillea ligustica All.
31. Achillea maritima subsp. maritima (L.) Ehrend. & Y. P. Guo
32. Achillea millefolium subsp. millefolium L.
33. Achillea nobilis subsp. neilreichii L.
34. Achillea nobilis subsp. nobilis L.
35. Achillea pannonica Scheele
36. Achillea pratensis Saukel & R. Länger
37. Achillea ptarmica subsp. ptarmica L.
38. Achillea setacea Waldst. & Kit.
39. Achillea tomentosa L.
40. Achillea virescens subsp. virescens (Fenzl) Heimerl
41. Achnatherum bromoides (L.) P. Beauv.
42. Achnatherum calamagrostis subsp. calamagrostis (L.) P. Beauv.
43. Achnatherum virescens (Trin.) Banfi, Galasso & Bartolucci
44. Achyrophorus valdesii F. J. Jiménez, M. Á. Ortiz & M. Talavera
45. Aconitum ×aquilonare A. Kern. ex Gáyer
46. Aconitum angustifolium Bernh. ex Rchb.
47. Aconitum anthora subsp. anthora L.
48. Aconitum degenii subsp. paniculatum L.
49. Aconitum firmum subsp. fissurae L.
50. Aconitum lycoctonum subsp. lycoctonum L.
51. Aconitum lycoctonum subsp. neapolitanum L.
52. Aconitum lycoctonum subsp. vulparia L.
53. Aconitum superbum Fritsch
54. Aconitum tauricum subsp. tauricum Wulfen
55. Aconitum toxicum subsp. toxicum Rchb.
56. Aconitum variegatum subsp. nasutum Rchb.
57. Aconitum variegatum subsp. variegatum L.
58. Acorus calamus L.
59. Actaea spicata L.
60. Adenophora liliifolia (L.) A. DC.
61. Adenostyles alliariae subsp. alliariae (Gouan) A. Kern.
62. Adenostyles alpina subsp. alpina (L.) Bluff & Fingerh.
63. Adiantum capillus-veneris L.
64. Adonis aestivalis subsp. aestivalis L.
65. Adonis aestivalis subsp. squarrosa
66. Adonis annua L.
67. Adonis annua L. var. cupaniana L.
68. Adonis flammea Jacq.
69. Adonis flammea Jacq. var. cortiana L.
70. Adonis microcarpa DC.
71. Adonis vernalis L.
72. Adoxa moschatellina subsp. moschatellina L.
73. Aegilops biuncialis subsp. biuncialis Vis.
74. Aegilops cylindrica Host
75. Aegilops geniculata Roth
76. Aegilops neglecta subsp. neglecta Req. ex Bertol.
77. Aegilops triuncialis subsp. triuncialis L.
78. Aegilops uniaristata Vis.
79. Aegonychon purpurocaeruleum (L.) Holub
80. Aegopodium podagraria subsp. podagraria L.
81. Aeluropus littoralis subsp. littoralis (Gouan) Parl.
82. Aesculus flava Sol. ex Hope
83. Aesculus hippocastanum L.
84. Aesculus pavia L.
85. Aetheorrhiza bulbosa subsp. bulbosa (L.) Cass.
86. Aethionema saxatile subsp. saxatile (L.) W. T. Aiton
87. Aethionema saxatile subsp. scopulorum
88. Aethusa cynapium subsp. cynapium L.
89. Aethusa cynapium subsp. elata L.
90. Aethusa cynapium var. agrestis L.
91. Agave americana subsp. americana L.
92. Ageratina adenophora (Spreng.) R. King & H. Rob.
93. Ageratum houstonianum Mill.
94. Agrimonia eupatoria subsp. eupatoria L.
95. Agropyron pectiniforme Roem. & Schult.
96. Agrostemma githago L.
97. Agrostis alpina Scop.
98. Agrostis canina subsp. canina L.
99. Agrostis capillaris L.
100. Agrostis castellana subsp. castellana Boiss. & Reut.
101. Agrostis gigantea Roth
102. Agrostis linkii subsp. linkii Banfi, Galasso & Bartolucci
103. Agrostis rupestris All.
104. Agrostis stolonifera subsp. stolonifera L.
105. Ailanthus altissima (Mill.) Swingle
106. Aira caryophyllea subsp. caryophyllea L.
107. Aira elegans subsp. elegans Willd. ex Roem. & Schult.
108. Aira praecox L.
109. Ajuga chamaepitys subsp. chamaepitys (L.) Schreb.
110. Ajuga chamaepitys subsp. chia (L.) Schreb.
111. Ajuga genevensis L.
112. Ajuga iva (L.) Schreb.
113. Ajuga pyramidalis subsp. pyramidalis L.
114. Ajuga reptans L.
115. Albizia julibrissin Durazz.
116. Alcea biennis subsp. biennis Winterl
117. Alcea rosea L.
118. Alcea setosa (Boiss.) Alef.
119. Alchemilla colorata Buser
120. Alchemilla connivens Buser
121. Alchemilla croatica Gand.
122. Alchemilla exigua Buser ex Paulin
123. Alchemilla flabellata Buser
124. Alchemilla glabra Neygenf.
125. Alchemilla glaucescens Wallr.
126. Alchemilla heterophylla Rothm.
127. Alchemilla monticola Opiz
128. Alchemilla obtusa subsp. obtusa Buser
129. Alchemilla plicatula Gand.
130. Alchemilla reniformis Buser
131. Alchemilla subcrenata Buser
132. Alchemilla velebitica (Janch.) Degen
133. Alchemilla vulgaris L.
134. Alchemilla xanthochlora Rothm.
135. Aldrovanda vesiculosa L.
136. Alisma gramineum Lej.
137. Alisma lanceolatum With.
138. Alisma plantago-aquatica subsp. plantago-aquatica L.
139. Alkanna tinctoria subsp. tinctoria (L.) Tausch
140. Alkekengi officinarum Moench
141. Alliaria petiolata (M. Bieb.) Cavara & Grande
142. Allium amethystinum Tausch
143. Allium ampeloprasum subsp. ampeloprasum L.
144. Allium ampeloprasum subsp. porrum
145. Allium angulosum L.
146. Allium atropurpureum Waldst. & Kit.
147. Allium atroviolaceum Boiss.
148. Allium carinatum L.
149. Allium cepa L.
150. Allium cepa L. var. aggregatum L.
151. Allium chamaemoly L.
152. Allium cirrhosum Vand.
153. Allium commutatum Guss.
154. Allium cornutum Clementi ex Vis.
155. Allium croaticum Bogdanovic, Brullo, Mitic & Salmeri
156. Allium dentiferum Webb & Berthel.
157. Allium ericetorum subsp. ericetorum Thore
158. Allium fistulosum L.
159. Allium flavum subsp. flavum L.
160. Allium flavum subsp. tauricum L.
161. Allium fuscum Waldst. & Kit.
162. Allium guttatum subsp. dalmaticum L.
163. Allium guttatum subsp. tenorei L.
164. Allium horvatii Lovric
165. Allium incensiodorum Radic
166. Allium lusitanicum Lam.
167. Allium neapolitanum Cirillo
168. Allium nigrum L.
169. Allium oleraceum L.
170. Allium pallens L.
171. Allium paniculatum L.
172. Allium pseudotelmatum Duchoslav & Jandová
173. Allium rhodopeum subsp. rhodopeum Velen.
174. Allium roseum subsp. roseum L.
175. Allium rotundum L.
176. Allium sativum L.
177. Allium schoenoprasum L.
178. Allium scorodoprasum L.
179. Allium sphaerocephalon subsp. sphaerocephalon L.
180. Allium suaveolens Jacq.
181. Allium subhirsutum L.
182. Allium telmatum Bogdanovic, Brullo, Giusso & Salmeri
183. Allium ursinum subsp. ucrainicum L.
184. Allium ursinum subsp. ursinum L.
185. Allium victorialis L.
186. Allium vineale L.
187. Alnus alnobetula subsp. alnobetula (Ehrh.) K. Koch
188. Alnus glutinosa (L.) Gaertn.
189. Alnus incana subsp. incana (L.) Moench
190. Alnus rohlenae Vít, Douda & Mandák
191. Alopecurus aequalis subsp. aequalis Sobol.
192. Alopecurus bulbosus Gouan
193. Alopecurus creticus Trin.
194. Alopecurus geniculatus L.
195. Alopecurus myosuroides Huds.
196. Alopecurus pratensis subsp. pratensis L.
197. Alopecurus rendlei Eig
198. Aloysia citriodora Paláu
199. Alternanthera caracasana Kunth
200. Althaea cannabina L.
201. Althaea hirsuta L.
202. Althaea officinalis L.
203. Althenia orientalis subsp. orientalis (Tzvelev) García-Mur. & Talavera
204. Alyssoides sinuata (L.) Medik.
205. Alyssoides utriculata subsp. utriculata (L.) Medik.
206. Alyssum alyssoides (L.) L.
207. Alyssum gmelinii Jord. & Fourr.
208. Alyssum hirsutum M. Bieb.
209. Alyssum pluscanescens (Raim. ex Jos. Baumgartner) Spaniel, Lihová & Marhold
210. Alyssum repens Baumg.
211. Alyssum simplex Rudolphi
212. Alyssum strigosum subsp. strigosum Banks & Sol.
213. Alyssum trichostachyum Rupr.
214. Alyssum turkestanicum Regel & Schmalh. ex Regel
215. Alyssum wierzbickii Heuff.
216. Alyssum wulfenianum subsp. ovirense Banks & Sol.
217. Amaranthus albus L.
218. Amaranthus blitoides S. Watson
219. Amaranthus blitum L.
220. Amaranthus caudatus L.
221. Amaranthus crispus (Lesp. & Thévenau) N. Terracc.
222. Amaranthus cruentus L.
223. Amaranthus deflexus L.
224. Amaranthus graecizans L.
225. Amaranthus hybridus L.
226. Amaranthus powellii subsp. powellii S. Watson
227. Amaranthus retroflexus L.
228. Amaranthus spinosus L.
229. Amaranthus viridis L.
230. Ambrosia artemisiifolia L.
231. Ambrosia maritima L.
232. Ambrosia psilostachya DC.
233. Amelanchier ovalis subsp. ovalis Medik.
234. Ammi majus L.
235. Ammobium alatum R. Br.
236. Ammoides pusilla (Brot.) Breistr.
237. Amorpha fruticosa L.
238. Ampelodesmos mauritanicus (Poir.) T. Durand & Schinz
239. Anacamptis coriophora subsp. coriophora (L.) R. M. Bateman, Pridgeon & M. W. Chase
240. Anacamptis fragrans (Pollini) R. M. Bateman
241. Anacamptis morio subsp. albanica (L.) R. M. Bateman, Pridgeon & M. W. Chase
242. Anacamptis morio subsp. morio (L.) R. M. Bateman, Pridgeon & M. W. Chase
243. Anacamptis morio subsp. picta (L.) R. M. Bateman, Pridgeon & M. W. Chase
244. Anacamptis palustris subsp. elegans (Jacq.) R. M. Bateman, Pridgeon & M. W. Chase
245. Anacamptis palustris subsp. palustris (Jacq.) R. M. Bateman, Pridgeon & M. W. Chase
246. Anacamptis papilionacea subsp. papilionacea (L.) R. M. Bateman, Pridgeon & M. W. Chase
247. Anacamptis papilionacea var. balcanica (Jacq.) R. M. Bateman, Pridgeon & M. W. Chase
248. Anacamptis pyramidalis (L.) Rich.
249. Anacamptis x gennarii (Rchb. fil.) Nazzaro & la Valva subsp. gennarii (L.) R. M. Bateman, Pridgeon & M. W. Chase
250. Anacamptis x gennarii (Rchb. fil.) Nazzaro & la Valva subsp. istriaca (L.) R. M. Bateman, Pridgeon & M. W. Chase
251. Anacamptis x parviflora subsp. bicknellii (L.) R. M. Bateman, Pridgeon & M. W. Chase
252. Anacyclus clavatus (Desf.) Pers.
253. Anacyclus radiatus subsp. radiatus Loisel.
254. Anagyris foetida L.
255. Anchusa azurea Mill.
256. Anchusa hybrida Ten.
257. Anchusa officinalis subsp. officinalis L.
258. Anchusella cretica (Mill.) Bigazzi, E. Nardi & Selvi
259. Andrachne telephioides L.
260. Andromeda polifolia L.
261. Andropogon distachyos L.
262. Androsace lactea L.
263. Androsace maxima subsp. maxima L.
264. Androsace villosa subsp. villosa L.
265. Anemonastrum narcissiflorum subsp. narcissiflorum (L.) Holub
266. Anemone apennina L.
267. Anemone baldensis subsp. baldensis L.
268. Anemone coronaria L.
269. Anemone hortensis subsp. hortensis L.
270. Anemone nemorosa L.
271. Anemone ranunculoides L.
272. Anemone sylvestris subsp. sylvestris L.
273. Anemone trifolia subsp. trifolia L.
274. Anethum graveolens L.
275. Anethum ridolfia Spalik & Reduron
276. Angelica archangelica subsp. archangelica L.
277. Angelica sylvestris subsp. sylvestris L.
278. Anogramma leptophylla (L.) Link
279. Anredera cordifolia (Ten.) Steenis
280. Antennaria carpatica subsp. helvetica L.
281. Antennaria dioica (L.) Gaertn.
282. Anthemis arvensis subsp. arvensis L.
283. Anthemis arvensis subsp. incrassata L.
284. Anthemis chia L.
285. Anthemis cotula L.
286. Anthemis ruthenica M. Bieb.
287. Anthemis tomentosa subsp. tomentosa L.
288. Anthericum liliago L.
289. Anthericum ramosum L.
290. Anthoxanthum alpinum Á. Löve & D. Löve
291. Anthoxanthum aristatum subsp. aristatum Boiss.
292. Anthoxanthum odoratum L.
293. Anthoxanthum ovatum Lag.
294. Anthriscus caucalis M. Bieb.
295. Anthriscus cerefolium (L.) Hoffm.
296. Anthriscus fumarioides (Waldst. & Kit.) Spreng.
297. Anthriscus nitidus (Wahlenb.) Hazsl.
298. Anthriscus sylvestris subsp. sylvestris (L.) Hoffm.
299. Anthyllis aurea Host
300. Anthyllis barba-jovis L.
301. Anthyllis hermanniae subsp. hermanniae L.
302. Anthyllis montana subsp. jacquinii L.
303. Anthyllis vulneraria subsp. alpicola L.
304. Anthyllis vulneraria subsp. carpatica L.
305. Anthyllis vulneraria subsp. polyphylla L.
306. Anthyllis vulneraria subsp. pulchella L.
307. Anthyllis vulneraria subsp. rubriflora L.
308. Anthyllis vulneraria subsp. vulneraria L.
309. Anthyllis vulneraria subsp. weldeniana L.
310. Antirrhinum latifolium Mill.
311. Antirrhinum majus L.
312. Apera interrupta (L.) P. Beauv.
313. Apera spica-venti subsp. spica-venti (L.) P. Beauv.
314. Aphanes arvensis L.
315. Aphanes microcarpa (Boiss. & Reut.) Rothm.
316. Apios americana Medik.
317. Apium graveolens L.
318. Aposeris foetida (L.) Less.
319. Aquilegia dinarica Beck
320. Aquilegia grata Zimmeter
321. Aquilegia kitaibelii Schott
322. Aquilegia nigricans Baumg.
323. Aquilegia vulgaris subsp. vulgaris L.
324. Arabidopsis arenosa subsp. arenosa (L.) Lawalrée
325. Arabidopsis arenosa subsp. borbasii (L.) Lawalrée
326. Arabidopsis croatica (Schott) O’Kane & Al-Shehbaz
327. Arabidopsis halleri subsp. halleri (L.) O’Kane & Al-Shehbaz
328. Arabidopsis thaliana (L.) Heynh.
329. Arabis alpina L.
330. Arabis caucasica subsp. caucasica Willd.
331. Arabis ciliata (Willd.) W. T. Aiton
332. Arabis collina Ten.
333. Arabis hirsuta (L.) Scop.
334. Arabis hornungiana Schur
335. Arabis nova subsp. nova Vill.
336. Arabis planisiliqua (Pers.) Rchb.
337. Arabis procurrens Waldst. & Kit.
338. Arabis sagittata (Bertol.) DC.
339. Arabis scopoliana Boiss.
340. Arabis sudetica Tausch
341. Arabis verna (L.) W. T. Aiton
342. Araujia sericifera Brot.
343. Arbutus ×andrachnoides Link
344. Arbutus andrachne L.
345. Arbutus unedo L.
346. Arceuthobium oxycedri (DC.) M. Bieb.
347. Arctium lappa subsp. lappa L.
348. Arctium minus subsp. minus (Hill) Bernh.
349. Arctium nemorosum Lej.
350. Arctium tomentosum Mill.
351. Arctostaphylos alpinus (L.) Spreng.
352. Arctostaphylos uva-ursi subsp. uva-ursi (L.) Spreng.
353. Aremonia agrimonoides subsp. agrimonoides (L.) DC.
354. Arenaria ciliata subsp. ciliata L.
355. Arenaria gracilis Waldst. & Kit.
356. Arenaria leptoclados subsp. leptoclados (Rchb.) Guss.
357. Arenaria orbicularis Vis.
358. Arenaria serpyllifolia subsp. serpyllifolia L.
359. Argentina anserina subsp. anserina (L.) Rydb.
360. Argyrolobium biebersteinii subsp. biebersteinii P. W. Ball
361. Argyrolobium dalmaticum (Vis.) Asch. & Graebn.
362. Argyrolobium zanonii subsp. zanonii (Turra) P. W. Ball
363. Aria baldaccii (C. K. Schneid.) Sennikov & Kurtto
364. Aria edulis (Willd.) M. Roem.
365. Aria graeca (Lodd. ex Spach) M. Roem.
366. Arisarum vulgare subsp. vulgare Targ.-Tozz.
367. Aristolochia clematitis L.
368. Aristolochia croatica Horvatic
369. Aristolochia lutea Desf.
370. Aristolochia pallida Willd.
371. Aristolochia rotunda subsp. reichsteinii L.
372. Aristolochia rotunda subsp. rotunda L.
373. Armeria canescens subsp. canescens (Host) Boiss.
374. Armeria canescens subsp. dalmatica (Willd.) Fourr.
375. Armeria maritima subsp. maritima (Mill.) Willd.
376. Armoracia macrocarpa (Waldst. & Kit.) Kit. ex Baumg.
377. Armoracia rusticana G. Gaertn., B. Mey. & Scherb.
378. Arnica montana subsp. montana L.
379. Arnoseris minima (L.) Schweigg. & Körte
380. Arrhenatherum elatius subsp. elatius (L.) P. Beauv. ex J. Presl & C. Presl
381. Artemisia abrotanum L.
382. Artemisia absinthium L.
383. Artemisia alba subsp. alba Turra
384. Artemisia annua L.
385. Artemisia arborescens L.
386. Artemisia austriaca Jacq.
387. Artemisia caerulescens subsp. caerulescens L.
388. Artemisia campestris subsp. campestris L.
389. Artemisia dracunculus L.
390. Artemisia pontica L.
391. Artemisia santonicum subsp. santonicum L.
392. Artemisia scoparia Waldst. & Kit.
393. Artemisia verlotiorum Lamotte
394. Artemisia vulgaris subsp. vulgaris L.
395. Arthrocaulon macrostachyum (Moric.) Piirainen & G. Kadereit
396. Arum cylindraceum subsp. cylindraceum Gasp.
397. Arum italicum subsp. italicum Mill.
398. Arum lucanum Cavara & Grande
399. Arum maculatum L.
400. Arum nigrum Schott
401. Arum orientale subsp. longispathum Mill.
402. Arum orientale subsp. orientale M. Bieb.
403. Aruncus dioicus (Walter) Fernald
404. Arundo donax L.
405. Arundo micrantha Lam.
406. Arundo plinii Turra
407. Asarum europaeum subsp. caucasicum L.
408. Asarum europaeum subsp. europaeum L.
409. Asarum europaeum subsp. italicum
410. Asclepias syriaca L.
411. Asparagus acutifolius L.
412. Asparagus maritimus (L.) Mill.
413. Asparagus officinalis subsp. officinalis L.
414. Asparagus tenuifolius Lam.
415. Asperula arvensis L.
416. Asperula laevigata L.
417. Asperula taurina L.
418. Asphodeline liburnica (Scop.) Rchb.
419. Asphodeline lutea (L.) Rchb.
420. Asphodeline taurica (Pall. ex M. Bieb.) Kunth
421. Asphodelus fistulosus subsp. fistulosus L.
422. Asphodelus macrocarpus subsp. macrocarpus Parl.
423. Asphodelus ramosus subsp. ramosus L.
424. Aspidistra elatior subsp. elatior Blume
425. Asplenium ×helii Lusina
426. Asplenium adiantum-nigrum subsp. adiantum-nigrum L.
427. Asplenium ceterach subsp. bivalens L.
428. Asplenium ceterach subsp. ceterach L.
429. Asplenium csikii Kümmerle & András.
430. Asplenium cuneifolium subsp. cuneifolium Viv.
431. Asplenium fissum Kit.
432. Asplenium hybridum (Milde) Bange
433. Asplenium inexpectans (Lovis) Landolt
434. Asplenium lepidum subsp. lepidum C. Presl
435. Asplenium onopteris L.
436. Asplenium petrarchae subsp. petrarchae C. Presl
437. Asplenium quadrivalens (D. E. Mey.) Landolt
438. Asplenium ruta-muraria subsp. ruta-muraria L.
439. Asplenium sagittatum (DC.) Bange
440. Asplenium scolopendrium subsp. scolopendrium L.
441. Asplenium septentrionale subsp. septentrionale (L.) Hoffm.
442. Asplenium trichomanes L.
443. Asplenium viride Huds.
444. Asplenium x alternifolium subsp. alternifolium (L.) Hoffm.
445. Aster alpinus subsp. alpinus L.
446. Aster amellus subsp. amellus L.
447. Asteriscus aquaticus (L.) Less.
448. Astragalus alpinus subsp. alpinus L.
449. Astragalus asper Jacq.
450. Astragalus austriacus Jacq.
451. Astragalus boeticus L.
452. Astragalus cicer L.
453. Astragalus croaticus Alegro, Bogdanovic, Brullo & Giusso
454. Astragalus depressus subsp. depressus L.
455. Astragalus glycyphyllos L.
456. Astragalus hamosus L.
457. Astragalus hypoglottis subsp. gremlii L.
458. Astragalus leontinus Wulfen
459. Astragalus monspessulanus subsp. illyricus L.
460. Astragalus monspessulanus subsp. monspessulanus L.
461. Astragalus muelleri subsp. muelleri Steud. & Hochst.
462. Astragalus onobrychis L.
463. Astragalus pelecinus subsp. pelecinus (L.) Barneby
464. Astragalus penduliflorus Lam.
465. Astragalus sempervirens Lam.
466. Astragalus sesameus L.
467. Astragalus vesicarius subsp. carniolicus (L.) Barneby
468. Astrantia carniolica Jacq.
469. Astrantia major subsp. involucrata L.
470. Astrantia major subsp. major L.
471. Asyneuma canescens subsp. canescens (Waldst. & Kit.) Griseb. & Schenk
472. Asyneuma limonifolium subsp. limonifolium (L.) Janch.
473. Asyneuma pichleri (Vis.) D. Lakusic & F. Conti
474. Atadinus fallax (Boiss.) Hauenschild
475. Atadinus pumilus subsp. pumilus (Turra) Hauenschild
476. Athamanta cretensis L.
477. Athamanta ramosissima Port.
478. Athamanta turbith subsp. haynaldii
479. Athamanta turbith subsp. turbith (L.) Brot.
480. Athyrium filix-femina subsp. filix-femina (L.) Roth
481. Atocion armeria (L.) Fourr.
482. Atocion rupestre (L.) Oxelman
483. Atriplex halimus L.
484. Atriplex hortensis L.
485. Atriplex littoralis L.
486. Atriplex oblongifolia Waldst. & Kit.
487. Atriplex patula subsp. patula L.
488. Atriplex prostrata subsp. latifolia L.
489. Atriplex prostrata subsp. prostrata L.
490. Atriplex rosea L.
491. Atriplex sagittata Borkh.
492. Atriplex tatarica L.
493. Atropa belladonna subsp. belladonna L.
494. Aubrieta columnae subsp. croatica
495. Aurinia leucadea subsp. leucadea (Guss.) K. Koch
496. Aurinia petraea (Ard.) Fuss
497. Aurinia saxatilis subsp. orientalis (Guss.) K. Koch
498. Aurinia saxatilis subsp. saxatilis (L.) Desv.
499. Avellinia festucoides (Link) Valdés & H. Scholz
500. Avena barbata subsp. barbata Pott ex Link
501. Avena fatua subsp. fatua L.
502. Avena nuda L.
503. Avena sativa L.
504. Avena sterilis subsp. sterilis L.
505. Avena strigosa subsp. strigosa Schreb.
506. Avenella flexuosa subsp. flexuosa (L.) Drejer
507. Avenula pubescens subsp. pubescens (Huds.) Dumort.
508. Azolla filiculoides Lam.; uvezena
509. Baldellia ranunculoides (L.) Parl.
510. Ballota nigra subsp. meridionalis L.
511. Ballota nigra subsp. nigra L.
512. Ballota nigra subsp. ruderalis L.
513. Ballota nigra subsp. velutina
514. Barbarea bracteosa Guss.
515. Barbarea stricta Andrz.
516. Barbarea verna (Mill.) Asch.
517. Barbarea vulgaris subsp. vulgaris W. T. Aiton
518. Bartsia alpina L.
519. Bassia laniflora (S. G. Gmel.) A. J. Scott
520. Bassia prostrata subsp. prostrata (L.) A. J. Scott
521. Bassia scoparia (L.) A. J. Scott
522. Beckmannia eruciformis subsp. eruciformis (L.) Host
523. Bellardia trixago (L.) All.
524. Bellardia viscosa (L.) Fisch. & C. A. Mey.
525. Bellardiochloa violacea (Bellardi) Chiov.
526. Bellevalia dubia subsp. boissieri (K. Koch) Schur
527. Bellevalia romana (L.) Rchb.
528. Bellidiastrum michelii Cass.
529. Bellis annua subsp. annua L.
530. Bellis perennis L.
531. Bellis sylvestris subsp. sylvestris Cirillo
532. Berberis aetnensis C. Presl
533. Berberis vulgaris subsp. vulgaris L.
534. Bergenia crassifolia (L.) Fritsch
535. Berteroa incana (L.) DC.
536. Berteroa mutabilis (Vent.) DC.
537. Berteroa obliqua subsp. obliqua (Sibth. & Sm.) DC.
538. Berula erecta subsp. erecta (Huds.) Coville
539. Beta maritima L.
540. Beta trigyna Waldst. & Kit.
541. Beta vulgaris subsp. vulgaris L.
542. Betonica alopecuros subsp. jacquinii
543. Betonica hirsuta L.
544. Betonica officinalis subsp. officinalis L.
545. Betonica officinalis subsp. velebitica L.
546. Betonica officinalis var. serotina L.
547. Betula pendula subsp. pendula Roth
548. Betula pubescens subsp. pubescens Ehrh.
549. Biarum tenuifolium subsp. abbreviatum
550. Biarum tenuifolium subsp. tenuifolium (L.) Schott
551. Bidens cernua L.
552. Bidens frondosa L.
553. Bidens subalternans DC.
554. Bidens tripartita subsp. tripartita L.
555. Bifora radians M. Bieb.
556. Bifora testiculata (L.) Roth
557. Biscutella cichoriifolia Loisel.
558. Biscutella didyma subsp. apula
559. Biscutella laevigata subsp. kerneri
560. Biscutella laevigata subsp. laevigata L.
561. Bistorta officinalis subsp. officinalis Raf.
562. Bistorta vivipara (L.) Delarbre
563. Bituminaria bituminosa subsp. bituminosa (L.) Stirt.
564. Bituminaria plumosa (Rchb.) Bogdanovic, C. Brullo, Brullo, Ljubicic & Giusso
565. Blackstonia acuminata subsp. acuminata (W. D. J. Koch & Ziz) Domin
566. Blackstonia perfoliata subsp. perfoliata (L.) Huds.
567. Blitum bonus-henricus (L.) Rchb.
568. Blitum capitatum L.
569. Blitum virgatum subsp. virgatum L.
570. Blysmus compressus subsp. compressus (L.) Panz. ex Link
571. Bolboschoenus maritimus subsp. maritimus (L.) Palla
572. Bombycilaena erecta (L.) Smoljan.
573. Borago officinalis L.
574. Bothriochloa ischoemum (L.) Keng
575. Botrychium lunaria (L.) Sw.
576. Botrychium matricariifolium (Döll) A. Braun ex Koch
577. Bougainvillea spectabilis Willd.
578. Brachypodium distachyon (L.) P. Beauv.
579. Brachypodium phoenicoides (L.) Roem. & Schult.
580. Brachypodium pinnatum subsp. pinnatum (L.) P. Beauv.
581. Brachypodium retusum (Pers.) P. Beauv.
582. Brachypodium rupestre (Host) Roem. & Schult.
583. Brachypodium sylvaticum subsp. sylvaticum (Huds.) P. Beauv.
584. Brassica incana subsp. incana Ten.
585. Brassica napus subsp. napus L.
586. Brassica rapa subsp. pekinensis L.
587. Brassica rapa subsp. rapa L.
588. Brassica rapa subsp. sylvestris L.
589. Briza media subsp. media L.
590. Briza minor L.
591. Bromus arvensis subsp. arvensis L.
592. Bromus benekenii (Lange) Trimen
593. Bromus catharticus subsp. catharticus Vahl
594. Bromus commutatus subsp. commutatus Schrad.
595. Bromus condensatus subsp. condensatus Hack.
596. Bromus diandrus Roth
597. Bromus erectus subsp. erectus Huds.
598. Bromus erectus subsp. stenophyllus Hack.
599. Bromus erectus subsp. transsilvanicus Hack.
600. Bromus hordeaceus subsp. divaricatus L.
601. Bromus hordeaceus subsp. hordeaceus L.
602. Bromus inermis Leyss.
603. Bromus intermedius subsp. intermedius Guss.
604. Bromus japonicus subsp. japonicus Thunb.
605. Bromus lanceolatus Roth
606. Bromus madritensis subsp. madritensis L.
607. Bromus pannonicus subsp. pannonicus Kumm. & Sendtn.
608. Bromus racemosus subsp. racemosus L.
609. Bromus ramosus Huds.
610. Bromus rigidus Roth
611. Bromus scoparius L.
612. Bromus secalinus subsp. secalinus L.
613. Bromus squarrosus subsp. squarrosus L.
614. Bromus sterilis L.
615. Bromus tectorum L.
616. Broussonetia papyrifera (L.) Vent.
617. Bryonia alba L.
618. Bryonia dioica Jacq.
619. Buddleja davidii Franch.
620. Bufonia paniculata Dubois
621. Buglossoides arvensis subsp. arvensis (L.) I. M. Johnst.
622. Buglossoides incrassata subsp. incrassata (Guss.) I. M. Johnst.
623. Buglossoides tenuiflora (L. fil.) I. M. Johnst.
624. Bunias erucago L.
625. Bunias orientalis L.
626. Bunium alpinum subsp. alpinum Waldst. & Kit.
627. Bunium alpinum subsp. montanum
628. Bunium bulbocastanum L.
629. Buphthalmum salicifolium subsp. salicifolium L.
630. Bupleurum aequiradiatum (H. Wolff) Snogerup & B. Snogerup
631. Bupleurum affine Sadler
632. Bupleurum apiculatum Friv.
633. Bupleurum baldense Turra
634. Bupleurum exaltatum M. Bieb.
635. Bupleurum falcatum subsp. dilatatum
636. Bupleurum gerardi All.
637. Bupleurum glumaceum Sm.
638. Bupleurum karglii Vis.
639. Bupleurum longifolium subsp. longifolium L.
640. Bupleurum odontites L.
641. Bupleurum pachnospermum Pančić
642. Bupleurum petraeum L.
643. Bupleurum praealtum L.
644. Bupleurum ranunculoides subsp. ranunculoides L.
645. Bupleurum rotundifolium L.
646. Bupleurum semicompositum L.
647. Bupleurum subovatum Link ex Spreng.
648. Bupleurum tenuissimum L.
649. Bupleurum veronense Turra
650. Butomus umbellatus L.
651. Buxus sempervirens L.
652. Cakile maritima subsp. maritima Scop.
653. Calamagrostis arenaria (L.) Roth var. australis
654. Calamagrostis arundinacea (L.) Roth
655. Calamagrostis canescens subsp. canescens (F. H. Wigg.) Roth
656. Calamagrostis epigeios subsp. epigeios (L.) Roth
657. Calamagrostis pseudophragmites subsp. pseudophragmites (Haller fil.) Koeler
658. Calamagrostis varia subsp. varia (Schrad.) Host
659. Calamagrostis villosa (Chaix) J. F. Gmel.
660. Caldesia parnassifolia (Bassi ex L.) Parl.
661. Calendula arvensis L.
662. Calendula officinalis L.
663. Calepina irregularis (Asso) Thell.
664. Calicotome infesta (C. Presl) Guss.
665. Calicotome spinosa (L.) Link
666. Calicotome villosa (Poir.) Link
667. Calla palustris L.
668. Callistephus chinensis (L.) Nees
669. Callitriche cophocarpa Sendtn.
670. Callitriche hamulata W. D. J. Koch
671. Callitriche hermaphroditica subsp. hermaphroditica L.
672. Callitriche obtusangula Le Gall
673. Callitriche palustris L.
674. Callitriche platycarpa Kütz.
675. Callitriche stagnalis Scop.
676. Callitriche truncata subsp. truncata Guss.
677. Calluna vulgaris (L.) Hull
678. Caltha palustris L.
679. Calycanthus floridus L.
680. Calystegia sepium subsp. sepium (L.) R. Br.
681. Calystegia silvatica subsp. silvatica (Kit.) Griseb.
682. Calystegia soldanella (L.) R. Br.
683. Camelina alyssum subsp. alyssum (Mill.) Thell.
684. Camelina microcarpa subsp. microcarpa Andrz. ex DC.
685. Camelina sativa (L.) Crantz
686. Campanula austroadriatica D. Lakusic & Kovacic
687. Campanula bononiensis L.
688. Campanula carnica subsp. carnica Mert. & W. D. J. Koch
689. Campanula cervicaria L.
690. Campanula cespitosa Scop.
691. Campanula cochleariifolia Lam.
692. Campanula cremnophila Bogdanovic, Resetnik, M. Jericevic, N. Jericevic & Brullo
693. Campanula erinus L.
694. Campanula foliosa Ten.
695. Campanula garganica subsp. garganica Ten.
696. Campanula glomerata subsp. cervicarioides Ten.
697. Campanula glomerata subsp. elliptica Ten.
698. Campanula glomerata subsp. farinosa Ten.
699. Campanula glomerata subsp. glomerata L.
700. Campanula glomerata subsp. hispida L.
701. Campanula glomerata subsp. serotina Ten.
702. Campanula hercegovina Degen & Fiala
703. Campanula justiniana Witasek
704. Campanula latifolia subsp. latifolia L.
705. Campanula lingulata Waldst. & Kit.
706. Campanula marchesettii Witasek
707. Campanula medium L.
708. Campanula moravica subsp. moravica (Spitzn.) Kovanda
709. Campanula moravica subsp. xylorrhiza (Spitzn.) Kovanda
710. Campanula patula subsp. jahorinae (Spitzn.) Kovanda
711. Campanula patula subsp. patula L.
712. Campanula persicifolia subsp. persicifolia L.
713. Campanula portenschlagiana Schult.
714. Campanula poscharskyana Degen
715. Campanula pyramidalis L.
716. Campanula rapunculoides subsp. rapunculoides L.
717. Campanula rapunculus subsp. rapunculus L.
718. Campanula rotundifolia subsp. rotundifolia L.
719. Campanula scheuchzeri subsp. scheuchzeri Vill.
720. Campanula serrata (Schult.) Hendrych
721. Campanula sibirica subsp. divergens L.
722. Campanula sibirica subsp. sibirica L.
723. Campanula teutana Bogdanović & Brullo
724. Campanula thyrsoides subsp. carniolica L.
725. Campanula thyrsoides subsp. thyrsoides L.
726. Campanula tommasiniana K. Koch
727. Campanula trachelium subsp. trachelium L.
728. Campanula velebitica Borbás
729. Campanula waldsteiniana Schult.
730. Campanula witasekiana F. Vierh.
731. Camphorosma annua Pall.
732. Camphorosma monspeliaca subsp. monspeliaca L.
733. Campsis radicans (L.) Seem.
734. Canna indica L.
735. Cannabis sativa subsp. sativa L.
736. Capparis spinosa subsp. rupestris
737. Capsella bursa-pastoris subsp. bursa-pastoris (L.) Medik.
738. Capsella rubella Reut.
739. Capsicum annuum L.
740. Capsicum frutescens L.
741. Caragana arborescens Lam.
742. Cardamine adriatica Jar. Kucera, Lihová & Marhold
743. Cardamine amara subsp. amara L.
744. Cardamine bulbifera (L.) Crantz
745. Cardamine carnosa Waldst. & Kit.
746. Cardamine chelidonia L.
747. Cardamine enneaphyllos (L.) Crantz
748. Cardamine fialae Fritsch
749. Cardamine flexuosa With.
750. Cardamine glauca Spreng.
751. Cardamine graeca L.
752. Cardamine hirsuta L.
753. Cardamine impatiens L.
754. Cardamine kitaibelii Bech.
755. Cardamine maritima Port. ex DC.
756. Cardamine parviflora L.
757. Cardamine pentaphyllos (L.) Crantz
758. Cardamine pratensis subsp. dentata L.
759. Cardamine pratensis subsp. pratensis L.
760. Cardamine resedifolia L.
761. Cardamine trifolia L.
762. Cardamine waldsteinii Dyer
763. Carduus acanthoides subsp. acanthoides L.
764. Carduus acicularis Bertol.
765. Carduus candicans subsp. candicans Waldst. & Kit.
766. Carduus carduelis (L.) Gren.
767. Carduus chrysacanthus Ten.
768. Carduus collinus subsp. collinus Waldst. & Kit.
769. Carduus collinus subsp. cylindricus Waldst. & Kit.
770. Carduus crispus subsp. crispus L.
771. Carduus defloratus subsp. defloratus L.
772. Carduus defloratus subsp. glaucus L.
773. Carduus hamulosus subsp. hamulosus Ehrh.
774. Carduus macrocephalus Desf.
775. Carduus nutans subsp. micropterus Ehrh.
776. Carduus nutans subsp. nutans L.
777. Carduus nutans subsp. platylepis Ehrh.
778. Carduus personata subsp. personata (L.) Jacq.
779. Carduus pycnocephalus subsp. pycnocephalus L.
780. Carex acuta L.
781. Carex acutiformis Ehrh.
782. Carex alba Scop.
783. Carex appropinquata Schumach.
784. Carex arenaria L.
785. Carex atrata subsp. atrata L.
786. Carex bohemica Schreb.
787. Carex brachystachys Schrank
788. Carex brizoides L.
789. Carex buekii Wimm.
790. Carex canescens subsp. canescens L.
791. Carex capillaris L.
792. Carex caryophyllea subsp. caryophyllea Latourr.
793. Carex cespitosa L.
794. Carex davalliana Sm.
795. Carex demissa Hornem.
796. Carex depauperata Curtis ex With.
797. Carex diandra Schrank
798. Carex digitata L.
799. Carex dioica L.
800. Carex distachya Desf.
801. Carex distans subsp. distans L.
802. Carex disticha Huds.
803. Carex divisa Huds.
804. Carex divulsa subsp. divulsa Stokes
805. Carex echinata subsp. echinata Murray
806. Carex egorovae A. M. Molina, Acedo & Llamas
807. Carex elata subsp. elata All.
808. Carex elongata L.
809. Carex ericetorum Pollich
810. Carex extensa Gooden.
811. Carex ferruginea subsp. ferruginea Scop.
812. Carex firma Host
813. Carex flacca subsp. erythrostachys Schreb.
814. Carex flacca subsp. flacca Schreb.
815. Carex flava subsp. flava L.
816. Carex frigida All.
817. Carex fritschii Waisb.
818. Carex halleriana Asso
819. Carex hirta L.
820. Carex hordeistichos Vill.
821. Carex hostiana DC.
822. Carex humilis Leyss.
823. Carex illegitima Ces.
824. Carex kitaibeliana subsp. kitaibeliana L.
825. Carex lasiocarpa Ehrh.
826. Carex leersii F. W. Schultz
827. Carex lepidocarpa subsp. lepidocarpa Tausch
828. Carex limosa L.
829. Carex liparocarpos subsp. liparocarpos Gaudin
830. Carex melanostachya M. Bieb. ex Willd.
831. Carex michelii Host
832. Carex montana L.
833. Carex mucronata All.
834. Carex muricata subsp. muricata L.
835. Carex myosuroides Vill.
836. Carex nigra subsp. nigra (L.) Reichard
837. Carex ornithopoda subsp. ornithopoda Willd.
838. Carex otrubae Podp.
839. Carex pallescens L.
840. Carex panicea L.
841. Carex paniculata subsp. paniculata L.
842. Carex pauciflora Lightf.
843. Carex pendula Huds.
844. Carex pilosa Scop.
845. Carex pilulifera subsp. pilulifera L.
846. Carex praecox Schreb.
847. Carex pseudocyperus L.
848. Carex pulicaris L.
849. Carex punctata Gaudin
850. Carex randalpina B. Walln.
851. Carex remota subsp. remota L.
852. Carex riparia Curtis
853. Carex rostrata Stokes
854. Carex rupestris All.
855. Carex sempervirens subsp. sempervirens Vill.
856. Carex spicata Huds.
857. Carex stenophylla Wahlenb.
858. Carex strigosa Huds.
859. Carex supina subsp. supina Willd. ex Wahlenb.
860. Carex sylvatica subsp. sylvatica Huds.
861. Carex tomentosa L.
862. Carex umbrosa subsp. umbrosa Host
863. Carex vesicaria subsp. vesicaria L.
864. Carex viridula subsp. viridula Michx.
865. Carex vulpina L.
866. Carlina acanthifolia subsp. utzka
867. Carlina acaulis subsp. acaulis L.
868. Carlina acaulis subsp. caulescens L.
869. Carlina biebersteinii subsp. brevibracteata L.
870. Carlina corymbosa L.
871. Carlina frigida subsp. fiumensis Boiss. & Heldr.
872. Carlina frigida subsp. frigida Boiss. & Heldr.
873. Carlina graeca Heldr. & Sart.
874. Carlina lanata L.
875. Carlina vulgaris subsp. spinosa Boiss. & Heldr.
876. Carlina vulgaris subsp. vulgaris L.
877. Carpesium abrotanoides L.
878. Carpesium cernuum L.
879. Carpinus betulus L.
880. Carpinus orientalis subsp. orientalis Mill.
881. Carpobrotus acinaciformis (L.) L. Bolus
882. Carpobrotus edulis subsp. edulis (L.) N. E. Br.
883. Carthamus lanatus subsp. lanatus L.
884. Carthamus tinctorius L.
885. Carum carvi L.
886. Castanea sativa Mill.
887. Catabrosa aquatica (L.) P. Beauv.
888. Catalpa bignonioides Walter
889. Catapodium marinum (L.) C. E. Hubb.
890. Catapodium rigidum (L.) C. E. Hubb.
891. Caucalis platycarpos L.
892. Cedrus atlantica (Endl.) Carrière
893. Cedrus deodara (Roxb. ex D. Don) G. Don
894. Cedrus libani A. Rich.
895. Celosia argentea L.
896. Celtis australis subsp. australis L.
897. Celtis tournefortii subsp. tournefortii Lam.
898. Cenchrus americanus (L.) Morrone
899. Cenchrus longispinus (Hack.) Fernald
900. Cenchrus villosus (R. Br. ex Fresen.) Kuntze
901. Centaurea australis Pancic ex A. Kern.
902. Centaurea benedicta (L.) L.
903. Centaurea biokovensis Teyber
904. Centaurea calcitrapa subsp. calcitrapa L.
905. Centaurea calocephala Willd.
906. Centaurea carniolica Host
907. Centaurea ceratophylla subsp. danielae L.
908. Centaurea cristata Bartl.
909. Centaurea crithmifolia Vis.
910. Centaurea cuspidata Vis.
911. Centaurea cyanus L.
912. Centaurea deusta Ten.
913. Centaurea dichroantha A. Kern.
914. Centaurea edith-mariae Radic
915. Centaurea fridericii subsp. fridericii Vis.
916. Centaurea fridericii subsp. jabukensis Vis.
917. Centaurea glaberrima subsp. divergens Tausch
918. Centaurea glaberrima subsp. glaberrima Tausch
919. Centaurea gloriosa Radic
920. Centaurea incompta Vis.
921. Centaurea jacea subsp. banatica Tausch
922. Centaurea jacea subsp. gaudinii Tausch
923. Centaurea jacea subsp. haynaldii Tausch
924. Centaurea jacea subsp. jacea L.
925. Centaurea jacea subsp. weldeniana Tausch
926. Centaurea kartschiana subsp. curictana Scop.
927. Centaurea kartschiana subsp. dalmatica Scop.
928. Centaurea kartschiana subsp. kartschiana Scop.
929. Centaurea kartschiana subsp. lubenicensis Scop.
930. Centaurea kartschiana subsp. rabensis Scop.
931. Centaurea kartschiana subsp. troglodytes Scop.
932. Centaurea kusanii Radic
933. Centaurea macroptilon Borbás
934. Centaurea mayeri Radic
935. Centaurea melitensis L.
936. Centaurea mollis Waldst. & Kit.
937. Centaurea montana L.
938. Centaurea mucurensis Teyber
939. Centaurea nervosa subsp. nervosa Willd.
940. Centaurea nicolai Bald.
941. Centaurea nigra subsp. nigra L.
942. Centaurea nigrescens subsp. nigrescens Willd.
943. Centaurea pannonica (Heuff.) Simonk.
944. Centaurea pestalotii De Not. ex Ces.
945. Centaurea phrygia subsp. bosniaca Willd.
946. Centaurea pseudophrygia C. A. Mey.
947. Centaurea radichii Plazibat
948. Centaurea ragusina subsp. lungensis L.
949. Centaurea ragusina subsp. ragusina L.
950. Centaurea rupestris L.
951. Centaurea salonitana Vis.
952. Centaurea scabiosa subsp. fritschii L.
953. Centaurea scabiosa subsp. scabiosa L.
954. Centaurea solstitialis subsp. solstitialis L.
955. Centaurea spinosociliata Seenus
956. Centaurea stenolepis A. Kern.
957. Centaurea stoebe subsp. stoebe L.
958. Centaurea tommasinii A. Kern.
959. Centaurea triumfettii subsp. adscendens L.
960. Centaurea triumfettii subsp. axillaris All.
961. Centaurea triumfettii subsp. stricta L.
962. Centaurea triumfettii subsp. triumfettii All.
963. Centaurea tuberosa Vis.
964. Centaurea visianiana Plazibat
965. Centaurium erythraea subsp. erythraea Rafn
966. Centaurium erythraea subsp. rhodense (L.) Huds.
967. Centaurium maritimum (L.) Fritsch
968. Centaurium pulchellum subsp. pulchellum (Sw.) Druce
969. Centaurium tenuiflorum subsp. acutiflorum (Sw.) Druce
970. Centaurium tenuiflorum subsp. tenuiflorum (Hoffmanns. & Link) Fritsch
971. Centranthus calcitrapae subsp. calcitrapae (L.) Dufr.
972. Centranthus ruber subsp. ruber (L.) DC.
973. Cephalanthera damasonium (Mill.) Druce
974. Cephalanthera longifolia (L.) Fritsch
975. Cephalanthera rubra (L.) Rich.
976. Cephalaria leucantha (L.) Schrad.
977. Cephalaria transylvanica (L.) Schrad. ex Roem. & Schult.
978. Cerastium arvense subsp. arvense L.
979. Cerastium biebersteinii DC.
980. Cerastium brachypetalum subsp. brachypetalum Desf. ex Pers.
981. Cerastium brachypetalum subsp. roeseri Desf. ex Pers.
982. Cerastium decalvans subsp. decalvans Schloss. & Vuk.
983. Cerastium decalvans subsp. histrio Desf. ex Pers.
984. Cerastium diffusum subsp. diffusum Pers.
985. Cerastium dinaricum Beck & Szyszyl.
986. Cerastium glomeratum Thuill.
987. Cerastium glutinosum Fr.
988. Cerastium grandiflorum Waldst. & Kit.
989. Cerastium holosteoides Fr. emend. Hyl.
990. Cerastium kochianum Iamonico
991. Cerastium ligusticum subsp. ligusticum Viv.
992. Cerastium ligusticum subsp. trichogynum Pers.
993. Cerastium pumilum Curtis
994. Cerastium semidecandrum L.
995. Cerastium sylvaticum Waldst. & Kit.
996. Cerastium tenoreanum Ser.
997. Cerastium tomentosum L.
998. Cerastium uniflorum Clairv.
999. Ceratocephala falcata subsp. falcata (L.) Pers.
1000. Ceratocephala orthoceras DC.
1001. Ceratonia siliqua L.
1002. Ceratophyllum demersum L.
1003. Ceratophyllum submersum L.
1004. Ceratostigma plumbaginoides Bunge
1005. Cercis siliquastrum subsp. siliquastrum L.
1006. Cerinthe glabra subsp. glabra Mill.
1007. Cerinthe glabra subsp. smithiae
1008. Cerinthe major subsp. major L.
1009. Cerinthe minor subsp. auriculata L.
1010. Cerinthe minor subsp. cleiostoma L.
1011. Cerinthe minor subsp. minor L.
1012. Cervaria aegopodioides (Boiss.) comb. ined.
1013. Cervaria rivini Gaertn.
1014. Chaenomeles japonica (Thunb.) Lindl. ex Spach
1015. Chaenorhinum litorale subsp. litorale (Bernh. ex Willd.) Fritsch
1016. Chaenorhinum minus subsp. minus (L.) Lange
1017. Chaerophyllum aromaticum L.
1018. Chaerophyllum aureum L.
1019. Chaerophyllum bulbosum L.
1020. Chaerophyllum coloratum L.
1021. Chaerophyllum hirsutum L.
1022. Chaerophyllum nodosum (L.) Crantz
1023. Chaerophyllum temulum L.
1024. Chaerophyllum villarsii W. D. J. Koch
1025. Chaiturus marrubiastrum (L.) Ehrh. ex Rchb.
1026. Chamaecyparis lawsoniana (Murray) Parl.
1027. Chamaemespilus alpina (Mill.) K. R. Robertson & J. B. Phipps
1028. Chamaenerion angustifolium subsp. angustifolium (L.) Scop.
1029. Chamaenerion dodonaei (Vill.) Schur ex Fuss.
1030. Chamaerops humilis subsp. humilis L.
1031. Chelidonium majus L.
1032. Chenopodiastrum hybridum (L.) S. Fuentes, Uotila & Borsch
1033. Chenopodiastrum murale (L.) S. Fuentes, Uotila & Borsch
1034. Chenopodium album subsp. album L.
1035. Chenopodium ficifolium subsp. ficifolium Sm.
1036. Chenopodium giganteum D. Don
1037. Chenopodium opulifolium Schrad. ex W. D. J. Koch & Ziz
1038. Chenopodium probstii Aellen
1039. Chenopodium strictum Roth
1040. Chenopodium suecicum Murr
1041. Chenopodium vulvaria L.
1042. Cherleria capillacea (All.) A. J. Moore & Dillenb.
1043. Cherleria sedoides L.
1044. Chimaphila umbellata subsp. umbellata (L.) W. P. C. Barton
1045. Chondrilla juncea L.
1046. Chorispora tenella (Pall.) DC.
1047. Chrozophora tinctoria (L.) A. Juss.
1048. Chrysopogon gryllus subsp. gryllus (L.) Trin.
1049. Chrysosplenium alternifolium L.
1050. Chrysosplenium oppositifolium L.
1051. Cicendia filiformis (L.) Delarbre
1052. Cicer arietinum subsp. arietinum L.
1053. Cicerbita alpina (L.) Wallr.
1054. Cichorium endivia L.
1055. Cichorium intybus L.
1056. Cichorium pumilum Jacq.
1057. Cicuta virosa L.
1058. Circaea ×intermedia Ehrh.
1059. Circaea alpina subsp. alpina L.
1060. Circaea lutetiana L.
1061. Cirsium ×freyerianum W. D. J. Koch
1062. Cirsium acaulon subsp. acaulon (L.) Scop.
1063. Cirsium alsophilum (Pollini) Greuter
1064. Cirsium arvense (L.) Scop.
1065. Cirsium brachycephalum Jur.
1066. Cirsium candelabrum Griseb.
1067. Cirsium canum (L.) All.
1068. Cirsium creticum subsp. creticum (Lam.) d´Urv.
1069. Cirsium eriophorum (L.) Scop.
1070. Cirsium erisithales (Jacq.) Scop.
1071. Cirsium heterophyllum (L.) Hill
1072. Cirsium oleraceum (L.) Scop.
1073. Cirsium palustre (L.) Scop.
1074. Cirsium pannonicum (L. fil.) Link
1075. Cirsium rivulare (Jacq.) All.
1076. Cirsium tuberosum (L.) All.
1077. Cirsium vulgare (Savi) Ten.
1078. Cirsium waldsteinii Rouy
1079. Cistus creticus subsp. corsicus L.
1080. Cistus creticus subsp. creticus L.
1081. Cistus creticus subsp. eriocephalus L.
1082. Cistus monspeliensis subsp. monspeliensis L.
1083. Cistus salviifolius L.
1084. Citrullus lanatus (Thunb.) Matsum. & Nakai
1085. Citrus ×aurantium L.
1086. Citrus ×limon (L.) Burm. fil.
1087. Citrus medica L.
1088. Citrus reticulata Blanco
1089. Citrus trifoliata L.
1090. Cladium mariscus (L.) Pohl
1091. Cleistogenes serotina subsp. serotina (L.) Keng
1092. Clematis alpina (L.) Mill.
1093. Clematis flammula L.
1094. Clematis integrifolia L.
1095. Clematis recta L.
1096. Clematis vitalba L.
1097. Clematis viticella subsp. viticella L.
1098. Clinopodium ×bernhardtianum Starm.
1099. Clinopodium ×padureanum Rottenst.
1100. Clinopodium acinos (L.) Kuntze
1101. Clinopodium alpinum subsp. alpinum (L.) Kuntze
1102. Clinopodium alpinum subsp. dinaricum
1103. Clinopodium calamintha (L.) Kuntze
1104. Clinopodium dalmaticum subsp. dalmaticum (Benth.) Bräuchler & Heubl
1105. Clinopodium einseleanum (F. W. Schultz) Peruzzi & F. Conti
1106. Clinopodium grandiflorum subsp. grandiflorum (L.) Kuntze
1107. Clinopodium majoranifolium (Mill.) Iamonico & Bogdanovic
1108. Clinopodium menthifolium subsp. ascendens (Host) Stace
1109. Clinopodium menthifolium subsp. menthifolium (Host) Stace
1110. Clinopodium nepeta (L.) Kuntze
1111. Clinopodium thymifolium (Scop.) Kuntze
1112. Clinopodium vulgare subsp. vulgare L.
1113. Clypeola jonthlaspi L.
1114. Colchicum arenarium Waldst. & Kit.
1115. Colchicum autumnale subsp. autumnale L.
1116. Colchicum bivonae Guss.
1117. Colchicum bulbocodium subsp. versicolor L.
1118. Colchicum cupanii Guss.
1119. Colchicum haynaldii Heuff.
1120. Colchicum hungaricum Janka
1121. Colchicum neapolitanum subsp. neapolitanum (Ten.) Ten.
1122. Colchicum neapolitanum subsp. visianii L.
1123. Colutea arborescens subsp. arborescens L.
1124. Colutea arborescens subsp. gallica
1125. Colutea orientalis Mill.
1126. Comarum palustre L.
1127. Comastoma nanum (Wulfen) Toyok.
1128. Commelina benghalensis L.
1129. Commelina communis L.
1130. Conioselinum tataricum Hoffm.
1131. Conium maculatum L.
1132. Conringia austriaca (Jacq.) Sweet
1133. Conringia orientalis (L.) Dumort.
1134. Convallaria majalis subsp. majalis L.
1135. Convolvulus arvensis L.
1136. Convolvulus cantabrica L.
1137. Convolvulus cneorum L. var. latifolius
1138. Convolvulus elegantissimus Mill.
1139. Convolvulus lineatus L.
1140. Convolvulus sabatius subsp. sabatius Viv.
1141. Convolvulus tricolor subsp. tricolor L.
1142. Corallorhiza trifida Châtel.
1143. Coreopsis grandiflora Hogg ex Sweet
1144. Coreopsis lanceolata L.
1145. Coreopsis tinctoria Nutt.
1146. Coriandrum sativum L.
1147. Coridothymus capitatus (L.) Rchb. fil.
1148. Coris monspeliensis subsp. monspeliensis L.
1149. Corispermum canescens Schult.
1150. Corispermum nitidum Kit. ex Schult.
1151. Coristospermum lucidum subsp. lucidum (Mill.) Reduron, Charpin & Pimenov
1152. Cormus domestica (L.) Spach
1153. Cornus alba L.
1154. Cornus mas L.
1155. Cornus sanguinea subsp. hungarica L.
1156. Cornus sanguinea subsp. sanguinea L.
1157. Coronilla coronata L.
1158. Coronilla juncea subsp. juncea L.
1159. Coronilla scorpioides (L.) W. D. J. Koch
1160. Coronilla vaginalis Lam.
1161. Coronilla valentina subsp. glauca L.
1162. Coronilla valentina subsp. valentina L.
1163. Corrigiola litoralis subsp. litoralis L.
1164. Corydalis blanda subsp. blanda Schott
1165. Corydalis cava (L.) Schweigg. & Körte
1166. Corydalis intermedia (L.) Mérat
1167. Corydalis pumila (Host) Rchb.
1168. Corydalis solida subsp. oligantha Schott
1169. Corydalis solida subsp. solida (L.) Clairv.
1170. Corylus avellana L.
1171. Corylus colurna L.
1172. Corylus maxima Mill.
1173. Corynephorus canescens (L.) P. Beauv.
1174. Corynephorus divaricatus (Pourr.) Breistr.
1175. Cosmos bipinnatus Cav.
1176. Cota altissima (L.) Gay
1177. Cota austriaca (Jacq.) Sch. Bip.
1178. Cota dalmatica (Scheele) Oberpr. & Greuter
1179. Cota macrantha (Heuff.) Holub
1180. Cota segetalis (Ten.) Holub
1181. Cota tinctoria subsp. tinctoria (L.) J. Gay
1182. Cota triumfettii subsp. triumfettii (L.) Gay
1183. Cotinus coggygria Scop.
1184. Cotoneaster integerrimus Medik.
1185. Cotoneaster nebrodensis (Guss.) Koch
1186. Cotoneaster tomentosus (Aiton) Lindl.
1187. Crambe hispanica subsp. hispanica L.
1188. Crambe maritima L.
1189. Crambe tataria Sebeök
1190. Crataegus azarolus L. var. aronia
1191. Crataegus laevigata subsp. laevigata (Poir.) DC.
1192. Crataegus monogyna Jacq.
1193. Crataegus monogyna Jacq. var. lasiocarpa (Poir.) DC.
1194. Crataegus nigra Waldst. & Kit.
1195. Crataegus pentagyna subsp. pentagyna Waldst. & Kit. ex Willd.
1196. Crataegus praemonticola Holub
1197. Crepis alpestris (Jacq.) Tausch
1198. Crepis aurea subsp. aurea (L.) Cass.
1199. Crepis aurea subsp. glabrescens L.
1200. Crepis biennis L.
1201. Crepis blattarioides (L.) Vill.
1202. Crepis bursifolia L.
1203. Crepis capillaris (L.) Wallr.
1204. Crepis chondrilloides Jacq.
1205. Crepis dioscoridis L.
1206. Crepis foetida subsp. foetida L.
1207. Crepis foetida subsp. rhoeadifolia L.
1208. Crepis froelichiana subsp. dinarica L.
1209. Crepis jacquinii subsp. kerneri L.
1210. Crepis mollis subsp. mollis (Jacq.) Asch.
1211. Crepis mollis subsp. succisifolia (Jacq.) Asch.
1212. Crepis neglecta subsp. neglecta L.
1213. Crepis nicaeensis Balb. ex Pers.
1214. Crepis paludosa (L.) Moench
1215. Crepis pannonica subsp. blavii L.
1216. Crepis pannonica subsp. pannonica (Jacq.) K. Koch
1217. Crepis pantocsekii (Vis.) Latzel
1218. Crepis pontana (L.) Dalla Torre
1219. Crepis praemorsa subsp. praemorsa (L.) Tausch
1220. Crepis pulchra subsp. pulchra L.
1221. Crepis pyrenaica (L.) Greuter
1222. Crepis rubra L.
1223. Crepis sancta subsp. sancta (L.) Bornm.
1224. Crepis setosa Haller fil.
1225. Crepis tectorum L.
1226. Crepis vesicaria subsp. taraxacifolia L.
1227. Crepis vesicaria subsp. vesicaria L.
1228. Crepis zacintha (L.) Babc.
1229. Cressa cretica L.
1230. Crithmum maritimum L.
1231. Crocus dalmaticus Vis.
1232. Crocus heuffelianus Herb.
1233. Crocus malyi Vis.
1234. Crocus sativus L.
1235. Crocus thomasii Ten.
1236. Crocus tommasinianus Herb.
1237. Crocus variegatus Hoppe & Hornsch.
1238. Crocus vernus (L.) Hill
1239. Crocus weldenii Hoppe & Fürnr.
1240. Crucianella angustifolia L.
1241. Crucianella latifolia L.
1242. Cruciata laevipes subsp. laevipes Opiz
1243. Cruciata pedemontana (Bellardi) Ehrend.
1244. Cruciata verna subsp. verna (Scop.) Gutermann & Ehrend.
1245. Cruciata verna var. pseudocruciata Opiz
1246. Crupina crupinastrum (Moris) Vis.
1247. Crupina vulgaris (Pers.) Cass.
1248. Cryptomeria japonica (L. fil.) D. Don
1249. Cucumis melo subsp. melo L.
1250. Cucumis metuliferus E. Mey. ex Schrad.
1251. Cucumis sativus L.
1252. Cucurbita maxima subsp. maxima Duchesne
1253. Cucurbita moschata (Duchesne) Duchesne ex Poir.
1254. Cucurbita pepo L.
1255. Cupressus sempervirens L.
1256. Cuscuta approximata subsp. approximata Bab.
1257. Cuscuta approximata subsp. macranthera
1258. Cuscuta campestris Yunck.
1259. Cuscuta epilinum Weihe
1260. Cuscuta epithymum subsp. epithymum (L.) L.
1261. Cuscuta europaea subsp. europaea L.
1262. Cuscuta lupuliformis Krock.
1263. Cuscuta monogyna subsp. monogyna Vahl
1264. Cuscuta palaestina subsp. palaestina Boiss.
1265. Cuscuta planiflora Ten.
1266. Cuscuta scandens subsp. cesatiana Boiss.
1267. Cuscuta suaveolens Ser.
1268. Cuscuta tinei Inzenga
1269. Cutandia maritima (L.) Benth.
1270. Cyathoselinum tomentosum (Vis.) Benth. & Hook. fil.
1271. Cyclachaena xanthiifolia (Nutt.) Fresen.
1272. Cyclamen hederifolium subsp. hederifolium Aiton
1273. Cyclamen purpurascens Mill.
1274. Cyclamen repandum Sm.
1275. Cyclospermum leptophyllum (Pers.) Sprague
1276. Cydonia oblonga Mill.
1277. Cylindropuntia imbricata subsp. imbricata (Haw.) F. M. Knuth
1278. Cymbalaria microcalyx subsp. ebelii (L.) Dumort.
1279. Cymbalaria muralis subsp. muralis G. Gaertn., B. Mey. & Scherb.
1280. Cymbalaria muralis subsp. visianii (L.) Dumort.
1281. Cymodocea nodosa (Ucria) Asch.
1282. Cynanchica aristata subsp. condensata
1283. Cynanchica aristata subsp. scabra
1284. Cynanchica beckiana (Degen) P.Caputo & Del Guacchio
1285. Cynanchica borbasiana (Korica) P.Caputo & Del Guacchio
1286. Cynanchica neilreichii (Beck) P.Caputo & Del Guacchio
1287. Cynanchica pyrenaica subsp. cynanchica
1288. Cynanchica staliana subsp. arenaria (Vis.) P.Caputo & Del Guacchio
1289. Cynanchica staliana subsp. issaea (Vis.) P.Caputo & Del Guacchio
1290. Cynanchica staliana subsp. staliana (Vis.) P.Caputo & Del Guacchio
1291. Cynanchica tenella (Heuff. ex Degen) P.Caputo & Del Guacchio
1292. Cynanchica tinctoria (L.) Fourr.
1293. Cynanchica visianii (Korica) P.Caputo & Del Guacchio
1294. Cynanchica woloszczakii (Korica) P.Caputo & Del Guacchio
1295. Cynanchum acutum subsp. acutum L.
1296. Cynara cardunculus subsp. cardunculus L.
1297. Cynara scolymus L.
1298. Cynodon dactylon subsp. dactylon (L.) Pers.
1299. Cynoglossum creticum Mill.
1300. Cynoglossum germanicum subsp. germanicum Jacq.
1301. Cynoglossum montanum L.
1302. Cynoglossum officinale L.
1303. Cynoglossum pustulatum subsp. parvifolium Jacq.
1304. Cynoglottis barrelieri subsp. barrelieri (All.) Vural & Kit Tan
1305. Cynosurus cristatus L.
1306. Cynosurus echinatus L.
1307. Cyperus brevifolius (Rottb.) Hassk.
1308. Cyperus capitatus Vand.
1309. Cyperus difformis L.
1310. Cyperus eragrostis Lam.
1311. Cyperus esculentus L.
1312. Cyperus flavescens L.
1313. Cyperus fuscus L.
1314. Cyperus glaber L.
1315. Cyperus glomeratus L.
1316. Cyperus longus L.
1317. Cyperus michelianus subsp. michelianus (L.) Link
1318. Cyperus pannonicus Jacq.
1319. Cyperus rotundus subsp. rotundus L.
1320. Cyperus serotinus Rottb.
1321. Cypripedium calceolus L.
1322. Cyrtomium falcatum subsp. falcatum (L. fil.) C. Presl; uvezena
1323. Cystopteris alpina (Lam.) Desv.
1324. Cystopteris fragilis subsp. fragilis (L.) Bernh.
1325. Cystopteris montana (Lam.) Desv.
1326. Cytinus hypocistis subsp. hypocistis (L.) L.
1327. Cytinus ruber (Fourr.) Fritsch
1328. Cytisus albus Hacq.
1329. Cytisus austriacus L.
1330. Cytisus decumbens subsp. decumbens (Durande) Spach
1331. Cytisus elongatus Waldst. & Kit.
1332. Cytisus leiocarpus A. Kern.
1333. Cytisus nigricans subsp. atratus L.
1334. Cytisus nigricans subsp. nigricans L.
1335. Cytisus procumbens (Willd.) Spreng.
1336. Cytisus pseudoprocumbens Markgr.
1337. Cytisus purpureus Scop.
1338. Cytisus scoparius subsp. scoparius (L.) Link
1339. Cytisus spinescens C. Presl
1340. Cytisus supinus subsp. supinus L.
1341. Cytisus triflorus Lam.
1342. Cytisus villosus Pourr.
1343. Dactylis glomerata subsp. glomerata L.
1344. Dactylis glomerata subsp. hackelii L.
1345. Dactylis glomerata subsp. hispanica L.
1346. Dactylis polygama Horv.
1347. Dactylorhiza cordigera subsp. cordigera (Fr.) Soó
1348. Dactylorhiza fuchsii subsp. fuchsii (Druce) Soó
1349. Dactylorhiza incarnata subsp. cruenta (L.) Soó
1350. Dactylorhiza incarnata subsp. incarnata (L.) Soó
1351. Dactylorhiza incarnata subsp. ochroleuca (L.) Soó
1352. Dactylorhiza maculata subsp. maculata (L.) Soó
1353. Dactylorhiza maculata subsp. transsilvanica (L.) Soó
1354. Dactylorhiza majalis subsp. majalis (Rchb.) Hunt & Summerh.
1355. Dactylorhiza romana subsp. romana (Sebast. & Mauri) Soó
1356. Dactylorhiza saccifera subsp. saccifera (Brongn.) Soó
1357. Dactylorhiza sambucina subsp. sambucina (L.) Soó
1358. Dactylorhiza traunsteineri subsp. traunsteineri (Saut. ex Rchb.) Soó
1359. Dactylorhiza viridis (L.) R. M. Bateman, Pridgeon & M. W. Chase
1360. Dahlia ×pinnata Cav.
1361. Damasonium polyspermum Coss.
1362. Danthonia alpina Vest
1363. Danthonia decumbens subsp. decumbens (L.) DC.
1364. Danthoniastrum compactum (Boiss. & Heldr.) Holub
1365. Daphne alpina subsp. alpina L.
1366. Daphne blagayana Freyer
1367. Daphne cneorum L.
1368. Daphne laureola L.
1369. Daphne mezereum L.
1370. Dasiphora fruticosa (L.) Rydb.
1371. Dasypyrum villosum (L.) Borbás
1372. Datura ferox L.
1373. Datura innoxia Mill.
1374. Datura metel L.
1375. Datura stramonium L.
1376. Daucus carota subsp. carota L.
1377. Daucus carota subsp. commutatus L.
1378. Daucus carota subsp. drepanensis L.
1379. Daucus carota subsp. hispanicus L.
1380. Daucus carota subsp. hispidus L.
1381. Daucus carota subsp. major L.
1382. Daucus carota subsp. maximus L.
1383. Daucus pumilus (L.) Hoffm. & Link
1384. Degenia velebitica (Degen) Hayek
1385. Delairea odorata Lem.
1386. Delonix regia (Bojer ex Hook.) Raf.
1387. Delphinium ajacis L.
1388. Delphinium brevicorne Vis.
1389. Delphinium consolida subsp. consolida L.
1390. Delphinium consolida subsp. paniculatum L.
1391. Delphinium elatum subsp. elatum L.
1392. Delphinium fissum subsp. fissum Waldst. & Kit.
1393. Delphinium halteratum subsp. halteratum Sm.
1394. Delphinium hispanicum Costa
1395. Delphinium peregrinum L.
1396. Delphinium uechtritzianum Huth
1397. Deschampsia cespitosa subsp. cespitosa (L.) P. Beauv.
1398. Deschampsia media (Gouan) Roem. & Schult.
1399. Descurainia sophia subsp. sophia (L.) Webb ex Prantl
1400. Deutzia scabra Thunb.
1401. Dianthus armeria L.
1402. Dianthus balbisii subsp. liburnicus (L.) Link
1403. Dianthus barbatus subsp. barbatus L.
1404. Dianthus carthusianorum subsp. carthusianorum L.
1405. Dianthus carthusianorum subsp. latifolius L.
1406. Dianthus caryophyllus L.
1407. Dianthus ciliatus subsp. ciliatus Guss.
1408. Dianthus ciliatus subsp. dalmaticus Guss.
1409. Dianthus collinus subsp. collinus Waldst. & Kit.
1410. Dianthus deltoides subsp. deltoides L.
1411. Dianthus giganteiformis Borbás
1412. Dianthus giganteus subsp. croaticus L.
1413. Dianthus giganteus subsp. giganteus d´Urv.
1414. Dianthus hyssopifolius L.
1415. Dianthus integer subsp. integer Vis.
1416. Dianthus nudiflorus Griff.
1417. Dianthus petraeus subsp. orbelicus Waldst. & Kit.
1418. Dianthus petraeus subsp. petraeus Waldst. & Kit.
1419. Dianthus plumarius L.
1420. Dianthus pontederae A. Kern.
1421. Dianthus serotinus Waldst. & Kit.
1422. Dianthus sternbergii Sibth. ex [Capelli]
1423. Dianthus superbus subsp. superbus L.
1424. Dianthus sylvestris subsp. longicaulis Wulfen
1425. Dianthus sylvestris subsp. nodosus L.
1426. Dianthus sylvestris subsp. sylvestris Wulfen
1427. Dianthus sylvestris subsp. tergestinus L.
1428. Dianthus viridescens Clementi
1429. Dichodon cerastoides (L.) Rchb.
1430. Dichodon viscidum (M. Bieb.) Holub
1431. Dichondra micrantha Urb.
1432. Dichoropetalum ×zirnichii (Cohrs) Reduron
1433. Dichoropetalum carvifolia (Vill.) Pimenov & Kljuykov
1434. Dichoropetalum minutifolium (Janka) Pimenov & Kljuykov
1435. Dichoropetalum schottii (Besser ex DC.) Pimenov & Kljuykov
1436. Dichrocephala integrifolia subsp. integrifolia (L. fil.) Kuntze
1437. Dictamnus albus L.
1438. Diervilla sessilifolia Buckley
1439. Digitalis ferruginea subsp. ferruginea L.
1440. Digitalis grandiflora Mill.
1441. Digitalis laevigata subsp. laevigata Waldst. & Kit.
1442. Digitalis lanata subsp. lanata Ehrh.
1443. Digitalis lutea subsp. lutea L.
1444. Digitalis purpurea subsp. purpurea L.
1445. Digitaria ciliaris (Retz.) Koeler
1446. Digitaria sanguinalis subsp. sanguinalis (L.) Scop.
1447. Dioscorea communis (L.) Caddick & Wilkin
1448. Diospyros kaki L. fil.
1449. Diospyros lotus L.
1450. Diphasiastrum complanatum subsp. complanatum (L.) Holub
1451. Diplotaxis erucoides subsp. erucoides (L.) DC.
1452. Diplotaxis muralis subsp. muralis (L.) DC.
1453. Diplotaxis tenuifolia (L.) DC.
1454. Diplotaxis viminea subsp. viminea (L.) DC.
1455. Dipsacus fullonum L.
1456. Dipsacus laciniatus L.
1457. Dipsacus pilosus L.
1458. Dipsacus sativus (L.) Honck.
1459. Dittrichia graveolens (L.) Greuter
1460. Dittrichia viscosa subsp. viscosa (L.) Greuter
1461. Doronicum austriacum Jacq.
1462. Doronicum columnae Ten.
1463. Doronicum hungaricum Rchb. fil.
1464. Doronicum orientale Hoffm.
1465. Draba aizoides L.
1466. Draba aspera Bertol.
1467. Draba verna L.
1468. Draba verna L. var. praecox Vill.
1469. Draba verna L. var. spathulata Vill.
1470. Drabella muralis (L.) Fourr.
1471. Dracocephalum ruyschiana L.
1472. Dracunculus vulgaris Schott
1473. Drimia maritima (L.) Stearn
1474. Drosera ×anglica Huds. ex Lepage & W. Baldwin
1475. Drosera intermedia Hayne
1476. Drosera rotundifolia L.
1477. Dryas octopetala subsp. octopetala L.
1478. Drymocallis rupestris (L.) Soják
1479. Drymochloa drymeja (Mert. & W. D. J. Koch) Holub
1480. Drymochloa sylvatica (Pollich) Holub
1481. Dryopteris ×critica (Fraser-Jenk.) Fraser-Jenk.
1482. Dryopteris affinis subsp. punctata (L. fil.) C. Presl
1483. Dryopteris borreri (Newman) Oberh. & Tavel
1484. Dryopteris cambrensis subsp. cambrensis (Fraser-Jenk.) Beitel & W. R. Buck
1485. Dryopteris cambrensis subsp. insubrica (Fraser-Jenk.) Beitel & W. R. Buck
1486. Dryopteris carthusiana (Vill.) H. P. Fuchs
1487. Dryopteris cristata (L.) A. Gray
1488. Dryopteris dilatata subsp. dilatata (Hoffm.) A. Gray
1489. Dryopteris expansa (C. Presl) Fraser-Jenk. & Jermy
1490. Dryopteris filix-mas subsp. filix-mas (L.) Schott
1491. Dryopteris mindshelkensis Pavlov
1492. Dryopteris pallida subsp. pallida (Bory) Maire & Petitm.
1493. Dryopteris remota (Döll) Druce
1494. Dryopteris villarii (Bellardi) Woyn. ex Schinz & Thell.
1495. Dryopteris x complexa subsp. eschelmuelleri (Bory) Maire & Petitm.
1496. Drypis spinosa subsp. jacquiniana L.
1497. Drypis spinosa subsp. spinosa L.
1498. Dysphania ambrosioides (L.) Mosyakin & Clemants
1499. Dysphania botrys (L.) Mosyakin & Clemants
1500. Dysphania multifida (L.) Mosyakin & Clemants
1501. Dysphania schraderiana (Schult.) Mosyakin & Clemants
1502. Ecballium elaterium subsp. elaterium (L.) A. Rich.
1503. Echinaria capitata (L.) Desf.
1504. Echinochloa colona (L.) Link
1505. Echinochloa crus-galli (L.) P. Beauv.
1506. Echinocystis lobata (Michx.) Torr. & A. Gray
1507. Echinophora spinosa L.
1508. Echinops bannaticus Rochel ex Schrad.
1509. Echinops exaltatus Schrad.
1510. Echinops microcephalus Sibth. & Sm.
1511. Echinops ritro subsp. ritro L.
1512. Echinops ritro subsp. ruthenicus L.
1513. Echinops sphaerocephalus subsp. albidus L.
1514. Echinops sphaerocephalus subsp. sphaerocephalus L.
1515. Echinops spinosissimus subsp. neumayeri L.
1516. Echium italicum subsp. biebersteinii L.
1517. Echium italicum subsp. italicum L.
1518. Echium parviflorum Moench
1519. Echium plantagineum L.
1520. Echium vulgare subsp. pustulatum L.
1521. Echium vulgare subsp. vulgare L.
1522. Eclipta alba (L.) Hassk.
1523. Edraianthus ×intermedius Degen
1524. Edraianthus ×linifolius Gusmus
1525. Edraianthus dalmaticus (A. DC.) A. DC.
1526. Edraianthus dinaricus Wettst.
1527. Edraianthus graminifolius subsp. graminifolius (L.) A. DC.
1528. Edraianthus pumilio (Schult.) A. DC.
1529. Edraianthus serpyllifolius (Vis.) A. DC.
1530. Edraianthus tenuifolius (Waldst. & Kit.) A. DC.
1531. Elaeagnus angustifolia subsp. angustifolia L.
1532. Elatine alsinastrum L.
1533. Elatine hexandra (Lapierre) DC.
1534. Elatine hydropiper L.
1535. Elatine triandra Schkuhr
1536. Eleocharis acicularis subsp. acicularis (L.) Roem. & Schult.
1537. Eleocharis carniolica W. D. J. Koch
1538. Eleocharis mamillata subsp. austriaca (L.) Roem. & Schult.
1539. Eleocharis ovata (Roth) Roem. & Schult.
1540. Eleocharis parvula (Roem. & Schult.) Link ex Bluff, Nees & Schauer
1541. Eleocharis quinqueflora (Hartmann) O. Schwarz
1542. Eleocharis uniglumis subsp. uniglumis (Link) Schult.
1543. Eleusine coracana subsp. coracana (L.) Gaertn.
1544. Eleusine indica (L.) Gaertn.
1545. Eleusine tristachya (Lam.) Lam.
1546. Elodea canadensis Rich. ex Michx.
1547. Elodea nuttallii (Planch.) H. St. John
1548. Elsholtzia ciliata (Thunb.) Hyl.
1549. Elsholtzia stauntonii Benth.
1550. Elymus athericus (Link) Kerguélen
1551. Elymus caninus (L.) L.
1552. Elymus pungens (Pers.) Melderis
1553. Elymus repens subsp. repens (L.) Gould
1554. Empetrum nigrum subsp. nigrum L.
1555. Ephedra distachya subsp. distachya L.
1556. Ephedra foeminea Forssk.
1557. Ephedra major subsp. major Host
1558. Ephedra major subsp. procera Host
1559. Epilobium alpestre (Jacq.) Krock.
1560. Epilobium alsinifolium subsp. alsinifolium Vill.
1561. Epilobium collinum C. C. Gmel.
1562. Epilobium hirsutum L.
1563. Epilobium lamyi F. W. Schultz
1564. Epilobium lanceolatum subsp. lanceolatum Sebast. & Mauri
1565. Epilobium montanum L.
1566. Epilobium obscurum Schreb.
1567. Epilobium palustre L.
1568. Epilobium parviflorum Schreb.
1569. Epilobium roseum subsp. roseum Schreb.
1570. Epilobium tetragonum L.
1571. Epilobium tournefortii Michalet
1572. Epimedium alpinum subsp. alpinum L.
1573. Epipactis albensis subsp. rivularis
1574. Epipactis atrorubens subsp. atrorubens (Hoffm.) Besser
1575. Epipactis dunensis subsp. dunensis (T. Stephenson & T. A. Stephenson) Godfery
1576. Epipactis greuteri subsp. greuteri H. Baumann & Künkele
1577. Epipactis helleborine subsp. distans (L.) Crantz
1578. Epipactis helleborine subsp. helleborine (L.) Crantz
1579. Epipactis leptochila subsp. dinarica (L.) Crantz
1580. Epipactis leptochila subsp. komoricensis (L.) Crantz
1581. Epipactis leptochila subsp. neglecta (L.) Crantz
1582. Epipactis meridionalis H. Baumann & R. Lorenz
1583. Epipactis microphylla subsp. microphylla (Ehrh.) Sw.
1584. Epipactis muelleri Godfery
1585. Epipactis nordeniorum subsp. nordeniorum Robatsch
1586. Epipactis palustris (L.) Crantz
1587. Epipactis persica subsp. gracilis Robatsch
1588. Epipactis placentina subsp. placentina Bongiorni & Grünanger
1589. Epipactis pontica Taubenh.
1590. Epipactis purpurata subsp. pseudopurpurata Bongiorni & Grünanger
1591. Epipactis purpurata subsp. purpurata J. E. Sm.
1592. Epipactis tremolsii subsp. latina J. E. Sm.
1593. Epipogium aphyllum (Forssk.) Schwartz
1594. Equisetum arvense subsp. arvense L.
1595. Equisetum fluviatile L.
1596. Equisetum hyemale subsp. hyemale L.
1597. Equisetum palustre L.
1598. Equisetum pratense Ehrh.
1599. Equisetum ramosissimum Desf.
1600. Equisetum sylvaticum L.
1601. Equisetum telmateia subsp. telmateia Ehrh.
1602. Equisetum variegatum subsp. variegatum Schleich.
1603. Eragrostis cilianensis subsp. cilianensis (All.) F. T. Hubb.
1604. Eragrostis minor subsp. minor Host
1605. Eragrostis pilosa subsp. pilosa (L.) P. Beauv.
1606. Eranthis hyemalis (L.) Salisb.
1607. Erechtites hieraciifolia (L.) Raf. ex DC.
1608. Erica arborea L.
1609. Erica carnea L.
1610. Erica manipuliflora Salisb.
1611. Erica multiflora subsp. multiflora L.
1612. Erigeron acris subsp. acris L.
1613. Erigeron annuus (L.) Pers.
1614. Erigeron bonariensis L.
1615. Erigeron canadensis L.
1616. Erigeron epiroticus (F. Vierh.) Halácsy
1617. Erigeron glabratus subsp. glabratus Hoppe & Hornsch. ex Bluff & Fingerh.
1618. Erigeron karvinskianus DC.
1619. Erigeron macrophyllus Herbich
1620. Erigeron strigosus Muhl. ex Willd.
1621. Erigeron sumatrensis Retz.
1622. Eriophorum angustifolium subsp. angustifolium Honck.
1623. Eriophorum gracile subsp. gracile W. D. J. Koch ex Roth
1624. Eriophorum latifolium Hoppe
1625. Eriophorum vaginatum L.
1626. Erodium acaule (L.) Bech. & Thell.
1627. Erodium chium (Burm. fil.) Willd.
1628. Erodium ciconium subsp. ciconium (L.) L´Hér.
1629. Erodium cicutarium subsp. cicutarium (L.) L´Hér.
1630. Erodium malacoides subsp. malacoides (L.) L´Hér.
1631. Erodium moschatum (L.) L´Hér.
1632. Eruca vesicaria subsp. sativa (L.) DC.
1633. Erucastrum gallicum (Willd.) O. E. Schulz
1634. Ervilia articulata (Hornem.) H. Schaef., Coulot & Rabaute
1635. Ervilia hirsuta (L.) Opiz
1636. Ervilia loiseleurii (M. Bieb.) H. Schaef., Coulot & Rabaute
1637. Ervilia sativa Link
1638. Ervilia sylvatica (L.) Schur
1639. Ervum gracile DC.
1640. Ervum pubescens DC.
1641. Ervum tetraspermum L.
1642. Eryngium ×dalmaticum Teyber
1643. Eryngium alpinum L.
1644. Eryngium amethystinum L.
1645. Eryngium campestre L.
1646. Eryngium creticum Lam.
1647. Eryngium maritimum L.
1648. Eryngium planum L.
1649. Erysimum canum (Piller & Mitt.) Polatschek
1650. Erysimum carniolicum Dolliner
1651. Erysimum cheiranthoides subsp. cheiranthoides L.
1652. Erysimum cheiri subsp. cheiri (L.) Crantz
1653. Erysimum crepidifolium Rchb.
1654. Erysimum croaticum Polatschek
1655. Erysimum cuspidatum (M. Bieb.) DC.
1656. Erysimum diffusum Ehrh.
1657. Erysimum hieracifolium L.
1658. Erysimum linariifolium Tausch
1659. Erysimum odoratum Ehrh.
1660. Erysimum raineri Polatschek
1661. Erysimum repandum L.
1662. Erysimum sylvestre subsp. sylvestre (Crantz) Scop.
1663. Erysimum vitekii Polatschek
1664. Erythranthe guttata (DC.) G. L. Nesom
1665. Erythranthe lutea (L.) G. L. Nesom
1666. Erythronium dens-canis L.
1667. Erythrostemon gilliesii (Wall. ex Hook.) Klotzsch
1668. Eschscholzia californica subsp. californica Cham.
1669. Euclidium syriacum (L.) W. T. Aiton
1670. Eudianthe coeli-rosa (L.) Endl.
1671. Euonymus europaeus L.
1672. Euonymus japonicus Thunb.
1673. Euonymus latifolius (L.) Mill.
1674. Euonymus verrucosus Scop.
1675. Eupatorium cannabinum subsp. cannabinum L.
1676. Euphorbia agraria M. Bieb.
1677. Euphorbia aleppica L.
1678. Euphorbia amygdaloides subsp. amygdaloides L.
1679. Euphorbia angulata Jacq.
1680. Euphorbia barrelieri subsp. barrelieri Savi
1681. Euphorbia barrelieri subsp. hercegovina Savi
1682. Euphorbia capitulata Rchb.
1683. Euphorbia carniolica Jacq.
1684. Euphorbia chamaesyce subsp. chamaesyce L.
1685. Euphorbia chamaesyce subsp. massiliensis L.
1686. Euphorbia characias subsp. wulfenii L.
1687. Euphorbia cyparissias L.
1688. Euphorbia dendroides L.
1689. Euphorbia dulcis subsp. dulcis L.
1690. Euphorbia epithymoides L.
1691. Euphorbia esula subsp. esula L.
1692. Euphorbia exigua subsp. exigua L.
1693. Euphorbia falcata subsp. falcata L.
1694. Euphorbia fragifera (Klotzsch & Garcke) Jan
1695. Euphorbia helioscopia subsp. helioscopia L.
1696. Euphorbia hirsuta L.
1697. Euphorbia humifusa Willd.
1698. Euphorbia illirica subsp. illirica Lam.
1699. Euphorbia lathyris L.
1700. Euphorbia lucida Waldst. & Kit.
1701. Euphorbia maculata L.
1702. Euphorbia marginata Pursh
1703. Euphorbia myrsinites subsp. myrsinites L.
1704. Euphorbia nicaeensis subsp. nicaeensis All.
1705. Euphorbia nutans Lag.
1706. Euphorbia palustris L.
1707. Euphorbia paralias L.
1708. Euphorbia peplis L.
1709. Euphorbia peploides Gouan
1710. Euphorbia peplus L.
1711. Euphorbia pinea L.
1712. Euphorbia platyphyllos subsp. literata All.
1713. Euphorbia platyphyllos subsp. platyphyllos L.
1714. Euphorbia prostrata Aiton
1715. Euphorbia rigida M. Bieb.
1716. Euphorbia salicifolia Host
1717. Euphorbia segetalis L.
1718. Euphorbia seguierana subsp. seguierana Neck.
1719. Euphorbia spinosa subsp. spinosa L.
1720. Euphorbia stricta L.
1721. Euphorbia sulcata Lens ex Loisel.
1722. Euphorbia taurinensis All.
1723. Euphorbia terracina L.
1724. Euphorbia triflora subsp. triflora Schott, Nyman & Kotschy
1725. Euphorbia virgata Waldst. & Kit.
1726. Euphrasia dinarica (Beck) Murb.
1727. Euphrasia hirtella Jord. ex Reut.
1728. Euphrasia illyrica Wettst.
1729. Euphrasia kerneri Wettst.
1730. Euphrasia liburnica Wettst.
1731. Euphrasia marchesettii Wettst. ex Marches.
1732. Euphrasia micrantha Rchb.
1733. Euphrasia minima subsp. minima Jacq. ex DC.
1734. Euphrasia nemorosa (Pers.) Wallr.
1735. Euphrasia officinalis subsp. monticola Jacq. ex DC.
1736. Euphrasia officinalis var. campestris Jacq. ex DC.
1737. Euphrasia pectinata subsp. pectinata Ten.
1738. Euphrasia salisburgensis subsp. salisburgensis Funck
1739. Euphrasia simonkaiana Degen & Lengyel ex Jáv.
1740. Euphrasia stricta J. P. Wolff ex J. F. Lehm.
1741. Euphrasia tricuspidata L.
1742. Fagopyrum esculentum Moench
1743. Fagopyrum tataricum (L.) Gaertn.
1744. Fagus sylvatica subsp. sylvatica L.
1745. Falcaria vulgaris Bernh.
1746. Fallopia baldschuanica (Regel) Holub
1747. Fallopia convolvulus (L.) Á. Löve
1748. Fallopia dumetorum (L.) Holub
1749. Ferula communis subsp. communis L.
1750. Ferula glauca L.
1751. Ferula heuffelii Griseb. ex Heuff.
1752. Ferulago campestris (Besser) Grecescu
1753. Ferulago sylvatica subsp. sylvatica (Besser) Rchb.
1754. Festuca alfrediana subsp. durmitorea (Bertol.) H. Scholz & Foggi
1755. Festuca alpina Suter
1756. Festuca amethystina subsp. amethystina L.
1757. Festuca bosniaca subsp. bosniaca Kumm. & Sendtn.
1758. Festuca bromoides L.
1759. Festuca circummediterranea Patzke
1760. Festuca dalmatica (Hack.) K. Richt.
1761. Festuca danthonii Asch. & Graebn.
1762. Festuca fasciculata Forssk.
1763. Festuca filiformis Pourr.
1764. Festuca halleri subsp. halleri All.
1765. Festuca hercegovinica Markgr.-Dann.
1766. Festuca heterophylla subsp. heterophylla Lam.
1767. Festuca illyrica Markgr.-Dann.
1768. Festuca incurva (Gouan) Gutermann
1769. Festuca jeanpertii subsp. campana Lam.
1770. Festuca lapidosa (Degen) Markgr.-Dann.
1771. Festuca ligustica (All.) C. Presl
1772. Festuca maritima subsp. maritima L.
1773. Festuca myuros L.
1774. Festuca nigrescens subsp. nigrescens Lam.
1775. Festuca nitida subsp. nitida Kit.
1776. Festuca ovina subsp. ovina L.
1777. Festuca panciciana (Hack.) K. Richt.
1778. Festuca pulchra Schur
1779. Festuca quadriflora Honck.
1780. Festuca rhachiantha Steud.
1781. Festuca rubra subsp. rubra L.
1782. Festuca rupicola subsp. rupicola Heuff.
1783. Festuca stenantha (Hack.) K. Richt.
1784. Festuca stricta subsp. stricta Host
1785. Festuca trachyphylla (Hack.) Hack.
1786. Festuca trichophylla subsp. trichophylla (Ducros ex Gaudin) K. Richt.
1787. Festuca vaginata Waldst. & Kit. ex Willd.
1788. Festuca valesiaca subsp. valesiaca Schleich. ex Gaudin
1789. Festuca varia subsp. varia Haenke
1790. Festuca violacea subsp. violacea Schleich. ex Gaudin
1791. Festuca xanthina Roem. & Schult.
1792. Fibigia clypeata subsp. clypeata (L.) Medik.
1793. Ficaria calthifolia Rchb.
1794. Ficaria grandiflora Robert
1795. Ficaria verna subsp. bulbifera
1796. Ficus carica subsp. carica L.
1797. Filago arvensis L.
1798. Filago eriocephala Guss.
1799. Filago germanica L.
1800. Filago lutescens Jord.
1801. Filago pygmaea subsp. pygmaea L.
1802. Filago pyramidata L.
1803. Filipendula ulmaria (L.) Maxim.
1804. Filipendula ulmaria (L.) Maxim. var. denudata
1805. Filipendula vulgaris Moench
1806. Fimbristylis annua (All.) Roem. & Schult.
1807. Fimbristylis bisumbellata (Forssk.) Bubani
1808. Foeniculum vulgare Mill. subsp. vulgare Mill. Mill.
1809. Forsythia europaea Degen & Bald.
1810. Forsythia suspensa (Thunb.) Vahl
1811. Forsythia viridissima Lindl.
1812. Fourraea alpina (L.) Greuter & Burdet
1813. Fragaria moschata Duchesne
1814. Fragaria vesca subsp. vesca L.
1815. Fragaria viridis subsp. campestris L.
1816. Fragaria viridis subsp. viridis Duchesne
1817. Fragaria x ananassa subsp. ananassa Duchesne
1818. Frangula alnus subsp. alnus Mill.
1819. Frangula rupestris (Scop.) Schur
1820. Frankenia pulverulenta subsp. pulverulenta L.
1821. Fraxinus americana L.
1822. Fraxinus angustifolia subsp. oxycarpa
1823. Fraxinus excelsior subsp. excelsior L.
1824. Fraxinus ornus subsp. ornus L.
1825. Fraxinus pennsylvanica Marshall
1826. Fritillaria imperialis L.
1827. Fritillaria meleagris subsp. meleagris L.
1828. Fritillaria messanensis subsp. gracilis L.
1829. Fritillaria orientalis Adams
1830. Fritillaria thessala subsp. thessala (Boiss.) Kamari
1831. Fumana arabica (L.) Spach
1832. Fumana ericoides (Cav.) Gand.
1833. Fumana laevipes (L.) Spach
1834. Fumana laevis (Cav.) Pau
1835. Fumana procumbens subsp. procumbens (Dunal) Gren. & Godr.
1836. Fumana scoparia Pomel
1837. Fumana thymifolia subsp. thymifolia (L.) Spach ex Webb
1838. Fumaria bastardii Bor.
1839. Fumaria bicolor Nicotra
1840. Fumaria capreolata L.
1841. Fumaria densiflora DC.
1842. Fumaria flabellata Gasp.
1843. Fumaria gaillardotii subsp. gaillardotii Boiss.
1844. Fumaria judaica subsp. insignis Boiss.
1845. Fumaria judaica subsp. judaica Boiss.
1846. Fumaria kralikii Jord.
1847. Fumaria macrocarpa subsp. macrocarpa Parl.
1848. Fumaria officinalis subsp. officinalis L.
1849. Fumaria officinalis subsp. ragusina Parl.
1850. Fumaria parviflora Lam.
1851. Fumaria petteri subsp. petteri Rchb.
1852. Fumaria rostellata Knaf
1853. Fumaria schleicheri subsp. schleicheri Soy.-Will.
1854. Fumaria vaillantii Loisel.
1855. Fumaria wirtgenii Koch
1856. Gagea bohemica subsp. bohemica (Zauschn.) Schult. & Schult. fil.
1857. Gagea fragifera (Vill.) E. Bayer & G. López
1858. Gagea lutea (L.) Ker Gawl.
1859. Gagea minima (L.) Ker Gawl.
1860. Gagea peduncularis (J. Presl & C. Presl) Pascher
1861. Gagea pratensis (Pers.) Dumort.
1862. Gagea pusilla (F. W. Schmidt) Schult. & Schult. fil.
1863. Gagea serotina (L.) Ker Gawl.
1864. Gagea spathacea (Hayne) Salisb.
1865. Gagea villosa (M. Bieb.) Sw.
1866. Galanthus nivalis L.
1867. Galanthus reginae-olgae subsp. vernalis L.
1868. Galatella linosyris subsp. linosyris (L.) Rchb. fil.
1869. Galatella sedifolia subsp. illyrica (L.) Greuter
1870. Galatella sedifolia subsp. sedifolia (L.) Greuter
1871. Galega officinalis L.
1872. Galeopsis angustifolia subsp. angustifolia Ehrh. ex Hoffm.
1873. Galeopsis bifida Boenn.
1874. Galeopsis ladanum L.
1875. Galeopsis pubescens subsp. pubescens Besser
1876. Galeopsis segetum Neck.
1877. Galeopsis speciosa Mill.
1878. Galeopsis tetrahit L.
1879. Galinsoga parviflora Cav.
1880. Galinsoga quadriradiata Ruiz & Pav.
1881. Galium ×pomeranicum Retz.
1882. Galium album subsp. album Mill.
1883. Galium anisophyllon subsp. anisophyllon Vill.
1884. Galium aparine L.
1885. Galium aristatum L.
1886. Galium austriacum Jacq.
1887. Galium boreale L.
1888. Galium debile Desv.
1889. Galium divaricatum Pourr. ex Lam.
1890. Galium elongatum C. Presl
1891. Galium firmum Tausch
1892. Galium glaucum subsp. glaucum L.
1893. Galium intermedium Schult.
1894. Galium laevigatum L.
1895. Galium megalospermum All.
1896. Galium mollugo L. s. str.
1897. Galium murale (L.) All.
1898. Galium odoratum (L.) Scop.
1899. Galium palustre subsp. palustre L.
1900. Galium parisiense L.
1901. Galium pseudaristatum Schur
1902. Galium pumilum Murray
1903. Galium rivale (Sibth. & Sm.) Griseb.
1904. Galium rotundifolium subsp. rotundifolium L.
1905. Galium rubioides L.
1906. Galium rubrum L.
1907. Galium saxatile L.
1908. Galium setaceum subsp. setaceum Lam.
1909. Galium spurium subsp. spurium L.
1910. Galium sylvaticum L.
1911. Galium tricornutum Dandy
1912. Galium uliginosum L.
1913. Galium verrucosum Huds.
1914. Galium verticillatum Danth.
1915. Galium verum subsp. verum L.
1916. Gasparrinia peucedanoides (M. Bieb.) Thell.
1917. Gastridium ventricosum subsp. ventricosum (Gouan) Schinz & Thell.
1918. Gaudinia fragilis (L.) P. Beauv.
1919. Gelasia hirsuta (Gouan) Zaika, Sukhor. & N. Kilian
1920. Genista depressa subsp. depressa M. Bieb.
1921. Genista germanica L.
1922. Genista holopetala (W. D. J. Koch) Bald.
1923. Genista januensis Viv.
1924. Genista monspessulana (L.) L. A. S. Johnson
1925. Genista pilosa subsp. pilosa L.
1926. Genista pulchella subsp. pulchella Vis.
1927. Genista radiata (L.) Scop.
1928. Genista sagittalis subsp. sagittalis L.
1929. Genista sericea subsp. sericea Wulfen
1930. Genista sylvestris subsp. dalmatica Scop.
1931. Genista sylvestris subsp. sylvestris Scop.
1932. Genista tinctoria subsp. tinctoria L.
1933. Gentiana acaulis L.
1934. Gentiana asclepiadea L.
1935. Gentiana circa Beck
1936. Gentiana clusii Perr. & Songeon
1937. Gentiana cruciata subsp. cruciata L.
1938. Gentiana dinarica (Beck) Beck
1939. Gentiana lutea subsp. symphyandra L.
1940. Gentiana nivalis L.
1941. Gentiana pneumonanthe subsp. pneumonanthe L.
1942. Gentiana punctata L.
1943. Gentiana utriculosa L.
1944. Gentiana verna subsp. tergestina L.
1945. Gentiana verna subsp. verna L.
1946. Gentianella anisodonta (Borbás) Á. Löve & D. Löve
1947. Gentianella crispata (Vis.) Holub
1948. Gentianopsis ciliata subsp. ciliata (L.) Ma
1949. Geocaryum cynapioides (Guss.) Engstrand
1950. Geranium bohemicum L.
1951. Geranium brutium Gasp.
1952. Geranium columbinum L.
1953. Geranium dalmaticum (Beck) Rech. fil.
1954. Geranium dissectum L.
1955. Geranium divaricatum Ehrh.
1956. Geranium lucidum L.
1957. Geranium macrorrhizum L.
1958. Geranium molle L.
1959. Geranium nodosum L.
1960. Geranium palustre L.
1961. Geranium phaeum L.
1962. Geranium pratense subsp. pratense L.
1963. Geranium purpureum Vill.
1964. Geranium pusillum L.
1965. Geranium pyrenaicum subsp. pyrenaicum Burm. fil.
1966. Geranium robertianum subsp. robertianum L.
1967. Geranium rotundifolium L.
1968. Geranium sanguineum L.
1969. Geranium subcaulescens L´Hér. ex DC.
1970. Geranium sylvaticum L.
1971. Geranium tuberosum subsp. tuberosum L.
1972. Geropogon hybridus (L.) Sch. Bip.
1973. Geum coccineum Sibth. & Sm.
1974. Geum montanum L.
1975. Geum rivale L.
1976. Geum urbanum L.
1977. Geum waldsteiniae Smedmark
1978. Ginkgo biloba L.; uvezena
1979. Gladiolus communis L.
1980. Gladiolus illyricus W. D. J. Koch
1981. Gladiolus imbricatus L.
1982. Gladiolus italicus Mill.
1983. Gladiolus palustris Gaudin
1984. Glaucium corniculatum subsp. corniculatum (L.) Rudolph
1985. Glaucium flavum Crantz
1986. Glebionis coronaria (L.) Tzvelev
1987. Glebionis segetum (L.) Fourr.
1988. Glechoma hederacea subsp. hederacea L.
1989. Glechoma hirsuta Waldst. & Kit.
1990. Gleditsia triacanthos L.
1991. Glinus lotoides L.
1992. Globularia alypum L.
1993. Globularia bisnagarica L.
1994. Globularia cordifolia subsp. cordifolia L.
1995. Globularia meridionalis (Podp.) O. Schwarz
1996. Globularia nudicaulis L.
1997. Globularia vulgaris L.
1998. Glyceria declinata Bréb.
1999. Glyceria fluitans (L.) R. Br.
2000. Glyceria maxima subsp. maxima (Hartm.) Holmb.
2001. Glyceria notata Chevall.
2002. Glyceria striata subsp. stricta (Hartm.) Holmb.
2003. Glycine max (L.) Merr.
2004. Glycyrrhiza echinata L.
2005. Glycyrrhiza glabra L.
2006. Gnaphalium uliginosum L.
2007. Gomphocarpus fruticosus subsp. fruticosus (L.) W. T. Aiton
2008. Gomphrena globosa L.
2009. Goniolimon dalmaticum (J. Presl) Rchb. fil.
2010. Goniolimon tataricum subsp. croaticum
2011. Goniolimon tataricum subsp. tataricum (L.) Boiss.
2012. Goodyera repens (L.) R. Br.
2013. Gossypium herbaceum subsp. herbaceum L.
2014. Grafia golaka (Hacq.) Rchb.
2015. Gratiola officinalis L.
2016. Groenlandia densa (L.) Fourr.
2017. Guenthera elongata subsp. elongata (Ehrh.) Besser
2018. Guizotia abyssinica (L. fil.) Cass.
2019. Gymnadenia conopsea (L.) R. Br.
2020. Gymnadenia densiflora subsp. densiflora (Wahlenb.) A. Dietr.
2021. Gymnadenia odoratissima (L.) Rich.
2022. Gymnocarpium dryopteris (L.) Newman
2023. Gymnocarpium robertianum (Hoffm.) Newman
2024. Gymnocladus dioicus (L.) K. Koch
2025. Gypsophila fastigiata L.
2026. Gypsophila repens L.
2027. Gypsophila vaccaria (L.) Sm.
2028. Gypsophila visianii Bég.
2029. Halimione portulacoides (L.) Aellen
2030. Halimodendron halodendron (Pall.) Voss
2031. Halogeton sativus (L.) Moq.
2032. Haplophyllum buxbaumii subsp. buxbaumii (Poir.) G. Don
2033. Haplophyllum patavinum (L.) G. Don
2034. Hedera helix subsp. helix L.
2035. Hedlundia austriaca (Beck) Sennikov & Kurtto
2036. Hedlundia borbasii (Jáv.) Sennikov & Kurtto
2037. Hedlundia croatica (Kárpáti) comb. ined.
2038. Hedlundia velebitica (Kárpáti) Sennikov & Kurtto
2039. Hedypnois cretica (L.) Dum. Cours.
2040. Hedypnois rhagadioloides subsp. rhagadioloides (L.) F. W. Schmidt
2041. Hedypnois rhagadioloides subsp. tubaeformis (L.) F. W. Schmidt
2042. Hedysarum hedysaroides subsp. exaltatum
2043. Helianthemum alpestre (Jacq.) DC.
2044. Helianthemum canum subsp. canum (L.) Baumg.
2045. Helianthemum italicum (L.) Pers.
2046. Helianthemum nummularium subsp. glabrum (L.) Mill.
2047. Helianthemum nummularium subsp. grandiflorum (L.) Mill.
2048. Helianthemum nummularium subsp. nummularium (L.) Mill.
2049. Helianthemum nummularium subsp. obscurum (L.) Mill.
2050. Helianthemum rupifragum A. Kern.
2051. Helianthemum salicifolium (L.) Mill.
2052. Helianthus annuus L.
2053. Helianthus pauciflorus subsp. pauciflorus Nutt.
2054. Helianthus tuberosus L.
2055. Helichrysum angustifolium (Lam.) DC.
2056. Helichrysum arenarium subsp. arenarium (L.) Moench
2057. Helichrysum italicum subsp. italicum (Roth) G. Don
2058. Helichrysum luteoalbum (L.) Rchb.
2059. Helichrysum stoechas (L.) Moench
2060. Helictochloa pratensis subsp. pratensis (L.) Romero Zarco
2061. Helictochloa versicolor subsp. versicolor (Vill.) Romero Zarco
2062. Helictotrichon convolutum subsp. convolutum (C. Presl) Henrard
2063. Helictotrichon sempervirens (Vill.) Pilg.
2064. Heliosperma alpestre (Jacq.) Griseb.
2065. Heliosperma pusillum subsp. chromodontum (Waldst. & Kit.) Rchb.
2066. Heliosperma pusillum subsp. malyi
2067. Heliosperma pusillum subsp. pusillum (Waldst. & Kit.) Rchb.
2068. Heliosperma pusillum subsp. retzdorffianum
2069. Heliosperma pusillum subsp. tommasinii
2070. Heliosperma pusillum subsp. veselskyi (Waldst. & Kit.) Rchb.
2071. Heliotropium europaeum L.
2072. Heliotropium supinum L.
2073. Helleborus ×mucheri Rottenst.
2074. Helleborus bocconei subsp. intermedius L.
2075. Helleborus bocconei subsp. istriacus L.
2076. Helleborus dumetorum subsp. atrorubens Waldst. & Kit. ex Willd.
2077. Helleborus dumetorum subsp. dumetorum Waldst. & Kit. ex Willd.
2078. Helleborus multifidus subsp. hercegovinus Vis.
2079. Helleborus multifidus subsp. laxus Vis.
2080. Helleborus multifidus subsp. multifidus Vis.
2081. Helleborus niger subsp. macranthus Vis.
2082. Helleborus niger subsp. niger L.
2083. Helleborus odorus subsp. odorus Waldst. & Kit. ex Willd.
2084. Helleborus purpurascens Waldst. & Kit.
2085. Helminthotheca echioides (L) Holub
2086. Helosciadium nodiflorum subsp. nodiflorum (L.) W. D. J. Koch
2087. Helosciadium repens (Jacq.) W. D. J. Koch
2088. Hemerocallis fulva (L.) L.
2089. Hemerocallis lilioasphodelus L.
2090. Hepatica nobilis Schreb.
2091. Heracleum mantegazzianum Sommier & Levier
2092. Heracleum sphondylium subsp. glabrum L.
2093. Heracleum sphondylium subsp. orsinii
2094. Heracleum sphondylium subsp. pyrenaicum L.
2095. Heracleum sphondylium subsp. sphondylium L.
2096. Heracleum sphondylium subsp. ternatum L.
2097. Herminium monorchis (L.) R. Br.
2098. Herniaria glabra subsp. rotundifolia
2099. Herniaria hirsuta L.
2100. Herniaria incana Lam.
2101. Hesperis dinarica Beck
2102. Hesperis laciniata subsp. laciniata All.
2103. Hesperis matronalis subsp. candida All.
2104. Hesperis matronalis subsp. cladotricha All.
2105. Hesperis matronalis subsp. matronalis L.
2106. Hesperis sylvestris Crantz
2107. Heteropogon contortus (L.) P. Beauv. ex Roem. & Schult.
2108. Hexaphylla hercegovina (Degen) P.Caputo & Del Guacchio
2109. Hibiscus syriacus L.
2110. Hibiscus trionum L.
2111. Hieracium alpinum subsp. alpinum L.
2112. Hieracium amplexicaule subsp. amplexicaule L.
2113. Hieracium aphyllopodum Vuk.
2114. Hieracium arpadianum subsp. arpadianum Zahn
2115. Hieracium balbisianum subsp. balbisianum Arv.-Touv. & Briq.
2116. Hieracium balbisianum subsp. kerneri Arv.-Touv. & Briq.
2117. Hieracium balbisianum subsp. kuemmerlei Arv.-Touv. & Briq.
2118. Hieracium bifidum subsp. auroluteum Arv.-Touv. & Briq.
2119. Hieracium bifidum subsp. basicuneatum Arv.-Touv. & Briq.
2120. Hieracium bifidum subsp. bifidum Kit.
2121. Hieracium bifidum subsp. caesiiflorum Kit.
2122. Hieracium bifidum subsp. canitiosum Kit.
2123. Hieracium bifidum subsp. monobrachion Arv.-Touv. & Briq.
2124. Hieracium bifidum subsp. obscurisquamum Kit.
2125. Hieracium bifidum subsp. oreites Arv.-Touv. & Briq.
2126. Hieracium bifidum subsp. pluridentatum Arv.-Touv. & Briq.
2127. Hieracium bifidum subsp. polytricholepium Arv.-Touv. & Briq.
2128. Hieracium bifidum subsp. pourriacense Arv.-Touv. & Briq.
2129. Hieracium bifidum subsp. psammogenes Kit.
2130. Hieracium bifidum subsp. scandinaviorum Arv.-Touv. & Briq.
2131. Hieracium bifidum subsp. sinuosifrons Kit.
2132. Hieracium bifidum subsp. sivyense Arv.-Touv. & Briq.
2133. Hieracium bifidum subsp. stenolepis Kit.
2134. Hieracium bifidum subsp. subcaesiifloriforme Arv.-Touv. & Briq.
2135. Hieracium bosniacum subsp. pelliculatum Kit.
2136. Hieracium brevifolium subsp. brevifolium Tausch
2137. Hieracium brevifolium subsp. brevifrons Kit.
2138. Hieracium brevifolium subsp. cesatianum Kit.
2139. Hieracium brevifolium subsp. congestifolium Kit.
2140. Hieracium brevifolium subsp. halimifolium Kit.
2141. Hieracium brevifolium subsp. hellwegeri Kit.
2142. Hieracium brevifolium subsp. muraltae Kit.
2143. Hieracium brevifolium subsp. pachycorium Kit.
2144. Hieracium brevifolium subsp. umbellatiforme Kit.
2145. Hieracium brevilanosum Degen & Zahn
2146. Hieracium bupleuroides subsp. calathodiiforme Tausch
2147. Hieracium bupleuroides subsp. laeviceps Tausch
2148. Hieracium bupleuroides subsp. scabriceps Tausch
2149. Hieracium bupleuroides subsp. schenkii Tausch
2150. Hieracium caesium subsp. caesium (Fr.) Fr.
2151. Hieracium calcareum subsp. holleri (Fr.) Fr.
2152. Hieracium calcareum subsp. illyricum (Fr.) Fr.
2153. Hieracium calophyllum Uechtr.
2154. Hieracium cernagorae subsp. cernagorae Zahn
2155. Hieracium dentatum subsp. basifoliatum Zahn
2156. Hieracium dentatum subsp. expallens Zahn
2157. Hieracium dentatum subsp. subruncinatiforme Zahn
2158. Hieracium dentatum subsp. turritiforme Zahn
2159. Hieracium diaphanoides subsp. diaphanoides Lindeb.
2160. Hieracium diaphanoides subsp. pluribracteolatum Zahn
2161. Hieracium diaphanoides subsp. pseudumbrosum Zahn
2162. Hieracium djimilense subsp. velenovskyi Lindeb.
2163. Hieracium dollineri subsp. dollineri Sch. Bip. ex F. W. Schultz
2164. Hieracium dollineri subsp. tephromelanum Lindeb.
2165. Hieracium dragicola subsp. carstiense Sch. Bip. ex F. W. Schultz
2166. Hieracium falcatum subsp. falcatiforme Sch. Bip. ex F. W. Schultz
2167. Hieracium glabratum subsp. glabratum Hoppe ex Willd.
2168. Hieracium glabratum subsp. nudum Hoppe ex Willd.
2169. Hieracium glaucinum subsp. glaucinum Jord.
2170. Hieracium glaucinum subsp. heteroschistum Jord.
2171. Hieracium glaucinum subsp. veljunense Hoppe ex Willd.
2172. Hieracium glaucinum subsp. vratnikense Hoppe ex Willd.
2173. Hieracium glaucum subsp. amaurodes Jord.
2174. Hieracium glaucum subsp. isaricum Jord.
2175. Hieracium glaucum subsp. limonense Jord.
2176. Hieracium glaucum subsp. nipholepium Jord.
2177. Hieracium glaucum subsp. subturbinatum Jord.
2178. Hieracium glaucum subsp. tenerum Jord.
2179. Hieracium glaucum subsp. tephrolepium Jord.
2180. Hieracium guentheri-beckii subsp. janchenii Jord.
2181. Hieracium guglerianum subsp. lengyelii Jord.
2182. Hieracium gymnocephalum subsp. gymnocephalum Griseb. ex Pant.
2183. Hieracium heterogynum subsp. crepidifolium (Froel.) Gutermann
2184. Hieracium heterogynum subsp. eriopodum (Froel.) Gutermann
2185. Hieracium heterogynum subsp. heterogynum (Froel.) Gutermann
2186. Hieracium heterogynum subsp. nivisquamum (Froel.) Gutermann
2187. Hieracium heterogynum subsp. pachychaetium (Froel.) Gutermann
2188. Hieracium humile subsp. brachycaule (Froel.) Gutermann
2189. Hieracium hypochoeroides subsp. dalmaticum (Froel.) Gutermann
2190. Hieracium hypochoeroides subsp. wiesbaurianum (Froel.) Gutermann
2191. Hieracium lachenalii subsp. argillaceum Suter
2192. Hieracium lachenalii subsp. aurulentiforme (Froel.) Gutermann
2193. Hieracium lachenalii subsp. castuanum (Froel.) Gutermann
2194. Hieracium lachenalii subsp. cheriense Suter
2195. Hieracium lachenalii subsp. chlorophyllum Suter
2196. Hieracium lachenalii subsp. cladophorum (Froel.) Gutermann
2197. Hieracium lachenalii subsp. deductum Suter
2198. Hieracium lachenalii subsp. fastigiatum (Froel.) Gutermann
2199. Hieracium lachenalii subsp. festinum Suter
2200. Hieracium lachenalii subsp. lachenalii Suter
2201. Hieracium lachenalii subsp. muscynae (Froel.) Gutermann
2202. Hieracium lachenalii subsp. pseudosciaphilum (Froel.) Gutermann
2203. Hieracium lachenalii subsp. veprinacense (Froel.) Gutermann
2204. Hieracium leucopelmatum Nägeli & Peter
2205. Hieracium levicaule subsp. delnicense Suter
2206. Hieracium levicaule subsp. glauciceps Suter
2207. Hieracium levicaule subsp. pseudopallescens Suter
2208. Hieracium macrodon subsp. macrodon Nägeli & Peter
2209. Hieracium macrodon subsp. paklenicae Nägeli & Peter
2210. Hieracium macrodon subsp. purpurascenticeps Nägeli & Peter
2211. Hieracium macrodontoides subsp. macrodontoides (Zahn) Zahn
2212. Hieracium malovanicum Degen & Zahn
2213. Hieracium murorum subsp. amaurocymum L.
2214. Hieracium murorum subsp. basalticiforme (Zahn) Zahn
2215. Hieracium murorum subsp. capilliferum (Zahn) Zahn
2216. Hieracium murorum subsp. circumstellatum (Zahn) Zahn
2217. Hieracium murorum subsp. gentile L.
2218. Hieracium murorum subsp. luteobrunneum (Zahn) Zahn
2219. Hieracium murorum subsp. medianum (Zahn) Zahn
2220. Hieracium murorum subsp. microspilon L.
2221. Hieracium murorum subsp. montis-sancti (Zahn) Zahn
2222. Hieracium murorum subsp. murorum L.
2223. Hieracium murorum subsp. oblongiforme (Zahn) Zahn
2224. Hieracium murorum subsp. pleiophyllogenes (Zahn) Zahn
2225. Hieracium murorum subsp. polygonium (Zahn) Zahn
2226. Hieracium murorum subsp. rotundatiforme (Zahn) Zahn
2227. Hieracium murorum subsp. senjense (Zahn) Zahn
2228. Hieracium murorum subsp. stenocranum L.
2229. Hieracium murorum subsp. subbifidiforme L.
2230. Hieracium murorum subsp. subgrandidens (Zahn) Zahn
2231. Hieracium murorum subsp. subreniforme (Zahn) Zahn
2232. Hieracium murorum subsp. sylvivagum L.
2233. Hieracium neoplatyphyllum subsp. subboreale L.
2234. Hieracium obrovacense Degen & Zahn
2235. Hieracium oxyodon subsp. fluminense L.
2236. Hieracium oxyodon subsp. ganderi L.
2237. Hieracium pallescens subsp. neilreichii L.
2238. Hieracium pallescens subsp. pallescens Waldst. & Kit.
2239. Hieracium pallescens subsp. tephrochlorum L.
2240. Hieracium pallescens subsp. visocicense L.
2241. Hieracium pannosum subsp. amphithales Waldst. & Kit.
2242. Hieracium pichleri subsp. anastrum A. Kern.
2243. Hieracium pichleri subsp. pichleri A. Kern.
2244. Hieracium pilosum subsp. comatulum A. Kern.
2245. Hieracium pilosum subsp. sericotrichum A. Kern.
2246. Hieracium pilosum subsp. villosiceps A. Kern.
2247. Hieracium pilosum subsp. villosifolium A. Kern.
2248. Hieracium plisivicae (Degen & Zahn) Niketic
2249. Hieracium prenanthoides subsp. perfoliatum A. Kern.
2250. Hieracium prenanthoides subsp. prenanthoides L.
2251. Hieracium prenanthoides subsp. violascens A. Kern.
2252. Hieracium pseudobifidum subsp. caesiopictum L.
2253. Hieracium pseudobifidum subsp. epiprasinum L.
2254. Hieracium pseudobifidum subsp. glaucinoides L.
2255. Hieracium pseudobifidum subsp. mucescens L.
2256. Hieracium pseudobifidum subsp. obliquifidum L.
2257. Hieracium pseudobifidum subsp. sphaerophyllum L.
2258. Hieracium pseudobifidum subsp. subpleiophyllum L.
2259. Hieracium pseudobifidum subsp. trebevicianum L.
2260. Hieracium pseudostupposum Zahn
2261. Hieracium racemosiforme (Zahn) Zahn
2262. Hieracium racemosum subsp. alismatifolium L.
2263. Hieracium racemosum subsp. barbatum L.
2264. Hieracium racemosum subsp. crinitiforme L.
2265. Hieracium racemosum subsp. crinitum Waldst. & Kit. ex Willd.
2266. Hieracium racemosum subsp. heterospermum L.
2267. Hieracium racemosum subsp. italicum L.
2268. Hieracium racemosum subsp. moesiacum L.
2269. Hieracium racemosum subsp. neocroceum L.
2270. Hieracium racemosum subsp. racemosum Waldst. & Kit. ex Willd.
2271. Hieracium racemosum subsp. stiriacum L.
2272. Hieracium racemosum subsp. tenuifolium L.
2273. Hieracium retyezatense subsp. sparsulum Waldst. & Kit. ex Willd.
2274. Hieracium rotundatum subsp. lancifolium Waldst. & Kit. ex Willd.
2275. Hieracium rotundatum subsp. leptocephaloides Waldst. & Kit. ex Willd.
2276. Hieracium rotundatum subsp. odorans Waldst. & Kit. ex Willd.
2277. Hieracium rotundatum subsp. platyrhombum Waldst. & Kit. ex Willd.
2278. Hieracium rotundatum subsp. rotundatum Waldst. & Kit. ex Willd.
2279. Hieracium rotundatum subsp. scotophyllum Waldst. & Kit. ex Willd.
2280. Hieracium rotundatum subsp. subserratifolium Waldst. & Kit. ex Willd.
2281. Hieracium sabaudum subsp. eminens L.
2282. Hieracium sabaudum subsp. sabaudum L.
2283. Hieracium sabaudum subsp. sublactucaceum Kit. ex Schult.
2284. Hieracium sabaudum subsp. vagum L.
2285. Hieracium sabaudum subsp. virgultorum L.
2286. Hieracium scheppigianum subsp. leiolepium Freyn
2287. Hieracium scheppigianum subsp. scheppigianum Freyn
2288. Hieracium schmidtii subsp. lasiophyllum Freyn
2289. Hieracium scorzonerifolium subsp. flexuosum Freyn
2290. Hieracium scorzonerifolium subsp. polybracteum Freyn
2291. Hieracium stirovacense subsp. stirovacense Degen & Zahn
2292. Hieracium taurinense subsp. subcaeruleatum Degen & Zahn
2293. Hieracium thapsiformoides subsp. thapsiformoides Gus. Schneid. ex K. Malý
2294. Hieracium tommasinianum subsp. tommasinianum K. Malý
2295. Hieracium transylvanicum Heuff.
2296. Hieracium umbellatum subsp. brevifolioides L.
2297. Hieracium umbellatum subsp. umbellatum L.
2298. Hieracium umbrosum subsp. umbrosum Jord.
2299. Hieracium vasconicum subsp. vasconicum Jord. ex Martrin-Donos
2300. Hieracium velebiticum Degen & Zahn
2301. Hieracium villosum subsp. calvifolium Jord. ex Martrin-Donos
2302. Hieracium villosum subsp. glaucifrons Jord. ex Martrin-Donos
2303. Hieracium villosum subsp. undulifolium Jord. ex Martrin-Donos
2304. Hieracium villosum subsp. villosissimum Jord. ex Martrin-Donos
2305. Hieracium villosum subsp. villosum Jacq.
2306. Hieracium waldsteinii subsp. biokovoënse Tausch
2307. Hieracium waldsteinii subsp. lanifolium Tausch
2308. Hieracium waldsteinii subsp. sublanifolium Tausch
2309. Hieracium waldsteinii subsp. waldsteinii Tausch
2310. Hierochloe australis (Schrad.) Roem. & Schult.
2311. Himantoglossum adriaticum H. Baumann
2312. Himantoglossum jankae subsp. jankae Somlyay, Kreutz & Óvári
2313. Himantoglossum robertianum (Loisel.) P. Delforge
2314. Hippocrepis biflora Spreng.
2315. Hippocrepis ciliata Willd.
2316. Hippocrepis comosa subsp. comosa L.
2317. Hippocrepis emerus subsp. emeroides (L.) Lassen
2318. Hippocrepis emerus subsp. emerus (L.) Lassen
2319. Hippocrepis glauca Ten.
2320. Hippocrepis multisiliquosa L.
2321. Hippocrepis unisiliquosa subsp. unisiliquosa L.
2322. Hippomarathrum vulgare Borkh.
2323. Hippophae rhamnoides subsp. carpatica
2324. Hippuris vulgaris L.
2325. Hirschfeldia incana subsp. incana (L.) Lagr.-Foss.
2326. Holcus lanatus subsp. lanatus L.
2327. Holcus mollis L.
2328. Holosteum umbellatum subsp. umbellatum L.
2329. Homogyne alpina subsp. alpina (L.) Cass.
2330. Homogyne discolor (Jacq.) Cass.
2331. Homogyne sylvestris (Jacq.) Cass.
2332. Hordelymus europaeus (L.) Harz
2333. Hordeum bulbosum L.
2334. Hordeum distichon L.
2335. Hordeum geniculatum All.
2336. Hordeum leporinum Link
2337. Hordeum marinum Huds.
2338. Hordeum murinum subsp. murinum L.
2339. Hordeum secalinum Schreb.
2340. Hordeum vulgare subsp. vulgare L.
2341. Horminum pyrenaicum L.
2342. Hornungia alpina subsp. brevicaulis
2343. Hornungia petraea subsp. petraea (L.) Rchb.
2344. Hornungia procumbens (L.) Hayek
2345. Hottonia palustris L.
2346. Humulus lupulus L.
2347. Humulus scandens (Lour.) Merr.
2348. Huperzia selago subsp. selago (L.) Bernh.
2349. Hyacinthella dalmatica (Baker) Chouard
2350. Hyacinthella leucophaea subsp. leucophaea (K. Koch) Schur
2351. Hyacinthoides hispanica (Mill.) Rothm.
2352. Hyacinthus orientalis subsp. orientalis L.
2353. Hydrangea macrophylla (Thunb.) Ser.
2354. Hydrocharis morsus-ranae L.
2355. Hydrocotyle vulgaris L.
2356. Hylotelephium maximum (L.) Holub
2357. Hymenocarpos circinnatus subsp. circinnatus (L.) Savi
2358. Hymenophyllum tunbrigense (L.) Sm.
2359. Hyoscyamus albus L.
2360. Hyoscyamus niger L.
2361. Hyoseris radiata L.
2362. Hyoseris scabra L.
2363. Hyparrhenia hirta (L.) Stapf
2364. Hypecoum pendulum L.
2365. Hypericum androsaemum L.
2366. Hypericum barbatum subsp. barbatum Jacq.
2367. Hypericum calycinum L.
2368. Hypericum dubium Leers
2369. Hypericum elegans Steph. ex Willd.
2370. Hypericum hirsutum L.
2371. Hypericum humifusum subsp. humifusum L.
2372. Hypericum maculatum Crantz
2373. Hypericum montanum L.
2374. Hypericum perfoliatum subsp. perfoliatum L.
2375. Hypericum perforatum subsp. perforatum L.
2376. Hypericum pulchrum L.
2377. Hypericum richeri subsp. grisebachii L.
2378. Hypericum spruneri Boiss.
2379. Hypericum tetrapterum Fr.
2380. Hypericum triquetrifolium Turra
2381. Hypericum umbellatum A. Kern.
2382. Hypericum veronense Schrank
2383. Hypericum x desetangsii subsp. desetangsii L.
2384. Hypochaeris cretensis (L.) Bory & Chaub.
2385. Hypochaeris glabra L.
2386. Hypochaeris radicata subsp. radicata L.
2387. Hypopitys hypophegea (Wallr.) G. Don
2388. Hypopitys monotropa Crantz
2389. Hyssopus officinalis subsp. aristatus L.
2390. Iberis amara L.
2391. Iberis carnosa subsp. carnosa Willd.
2392. Iberis linifolia subsp. linifolia Loefl.
2393. Iberis pinnata L.
2394. Iberis saxatilis subsp. saxatilis L.
2395. Iberis sempervirens L.
2396. Iberis umbellata L.
2397. Ilex aquifolium L.
2398. Impatiens balfourii Hook. fil.
2399. Impatiens balsamina L.
2400. Impatiens glandulifera Royle
2401. Impatiens noli-tangere L.
2402. Impatiens parviflora subsp. parviflora DC.
2403. Imperata cylindrica (L.) Raeusch.
2404. Imperatoria ostruthium L.
2405. Indigofera heterantha Wall.
2406. Inula helenium subsp. helenium L.
2407. Ipomoea batatas (L.) Lam.
2408. Ipomoea hederacea Jacq.
2409. Ipomoea hederifolia L.
2410. Ipomoea purpurea (L.) Roth
2411. Iris ×germanica L.
2412. Iris ×sambucina L.
2413. Iris adriatica Trinajstic ex Mitic
2414. Iris graminea L.
2415. Iris pallida subsp. illyrica
2416. Iris pallida subsp. pallida Lam.
2417. Iris pseudacorus L.
2418. Iris pseudopumila subsp. pseudopumila Tineo
2419. Iris pumila L.
2420. Iris reichenbachii Heuff.
2421. Iris sibirica L.
2422. Iris tuberosa L.
2423. Iris variegata L.
2424. Isatis tinctoria subsp. canescens
2425. Isatis tinctoria subsp. tinctoria L.
2426. Isolepis cernua (Vahl) Roem. & Schult.
2427. Isolepis setacea (L.) R. Br.
2428. Isopyrum thalictroides L.
2429. Jacobaea ×liechtensteinensis (Murr) B. Bock
2430. Jacobaea ×lyratifolia (Rchb.) B. Bock
2431. Jacobaea abrotanifolia subsp. abrotanifolia (L.) Moench
2432. Jacobaea aquatica subsp. aquatica (Hill) G. Gaertn., B. Mey. & Scherb.
2433. Jacobaea erratica (Bertol.) Fourr.
2434. Jacobaea erucifolia subsp. erucifolia (L.) G. Gaertn., B. Mey. & Scherb.
2435. Jacobaea erucifolia var. tenuifolia (L.) G. Gaertn., B. Mey. & Scherb.
2436. Jacobaea lycopifolia (Poir.) Greuter & B. Nord.
2437. Jacobaea maritima subsp. maritima (L.) Pelser & Meijden
2438. Jacobaea paludosa subsp. angustifolia (L.) Pelser & Meijden
2439. Jacobaea paludosa subsp. paludosa (L.) G. Gaertn., B. Mey. & Scherb.
2440. Jacobaea subalpina (W. D. J. Koch) Pelser & Veldkamp
2441. Jacobaea vulgaris subsp. vulgaris Gaertn.
2442. Jasione montana subsp. montana L.
2443. Jasminum fruticans L.
2444. Jasminum nudiflorum Lindl.
2445. Jasminum officinale L.
2446. Juglans nigra L.
2447. Juglans regia L.
2448. Juncus acutiflorus Ehrh. ex Hoffm.
2449. Juncus acutus subsp. acutus L.
2450. Juncus alpinoarticulatus subsp. alpinoarticulatus Chaix
2451. Juncus anceps LaHarpe
2452. Juncus articulatus subsp. articulatus L.
2453. Juncus bufonius L.
2454. Juncus bulbosus subsp. bulbosus L.
2455. Juncus capitatus Weigel
2456. Juncus compressus Jacq.
2457. Juncus conglomeratus L.
2458. Juncus effusus subsp. effusus L.
2459. Juncus filiformis L.
2460. Juncus fontanesii subsp. fontanesii Gay
2461. Juncus gerardi subsp. gerardi Loisel.
2462. Juncus hybridus Brot.
2463. Juncus inflexus subsp. inflexus L.
2464. Juncus littoralis C. A. Mey.
2465. Juncus maritimus Lam.
2466. Juncus pygmaeus Rich.
2467. Juncus ranarius Songeon & E. P. Perrier
2468. Juncus squarrosus L.
2469. Juncus subnodulosus Schrank
2470. Juncus tenageia subsp. tenageia Ehrh. ex L. fil.
2471. Juncus tenuis Willd.
2472. Juniperus communis L.
2473. Juniperus communis L. var. saxatilis
2474. Juniperus deltoides R. P. Adams
2475. Juniperus oxycedrus subsp. oxycedrus L.
2476. Juniperus phoenicea subsp. phoenicea L.
2477. Juniperus sabina L.
2478. Jurinea mollis subsp. mollis (L.) Rchb.
2479. Jurinea mollis subsp. moschata
2480. Kali tragus subsp. tragus (L.) Scop.
2481. Kali turgidum (Dumort.) Gutermann
2482. Kalmia procumbens (L.) Gift, Kron & P. F. Stevens
2483. Katapsuxis silaifolia (Jacq.) Reduron, Charpin & Pimenov
2484. Kernera saxatilis (L.) Rchb.
2485. Kerria japonica (L.) DC.
2486. Kickxia cirrhosa (L.) Fritsch
2487. Kickxia commutata subsp. commutata (Bernh. ex Rchb.) Fritsch
2488. Kickxia commutata subsp. graeca (Bernh. ex Rchb.) Fritsch
2489. Kickxia elatine subsp. crinita (Bernh. ex Rchb.) Fritsch
2490. Kickxia lanigera (Desf.) Hand.-Mazz.
2491. Kickxia spuria subsp. integrifolia (L.) Dumort.
2492. Kickxia spuria subsp. spuria (L.) Dumort.
2493. Kitaibela vitifolia Willd.
2494. Klasea lycopifolia (Vill.) Á. Löve & D. Löve
2495. Klasea radiata subsp. cetinjensis L.
2496. Klasea radiata subsp. radiata (Waldst. & Kit.) Á. Löve & D. Löve
2497. Knautia adriatica Ehrend.
2498. Knautia arvensis subsp. arvensis (L.) Coult.
2499. Knautia clementii (Beck) Ehrend.
2500. Knautia dalmatica Beck
2501. Knautia dinarica subsp. dinarica (Murb.) Borbás
2502. Knautia dipsacifolia subsp. dipsacifolia (Host) Kreutzer
2503. Knautia drymeia subsp. drymeia Heuff.
2504. Knautia drymeia subsp. intermedia (Host) Kreutzer
2505. Knautia illyrica Beck
2506. Knautia integrifolia subsp. integrifolia (L.) Bertol.
2507. Knautia longifolia (Waldst. & Kit.) W. D. J. Koch
2508. Knautia pectinata Ehrend.
2509. Knautia ressmannii (Pacher) Briq.
2510. Knautia sarajevensis (Beck) Szabó
2511. Knautia travnicensis (Beck) Szabó
2512. Knautia velebitica Szabó
2513. Knautia visianii Szabó
2514. Koeleria eriostachya Pancic
2515. Koeleria glauca (Spreng.) DC.
2516. Koeleria insubrica Brullo, Giusso & Miniss.
2517. Koeleria macrantha subsp. macrantha (Ledeb.) Schult.
2518. Koeleria pyramidata subsp. pyramidata (Lam.) P. Beauv.
2519. Koeleria splendens subsp. splendens C. Presl
2520. Koelreuteria paniculata Laxm.
2521. Koenigia alpina (All.) T. M. Schust. & Reveal
2522. Kolkwitzia amabilis Graebn.
2523. Laburnum alpinum (Mill.) Bercht. & J. Presl
2524. Laburnum anagyroides subsp. alschingeri Lindl.
2525. Lactuca perennis subsp. perennis L.
2526. Lactuca quercina subsp. quercina L.
2527. Lactuca saligna L.
2528. Lactuca sativa L.
2529. Lactuca serriola L.
2530. Lactuca sonchifolia Vis. & Pancic
2531. Lactuca viminea subsp. chondrilliflora (L.) J. Presl & C. Presl
2532. Lactuca viminea subsp. viminea (L.) J. Presl & C. Presl
2533. Lactuca virosa L.
2534. Lagenaria siceraria (Molina) Standl.
2535. Lagerstroemia indica L.
2536. Lagurus ovatus subsp. ovatus L.
2537. Lamarckia aurea (L.) Moench
2538. Lamium album subsp. album L.
2539. Lamium amplexicaule subsp. amplexicaule L.
2540. Lamium bifidum subsp. bifidum Cirillo
2541. Lamium confertum Fr.
2542. Lamium galeobdolon (L.) L.
2543. Lamium garganicum subsp. garganicum L.
2544. Lamium garganicum subsp. laevigatum L.
2545. Lamium hybridum Vill.
2546. Lamium maculatum L.
2547. Lamium montanum (Pers.) Hoffm. ex Kabath
2548. Lamium orvala L.
2549. Lamium purpureum subsp. purpureum L.
2550. Lamprocapnos spectabilis (L.) Fukuhara
2551. Lappula heteracantha (Ledeb.) Gürke
2552. Lappula patula (Lehm.) Gürke
2553. Lappula squarrosa (Retz.) Dumort.
2554. Lapsana communis subsp. adenophora
2555. Lapsana communis subsp. communis L.
2556. Lapsana communis subsp. intermedia L.
2557. Larix decidua Mill.
2558. Laser archangelica (Wulfen) Spalik & Wojew.
2559. Laser trilobum (L.) Borkh.
2560. Laserpitium krapfii subsp. gaudinii Crantz
2561. Laserpitium krapfii subsp. krapfii Crantz
2562. Laserpitium latifolium subsp. latifolium L.
2563. Laserpitium peucedanoides L.
2564. Lathraea squamaria subsp. squamaria L.
2565. Lathyrus alpestris subsp. alpestris (Waldst. & Kit.) Celak.
2566. Lathyrus alpestris subsp. friedrichsthalii (Waldst. & Kit.) Celak.
2567. Lathyrus angulatus L.
2568. Lathyrus annuus L.
2569. Lathyrus aphaca subsp. aphaca L.
2570. Lathyrus bauhini P. A. Genty
2571. Lathyrus cicera L.
2572. Lathyrus clymenum L.
2573. Lathyrus digitatus (M. Bieb.) Fiori
2574. Lathyrus hirsutus L.
2575. Lathyrus inconspicuus L.
2576. Lathyrus latifolius subsp. latifolius L.
2577. Lathyrus laxiflorus subsp. laxiflorus (Desf.) Kuntze
2578. Lathyrus linifolius (Reichard) Bässler
2579. Lathyrus niger subsp. niger (L.) Bernh.
2580. Lathyrus nissolia subsp. nissolia L.
2581. Lathyrus ochraceus subsp. occidentalis Kitt.
2582. Lathyrus ochraceus subsp. ochraceus Kitt.
2583. Lathyrus ochrus (L.) DC.
2584. Lathyrus odoratus L.
2585. Lathyrus oleraceus subsp. biflorus Kitt.
2586. Lathyrus oleraceus subsp. oleraceus Lam.
2587. Lathyrus palustris L.
2588. Lathyrus pannonicus subsp. collinus (Jacq.) Garcke
2589. Lathyrus pannonicus subsp. pannonicus (Jacq.) Garcke
2590. Lathyrus pannonicus subsp. varius (Jacq.) Garcke
2591. Lathyrus pratensis L.
2592. Lathyrus sativus L.
2593. Lathyrus saxatilis (Vent.) Vis.
2594. Lathyrus setifolius subsp. setifolius L.
2595. Lathyrus sphaericus Retz.
2596. Lathyrus sylvestris subsp. sylvestris L.
2597. Lathyrus tuberosus L.
2598. Lathyrus venetus (Mill.) Wohlf.
2599. Lathyrus vernus subsp. vernus (L.) Bernh.
2600. Laurus nobilis L.
2601. Lavandula angustifolia subsp. angustifolia Mill.
2602. Lavandula latifolia Medik.
2603. Lavandula x intermedia subsp. intermedia Mill.
2604. Leersia oryzoides (L.) Sw.
2605. Legousia falcata (Ten.) Janch.
2606. Legousia hybrida (L.) Delarbre
2607. Legousia speculum-veneris subsp. speculum-veneris (L.) Chaix
2608. Lemna gibba L.
2609. Lemna minor L.
2610. Lemna trisulca L.
2611. Leontodon crispus subsp. crispus Vill.
2612. Leontodon hispidus subsp. hispidus L.
2613. Leontodon incanus (L.) Schrank
2614. Leontopodium nivale subsp. alpinum L.
2615. Leonurus cardiaca L.
2616. Leopoldia comosa (L.) Parl.
2617. Leopoldia tenuiflora (Tausch) Heldr.
2618. Lepidium campestre (L.) W. T. Aiton
2619. Lepidium coronopus (L.) Al-Shehbaz
2620. Lepidium didymum L.
2621. Lepidium draba L.
2622. Lepidium graminifolium L.
2623. Lepidium latifolium L.
2624. Lepidium perfoliatum L.
2625. Lepidium ruderale L.
2626. Lepidium sativum subsp. sativum L.
2627. Lepidium virginicum subsp. virginicum L.
2628. Leucanthemella serotina (L.) Tzvelev
2629. Leucanthemum adustum subsp. adustum (W. D. J. Koch) Gremli
2630. Leucanthemum chloroticum A. Kern. & Murb.
2631. Leucanthemum illyricum (Horvatic) Vogt & Greuter
2632. Leucanthemum ircutianum subsp. ircutianum (Turcz.) DC.
2633. Leucanthemum pallens (J. Gay ex Perreym.) DC.
2634. Leucanthemum platylepis Borbás
2635. Leucanthemum visianii (Gjurasin) Vogt & Greuter
2636. Leucanthemum vulgare subsp. vulgare Lam.
2637. Leucocasia esculenta (L.) Nakai
2638. Leucojum aestivum subsp. aestivum L.
2639. Leucojum vernum L.
2640. Leucopoa pulchella subsp. pulchella (Schrad.) H. Scholz & Foggi
2641. Leucopoa spectabilis subsp. croatica (Schrad.) H. Scholz & Foggi
2642. Leucopoa spectabilis subsp. spectabilis (Bertol.) H. Scholz & Foggi
2643. Levisticum officinale W. D. J. Koch
2644. Ligularia sibirica subsp. sibirica (L.) Cass.
2645. Ligustrum lucidum W. T. Aiton
2646. Ligustrum ovalifolium Hassk.
2647. Ligustrum vulgare L.
2648. Lilium bulbiferum subsp. bulbiferum L.
2649. Lilium candidum L.
2650. Lilium carniolicum Bernh. ex W. D. J. Koch
2651. Lilium jankae A. Kern.
2652. Lilium martagon subsp. martagon L.
2653. Limbarda crithmoides (L.) Dumort
2654. Limodorum abortivum subsp. abortivum (L.) Sw.
2655. Limonium bellidifolium (Gouan) Dumort.
2656. Limonium brusnicense (Trinajstic) Bogdanovic & Brullo
2657. Limonium busianum Bogdanovic & Brullo
2658. Limonium cancellatum (Bertol.) Kuntze
2659. Limonium cazzae Bogdanovic & Brullo
2660. Limonium croaticum Bogdanovic & Brullo
2661. Limonium dictyophorum (Tausch) Degen
2662. Limonium ginzbergeri Bogdanovic & Brullo
2663. Limonium issaeum Bogdanovic & Brullo
2664. Limonium istriacum Bogdanovic & Brullo
2665. Limonium lagostanum Bogdanovic & Brullo
2666. Limonium leprosorum Bogdanovic & Brullo
2667. Limonium liberianum Bogdanovic & Brullo
2668. Limonium liburnicum Bogdanovic & Brullo
2669. Limonium lovricii Bogdanovic & Brullo
2670. Limonium milovicii Bogdanovic & Brullo
2671. Limonium narbonense Mill.
2672. Limonium omissae Bogdanovic & Brullo
2673. Limonium pelagosae Bogdanovic & Brullo
2674. Limonium pharosianum Bogdanovic & Brullo
2675. Limonium pomoense Bogdanovic & Brullo
2676. Limonium subanfractum Trinajstic
2677. Limonium subnudum Bogdanovic & Brullo
2678. Limonium tabulare Bogdanovic & Brullo
2679. Limonium trinajsticii Bogdanovic & Brullo
2680. Limonium velutinum Bogdanovic & Brullo
2681. Limonium vestitum (C. E. Salmon) C. E. Salmon
2682. Limonium virgatum subsp. virgatum (Willd.) Fourr.
2683. Limonium zankii Bogdanovic & Brullo
2684. Limosella aquatica L.
2685. Linaria alpina subsp. alpina (L.) Mill.
2686. Linaria angustissima (Loisel.) Borbás
2687. Linaria arvensis (L.) Desf.
2688. Linaria chalepensis subsp. chalepensis (L.) Mill.
2689. Linaria dalmatica (L.) Mill.
2690. Linaria genistifolia subsp. genistifolia (L.) Mill.
2691. Linaria incarnata (Vent.) Spreng.
2692. Linaria micrantha (Cav.) Hoffmanns. & Link
2693. Linaria microsepala A. Kern.
2694. Linaria pelisseriana (L.) Mill.
2695. Linaria peloponnesiaca Boiss. & Heldr.
2696. Linaria repens (L.) Mill.
2697. Linaria simplex (Willd.) DC.
2698. Linaria triphylla (L.) Mill.
2699. Linaria vulgaris subsp. vulgaris Mill.
2700. Lindernia dubia (L.) Pennell
2701. Lindernia procumbens (Krock.) Philcox
2702. Linum alpinum subsp. julicum
2703. Linum austriacum subsp. austriacum L.
2704. Linum bienne Mill.
2705. Linum capitatum subsp. capitatum Schult.
2706. Linum catharticum subsp. catharticum L.
2707. Linum catharticum subsp. suecicum Schult.
2708. Linum corymbulosum Rchb.
2709. Linum elegans Boiss.
2710. Linum flavum subsp. flavum L.
2711. Linum hirsutum subsp. hirsutum L.
2712. Linum hologynum Rchb.
2713. Linum maritimum subsp. maritimum L.
2714. Linum narbonense subsp. narbonense L.
2715. Linum nodiflorum L.
2716. Linum perenne subsp. extraaxillare L.
2717. Linum perenne subsp. perenne L.
2718. Linum strictum L.
2719. Linum tenuifolium L.
2720. Linum trigynum L.
2721. Linum usitatissimum L.
2722. Linum viscosum L.
2723. Lipandra polysperma (L.) S. Fuentes, Uotila & Borsch
2724. Liparis loeselii subsp. loeselii (L.) Rich.
2725. Liriodendron tulipifera L.
2726. Lithospermum officinale L.
2727. Littorella uniflora (L.) Asch.
2728. Lobelia cardinalis L.
2729. Lobelia erinus L.
2730. Lobularia maritima subsp. maritima (L.) Desv.
2731. Logfia gallica (L.) Dumort.
2732. Logfia minima (Sm.) Dumort.
2733. Lolium arundinaceum subsp. arundinaceum (Schreb.) Darbysh.
2734. Lolium giganteum (L.) Darbysh.
2735. Lolium letourneuxianum (St.-Yves) Banfi, Galasso, Foggi, Kopecký & Ardenghi
2736. Lolium multiflorum Lam.
2737. Lolium perenne subsp. perenne L.
2738. Lolium pratense (Huds.) Darbysh.
2739. Lolium remotum Schrank
2740. Lolium rigidum subsp. lepturoides L.
2741. Lolium rigidum subsp. rigidum Gaudin
2742. Lolium temulentum L.
2743. Lomelosia argentea (L.) Greuter & Burdet
2744. Lomelosia brachiata (Sm.) Greuter & Burdet
2745. Lomelosia divaricata (Jacq.) Greuter & Burdet
2746. Lomelosia graminifolia (L.) Greuter & Burdet
2747. Loncomelos narbonense (L.) Raf.
2748. Loncomelos pyramidale (L.) Raf.
2749. Loncomelos pyrenaicum subsp. pyrenaicum (L.) Hrouda ex Holub
2750. Loncomelos pyrenaicum subsp. sphaerocarpum (L.) Hrouda ex Holub
2751. Loncomelos visianicum (Tomm.) Speta
2752. Lonicera alpigena subsp. alpigena L.
2753. Lonicera borbasiana (Kuntze) Degen
2754. Lonicera caerulea subsp. caerulea L.
2755. Lonicera caprifolium L.
2756. Lonicera etrusca Santi
2757. Lonicera fragrantissima subsp. fragrantissima Lindl. & Paxton
2758. Lonicera glutinosa Vis.
2759. Lonicera implexa Sol.
2760. Lonicera japonica Thunb.
2761. Lonicera maackii (Rupr.) Maxim.
2762. Lonicera nigra L.
2763. Lonicera periclymenum subsp. periclymenum L.
2764. Lonicera pileata Oliv.
2765. Lonicera sempervirens L.
2766. Lonicera tatarica L.
2767. Lonicera xylosteum L.
2768. Loranthus europaeus Jacq.
2769. Lotus alpinus (Schleich. ex DC.) Ramond
2770. Lotus angustissimus L.
2771. Lotus borbasii Ujhelyi
2772. Lotus corniculatus subsp. corniculatus L.
2773. Lotus corniculatus var. hirsutus (L.) Savi
2774. Lotus creticus L.
2775. Lotus cytisoides subsp. cytisoides L.
2776. Lotus dorycnium subsp. dorycnium L.
2777. Lotus drepanocarpus Durieu
2778. Lotus edulis L.
2779. Lotus gebelia subsp. gebelia Vent.
2780. Lotus germanicus (Gremli) Peruzzi
2781. Lotus herbaceus subsp. herbaceus (Vill.) Jauzein
2782. Lotus hirsutus L.
2783. Lotus maritimus L.
2784. Lotus ornithopodioides L.
2785. Lotus parviflorus Desf.
2786. Lotus pedunculatus Cav.
2787. Lotus preslii Ten.
2788. Lotus rectus L.
2789. Lotus subbiflorus Lag.
2790. Lotus tenuis Waldst. & Kit. ex Willd.
2791. Lotus tetragonolobus subsp. tetragonolobus L.
2792. Ludwigia palustris (L.) Elliott
2793. Lunaria annua subsp. annua L.
2794. Lunaria annua subsp. pachyrhiza L.
2795. Lunaria rediviva L.
2796. Lupinus albus L.
2797. Lupinus albus L. var. graecus (Turra) P. W. Ball
2798. Lupinus angustifolius L.
2799. Lupinus gussoneanus C. Agardh
2800. Lupinus luteus L.
2801. Lupinus perennis subsp. perennis L.
2802. Lupinus polyphyllus subsp. polyphyllus Lindl.
2803. Luronium natans (L.) Raf.
2804. Luzula alpinopilosa subsp. alpinopilosa (Chaix) Breistr.
2805. Luzula campestris (L.) DC.
2806. Luzula congesta (Thuill.) Lej.
2807. Luzula divulgatiformis Bacic & Jogan
2808. Luzula forsteri subsp. forsteri (Sm.) DC.
2809. Luzula luzulina (Vill.) Dalla Torre & Sarnth.
2810. Luzula luzuloides subsp. luzuloides (Lam.) Dandy & Wilmott
2811. Luzula luzuloides subsp. rubella (Sm.) DC.
2812. Luzula multiflora subsp. multiflora (Ehrh.) Lej.
2813. Luzula nivea (L.) DC.
2814. Luzula pilosa (L.) Willd.
2815. Luzula sylvatica subsp. sieberi (Huds.) Gaudin
2816. Luzula sylvatica subsp. sylvatica (Huds.) Gaudin
2817. Lycium barbarum L.
2818. Lycium chinense Mill.
2819. Lycium europaeum L.
2820. Lycium schweinfurthii Dammer
2821. Lycopodiella inundata (L.) Holub
2822. Lycopodium clavatum subsp. clavatum L.
2823. Lycopsis arvensis subsp. arvensis L.
2824. Lycopus europaeus subsp. europaeus L.
2825. Lycopus exaltatus L. fil.
2826. Lysimachia arvensis subsp. arvensis (L.) U. Manns & Anderb.
2827. Lysimachia atropurpurea L.
2828. Lysimachia foemina (Mill.) U. Manns & Anderb.
2829. Lysimachia linum-stellatum L.
2830. Lysimachia minima (L.) U. Manns & Anderb.
2831. Lysimachia nemorum L.
2832. Lysimachia nummularia L.
2833. Lysimachia punctata subsp. punctata L.
2834. Lysimachia vulgaris subsp. vulgaris L.
2835. Lythrum hyssopifolia L.
2836. Lythrum portula (L.) D. A. Webb
2837. Lythrum salicaria subsp. salicaria L.
2838. Lythrum thymifolia L.
2839. Lythrum tribracteatum Spreng.
2840. Lythrum virgatum L.
2841. Maclura pomifera (Raf. ex Sarg.) C. K. Schneid.
2842. Macrobriza maxima (L.) Tzvelev
2843. Macroselinum latifolium (M. Bieb.) Schur
2844. Magnolia acuminata (L.) L.
2845. Magnolia grandiflora L.
2846. Magnolia stellata (Siebold & Zucc.) Maxim.
2847. Mahonia aquifolium (Pursh) Nutt.
2848. Maianthemum bifolium (L.) F. W. Schmidt
2849. Malaxis monophyllos (L.) Sw.
2850. Malcolmia chia (L.) DC.
2851. Malcolmia flexuosa subsp. flexuosa (Sm.) Sm.
2852. Malcolmia maritima (L.) W. T. Aiton
2853. Malcolmia orsiniana subsp. angulifolia (Sm.) Sm.
2854. Malus ×dasyphylla Borkh.
2855. Malus domestica (Suckow) Borkh.
2856. Malus sylvestris subsp. sylvestris Mill.
2857. Malva alcea subsp. alcea L.
2858. Malva arborea (L.) Webb & Berthel.
2859. Malva moschata L.
2860. Malva multiflora (Cav.) Soldano, Banfi & Galasso
2861. Malva neglecta Wallr.
2862. Malva nicaeensis All.
2863. Malva parviflora L.
2864. Malva pusilla Sm.
2865. Malva sylvestris L.
2866. Malva thuringiaca subsp. ambigua L.
2867. Malva thuringiaca subsp. thuringiaca (L.) Vis.
2868. Malva verticillata L.
2869. Mandragora officinarum L.
2870. Mantisalca salmantica (L.) Briq. & Cavill.
2871. Maresia nana (DC.) Batt.
2872. Marrubium incanum Desr.
2873. Marrubium peregrinum L.
2874. Marrubium vulgare L.
2875. Marsilea quadrifolia L.
2876. Matricaria chamomilla L.
2877. Matricaria discoidea DC.
2878. Matteuccia struthiopteris subsp. struthiopteris (L.) Tod.
2879. Matthiola fruticulosa subsp. fruticulosa (L.) Maire
2880. Matthiola incana subsp. incana (L.) W. T. Aiton
2881. Matthiola sinuata subsp. sinuata (L.) W. T. Aiton
2882. Matthiola tricuspidata (L.) W. T. Aiton
2883. Mcneillia graminifolia subsp. clandestina (All.) Schinz & Thell.
2884. Medicago ×varia Martyn
2885. Medicago arabica (L.) Huds.
2886. Medicago arborea subsp. arborea L.
2887. Medicago carstiensis Wulfen
2888. Medicago ciliaris (L.) All.
2889. Medicago coronata (L.) Bertol.
2890. Medicago disciformis DC.
2891. Medicago doliata Carmign.
2892. Medicago falcata L.
2893. Medicago littoralis Rohde ex Loisel.
2894. Medicago lupulina L.
2895. Medicago marina L.
2896. Medicago minima (L.) L.
2897. Medicago monspeliaca (L.) Trautv.
2898. Medicago murex subsp. murex Willd.
2899. Medicago pironae Vis.
2900. Medicago polyceratia (L.) Trautv.
2901. Medicago polymorpha L.
2902. Medicago praecox DC.
2903. Medicago prostrata subsp. prostrata Jacq.
2904. Medicago rigidula subsp. rigidula (L.) All.
2905. Medicago sativa subsp. glomerata L.
2906. Medicago sativa subsp. sativa L.
2907. Medicago scutellata (L.) Mill.
2908. Medicago tenoreana DC.
2909. Medicago truncatula Gaertn.
2910. Medicago turbinata (L.) All.
2911. Melampyrum arvense L.
2912. Melampyrum carstiense (Ronniger) Fritsch
2913. Melampyrum cristatum L.
2914. Melampyrum degenianum Soó
2915. Melampyrum fimbriatum Vandas
2916. Melampyrum nemorosum subsp. nemorosum L.
2917. Melampyrum pratense subsp. pratense L.
2918. Melampyrum sylvaticum subsp. sylvaticum L.
2919. Melampyrum velebiticum Borbás
2920. Melia azedarach L.
2921. Melica altissima L.
2922. Melica amethystina Pourr.
2923. Melica ciliata subsp. ciliata L.
2924. Melica ciliata subsp. magnolii (Hartm.) Holmb.
2925. Melica minuta subsp. minuta L.
2926. Melica nutans subsp. nutans L.
2927. Melica picta K. Koch
2928. Melica transsilvanica Schur
2929. Melica uniflora Retz.
2930. Melica x thuringiaca subsp. langeana L.
2931. Melilotus albus Medik.
2932. Melilotus altissimus Thuill.
2933. Melilotus creticus (L.) Desr.
2934. Melilotus dentatus (Waldst. & Kit.) Aiton
2935. Melilotus elegans Salzm. ex Ser.
2936. Melilotus indicus (L.) All.
2937. Melilotus italicus (L.) Lam.
2938. Melilotus messanensis (L.) All.
2939. Melilotus officinalis (L.) Lam.
2940. Melilotus segetalis (Brot.) Ser.
2941. Melilotus spicatus (Sibth. & Sm.) Breistr.
2942. Melilotus sulcatus Desf.
2943. Melissa officinalis subsp. officinalis L.
2944. Melittis melissophyllum subsp. albida
2945. Melittis melissophyllum subsp. carpatica
2946. Melomphis arabica (L.) Raf.
2947. Memoremea scorpioides (Haenke) A. Otero, Jim. Mejías, Valcárcel & P. Vargas
2948. Mentha ×carinthiaca Host
2949. Mentha ×dalmatica Tausch
2950. Mentha ×dumetorum Schult.
2951. Mentha ×gentilis L.
2952. Mentha ×maximilianea F. W. Schultz
2953. Mentha ×piperita L.
2954. Mentha ×rotundifolia (L.) Huds.
2955. Mentha ×schalkiana Rottenst.
2956. Mentha ×smithiana R. A. Graham
2957. Mentha ×vergoereri Starm.
2958. Mentha ×verticillata L.
2959. Mentha ×villosa Huds.
2960. Mentha aquatica L.
2961. Mentha arvensis subsp. arvensis L.
2962. Mentha longifolia subsp. longifolia (L.) Huds.
2963. Mentha pulegium L.
2964. Mentha spicata subsp. condensata L.
2965. Mentha spicata subsp. spicata L.
2966. Mentha suaveolens subsp. suaveolens Ehrh.
2967. Menyanthes trifoliata L.
2968. Mercurialis annua subsp. annua L.
2969. Mercurialis ovata Sternb. & Hoppe
2970. Mercurialis perennis L.
2971. Mesembryanthemum crystallinum L.
2972. Mesembryanthemum nodiflorum L.
2973. Mespilus germanica L.
2974. Meum athamanticum Jacq.
2975. Micranthes stellaris subsp. hispidula
2976. Micranthes stellaris subsp. robusta
2977. Micromeria croatica (Pers.) Schott
2978. Micromeria graeca subsp. fruticulosa Bartl. ex Vis.
2979. Micromeria graeca subsp. graeca (L.) Benth. ex Rchb.
2980. Micromeria juliana (L.) Benth. ex Rchb.
2981. Micromeria kerneri Murb.
2982. Micromeria microphylla (d´Urv.) Benth.
2983. Microthlaspi erraticum (Jord.) T. Ali & Thines
2984. Microthlaspi perfoliatum (L.) F. K. Mey.
2985. Milium effusum subsp. effusum L.
2986. Milium vernale subsp. vernale M. Bieb.
2987. Minuartia globulosa (Labill.) Schinz & Thell.
2988. Minuartia mucronata (L.) Schinz & Thell.
2989. Minuartia recurva subsp. recurva (All.) Schinz & Thell.
2990. Mirabilis jalapa L.
2991. Misopates orontium subsp. orontium (L.) Raf.
2992. Moehringia bavarica subsp. bavarica (L.) Gren.
2993. Moehringia ciliata (Scop.) Dalla Torre
2994. Moehringia muscosa L.
2995. Moehringia tommasinii Marches.
2996. Moehringia trinervia (L.) Clairv.
2997. Moenchia erecta subsp. erecta (L.) G. Gaertn., G. Mey. & Scherb.
2998. Moenchia mantica subsp. mantica (L.) Bartl.
2999. Molinia arundinacea Schrank
3000. Molinia caerulea (L.) Moench
3001. Molopospermum peloponnesiacum subsp. peloponnesiacum (L.) W. D. J. Koch
3002. Moltkia petraea (Tratt.) Griseb.
3003. Moneses uniflora (L.) A. Gray
3004. Montia arvensis Wallr.
3005. Montia fontana subsp. amporitana L.
3006. Montia fontana subsp. fontana L.
3007. Moorochloa eruciformis (Sm.) Veldkamp
3008. Moricandia arvensis (L.) DC.
3009. Morus alba L.
3010. Morus nigra L.
3011. Muhlenbergia schreberi J. F. Gmel.
3012. Mummenhoffia alliacea (L.) Esmailbegi & Al-Shehbaz
3013. Muscari botryoides (L.) Mill.
3014. Muscari commutatum Guss.
3015. Muscari neglectum Guss. ex Ten.
3016. Muscari parviflorum Desf.
3017. Mutellina adonidifolia (J. Gay) Gutermann
3018. Myagrum perfoliatum L.
3019. Mycelis muralis subsp. muralis (L.) Dumort.
3020. Myosotis alpestris subsp. alpestris F. W. Schmidt
3021. Myosotis alpestris subsp. suaveolens
3022. Myosotis arvensis subsp. arvensis (L.) Hill
3023. Myosotis decumbens subsp. decumbens Host
3024. Myosotis decumbens subsp. variabilis Host
3025. Myosotis discolor subsp. discolor Pers.
3026. Myosotis incrassata Guss.
3027. Myosotis laxa Lehm.
3028. Myosotis michaelae Stepánková
3029. Myosotis nemorosa Besser
3030. Myosotis ramosissima subsp. ramosissima Rochel
3031. Myosotis scorpioides L.
3032. Myosotis sicula Guss.
3033. Myosotis sparsiflora Pohl
3034. Myosotis speluncicola (Boiss.) Rouy
3035. Myosotis stricta Link ex Roem. & Schult.
3036. Myosotis sylvatica subsp. subarvensis Rochel
3037. Myosotis sylvatica subsp. sylvatica Ehrh. ex Hoffm.
3038. Myosurus minimus subsp. minimus L.
3039. Myriolimon ferulaceum (L.) Lledó, Erben & M. B. Crespo
3040. Myriophyllum heterophyllum Michx.
3041. Myriophyllum spicatum L.
3042. Myriophyllum verticillatum L.
3043. Myrrhis odorata (L.) Scop.
3044. Myrtus communis subsp. communis L.
3045. Myrtus communis subsp. tarentina
3046. Najas graminea Delile
3047. Najas major subsp. major All.
3048. Najas minor All.
3049. Narcissus ×incomparabilis Mill.
3050. Narcissus ×medioluteus Mill.
3051. Narcissus ×odorus L.
3052. Narcissus jonquilla subsp. jonquilla L.
3053. Narcissus papyraceus Ker Gawl.
3054. Narcissus poeticus subsp. poeticus L.
3055. Narcissus poeticus subsp. radiiflorus L.
3056. Narcissus pseudonarcissus subsp. pseudonarcissus L.
3057. Narcissus serotinus L.
3058. Narcissus tazetta subsp. italicus L.
3059. Nardus stricta L.
3060. Nasturtium microphyllum (Boenn.) Rchb.
3061. Nasturtium officinale subsp. officinale W. T. Aiton
3062. Neatostema apulum (L.) I. M. Johnst.
3063. Neotinea intacta (Link) Rchb. fil.
3064. Neotinea lactea subsp. lactea (Poir.) R. M. Bateman, Pridgeon & M. W. Chase
3065. Neotinea tridentata (Scop.) R. M. Bateman, Pridgeon & M. W. Chase
3066. Neotinea tridentata (Scop.) R. M. Bateman, Pridgeon & M. W. Chase
3067. Neotinea tridentata var. commutata (Poir.) R. M. Bateman, Pridgeon & M. W. Chase
3068. Neotinea ustulata (L.) R. M. Bateman, Pridgeon & M. W. Chase
3069. Neotorularia polyceratia (L.) V. I. Dorof.
3070. Neottia cordata (L.) Rich.
3071. Neottia nidus-avis (L.) Rich.
3072. Neottia ovata (L.) Bluff & Fingerh.
3073. Nepeta cataria L.
3074. Nepeta nuda subsp. albiflora
3075. Nerium oleander subsp. oleander L.
3076. Neslia apiculata Fisch., C. A. Mey. & Avé-Lall.
3077. Neslia paniculata (L.) Desv.
3078. Nicandra physalodes (L.) Gaertn.
3079. Nicotiana alata Link & Otto
3080. Nicotiana glauca Graham
3081. Nicotiana rustica L.
3082. Nicotiana tabacum L.
3083. Nigella arvensis subsp. arvensis L.
3084. Nigella damascena L.
3085. Nigella sativa L.
3086. Nigritella rhellicani subsp. rhellicani Teppner & E. Klein
3087. Noccaea alpestris (Jacq.) Kerguélen
3088. Noccaea goesingensis (Halácsy) F. K. Mey.
3089. Noccaea montana (L.) F. K. Mey.
3090. Noccaea praecox (Wulfen) F. K. Mey.
3091. Nonea echioides (L.) Roem. & Schult.
3092. Nonea lutea (Desr.) DC.
3093. Nonea pulla subsp. pulla (L.) DC.
3094. Nuphar lutea (L.) Sibth. & Sm.
3095. Nuphar pumila subsp. pumila (Timm) DC.
3096. Nymphaea alba L.
3097. Nymphaea candida J. Presl & C. Presl
3098. Nymphoides peltata (S. G. Gmel.) Kuntze
3099. Ocimum basilicum L.
3100. Odontarrhena metajnae (Plazibat) Spaniel, Al-Shehbaz, D. A. German & Marhold
3101. Odontarrhena muralis (Waldst. & Kit.) Endl.
3102. Odontarrhena serpyllifolia (Desf.) Jord. & Fourr.
3103. Odontarrhena tortuosa subsp. tortuosa (Willd.) C. A. Mey.
3104. Odontites luteus (L.) Clairv.
3105. Odontites vernus subsp. vernus (Bellardi) Dumort.
3106. Odontites vulgaris subsp. vulgaris Moench
3107. Oenanthe aquatica (L.) Poir.
3108. Oenanthe banatica Heuff.
3109. Oenanthe fistulosa L.
3110. Oenanthe lachenalii C. C. Gmel.
3111. Oenanthe peucedanifolia Pollich
3112. Oenanthe pimpinelloides subsp. pimpinelloides L.
3113. Oenanthe silaifolia M. Bieb.
3114. Oenothera biennis L.
3115. Oenothera glazioviana Micheli
3116. Oeosporangium persica (Bory) Vis.
3117. Oeosporangium pteridioides subsp. acrosticum (L.) K. H. Shing
3118. Oeosporangium pteridioides subsp. pteridioides (Reichard) Fraser-Jenk. & Pariyar
3119. Olea europaea subsp. europaea L.
3120. Olea europaea subsp. oleaster
3121. Oloptum miliaceum subsp. miliaceum (L.) Röser & Hamasha
3122. Omalotheca norvegica (Gunnerus) Sch. Bip. & F. W. Schultz
3123. Omalotheca supina (L.) DC.
3124. Omalotheca sylvatica (L.) Sch. Bip. & F. W. Schultz
3125. Omphalodes verna Moench
3126. Onobrychis aequidentata (Sm.) d´Urv.
3127. Onobrychis alba subsp. alba (Waldst. & Kit.) Desv.
3128. Onobrychis arenaria subsp. arenaria (Kit.) DC.
3129. Onobrychis arenaria subsp. tommasinii (Waldst. & Kit.) Desv.
3130. Onobrychis caput-galli (L.) Lam.
3131. Onobrychis montana subsp. montana DC.
3132. Onobrychis montana subsp. scardica (Kit.) DC.
3133. Onobrychis viciifolia Scop.
3134. Ononis alopecuroides subsp. exalopecuroides
3135. Ononis arvensis subsp. arvensis L.
3136. Ononis arvensis subsp. spinosiformis L.
3137. Ononis breviflora DC.
3138. Ononis foetens All.
3139. Ononis minutissima L.
3140. Ononis natrix subsp. natrix L.
3141. Ononis ornithopodioides L.
3142. Ononis pusilla subsp. pusilla L.
3143. Ononis reclinata L.
3144. Ononis repens subsp. procurrens L.
3145. Ononis spinosa subsp. antiquorum L.
3146. Ononis spinosa subsp. leiosperma L.
3147. Ononis spinosa subsp. spinosa L.
3148. Ononis viscosa subsp. viscosa L.
3149. Onopordum acanthium L.
3150. Onopordum horridum Viv.
3151. Onopordum illyricum subsp. cardunculus
3152. Onopordum illyricum subsp. illyricum L.
3153. Onosma arenaria subsp. arenaria Waldst. & Kit.
3154. Onosma echioides subsp. dalmatica Waldst. & Kit.
3155. Onosma javorkae Simonk.
3156. Onosma pseudoarenaria subsp. fallax Waldst. & Kit.
3157. Onosma pseudoarenaria subsp. tridentina Waldst. & Kit.
3158. Onosma stellulata Waldst. & Kit.
3159. Onosma visianii Clementi
3160. Ophioglossum azoricum C. Presl
3161. Ophioglossum lusitanicum L.
3162. Ophioglossum vulgatum subsp. vulgatum L.
3163. Ophiopogon japonicus (L. fil.) Ker Gawl.
3164. Ophrys ×albertiana E. G. Camus
3165. Ophrys ×bilineata (Barla) Fiori
3166. Ophrys ×cicmiriana P. Delforge
3167. Ophrys ×cortesii A. Camus
3168. Ophrys ×flavicans Vis.
3169. Ophrys ×koseciorum Cicmir
3170. Ophrys ×littoralis J. & M. Baláz
3171. Ophrys ×melena (Renz) Paulus & Gack
3172. Ophrys ×muellneri H. Fleischm.
3173. Ophrys ×pseudomammosa Renz
3174. Ophrys ×redliorum F. Fohringer
3175. Ophrys ×sooi A. Fuchs
3176. Ophrys apifera Huds.
3177. Ophrys apifera var. maculata Somlyay, Kreutz & Óvári
3178. Ophrys apifera var. patinata Somlyay, Kreutz & Óvári
3179. Ophrys apifera var. punctata Somlyay, Kreutz & Óvári
3180. Ophrys arachnitiformis Gren. & Philippe
3181. Ophrys arachnitiformis var. archipelagi Somlyay, Kreutz & Óvári
3182. Ophrys arachnitiformis var. cilentana Somlyay, Kreutz & Óvári
3183. Ophrys araneola Rchb.
3184. Ophrys bombyliflora Link
3185. Ophrys cornuta var. balcanica Somlyay, Kreutz & Óvári
3186. Ophrys cornuta var. rhodostephane Somlyay, Kreutz & Óvári
3187. Ophrys crabronifera subsp. biscutella Somlyay, Kreutz & Óvári
3188. Ophrys fusca var. forestieri Somlyay, Kreutz & Óvári
3189. Ophrys fusca var. leucadica Somlyay, Kreutz & Óvári
3190. Ophrys fusca var. minima Somlyay, Kreutz & Óvári
3191. Ophrys heldreichii var. pharia Somlyay, Kreutz & Óvári
3192. Ophrys holosericea var. dinarica Somlyay, Kreutz & Óvári
3193. Ophrys holosericea var. serotina Somlyay, Kreutz & Óvári
3194. Ophrys incubacea Bianca ex Tod.
3195. Ophrys insectifera L.
3196. Ophrys iricolor Desf.
3197. Ophrys istriensis S. Hertel, Paulus & Weyland
3198. Ophrys lacaitae Lojac.
3199. Ophrys mammosa subsp. mammosa Desf.
3200. Ophrys parvimaculata (O. Danesch & E. Danesch) Paulus & Gack
3201. Ophrys passionis var. garganica Desf.
3202. Ophrys speculum Link
3203. Ophrys sphegodes Mill.
3204. Ophrys tenthredinifera var. villosa Desf.
3205. Ophrys tetraloniae W. P. Teschner
3206. Oplismenus undulatifolius (Ard.) P. Beauv.
3207. Opopanax chironium (L.) W. D. J. Koch
3208. Opuntia ficus-indica (L.) Mill.
3209. Orchis ×bergonii Nanteuil
3210. Orchis ×bivonae Tod.
3211. Orchis ×hybrida Boenn. ex Rchb.
3212. Orchis ×koenighoferae (W. Foelsche & Jakely) comb. ined.
3213. Orchis ×pseudoanatolia H. Fleischm.
3214. Orchis anthropophora (L.) All.
3215. Orchis italica Poir.
3216. Orchis mascula subsp. mascula (L.) L.
3217. Orchis mascula subsp. speciosa (L.) L.
3218. Orchis militaris subsp. militaris L.
3219. Orchis pallens L.
3220. Orchis pauciflora subsp. pauciflora Ten.
3221. Orchis provincialis B alb.
3222. Orchis purpurea subsp. purpurea Huds.
3223. Orchis quadripunctata subsp. quadripunctata Cirillo ex Ten.
3224. Orchis simia subsp. simia Lam.
3225. Orchis spitzelii subsp. spitzelii Saut. ex Koch
3226. Orchis x beyrichii subsp. beyrichii Saut. ex Koch
3227. Oreojuncus monanthos (Jacq.) Záv. Drábk. & Kirschner
3228. Oreojuncus trifidus (L.) Záv. Drábk. & Kirschner
3229. Oreopteris limbosperma (All.) Holub
3230. Oreoselinum nigrum Delarbre
3231. Origanum ×ulrikeae Starm.
3232. Origanum majorana L.
3233. Origanum onites L.
3234. Origanum vulgare subsp. vulgare L.
3235. Orlaya daucoides (L.) Greuter
3236. Orlaya daucorlaya Murb.
3237. Orlaya grandiflora (L.) Hoffm.
3238. Ornithogalum boucheanum (Kunth) Asch.
3239. Ornithogalum collinum subsp. collinum Guss.
3240. Ornithogalum comosum L.
3241. Ornithogalum dalmaticum Speta
3242. Ornithogalum divergens Boreau
3243. Ornithogalum exscapum Ten.
3244. Ornithogalum gussonei Ten.
3245. Ornithogalum kochii Parl.
3246. Ornithogalum montanum Cirillo ex Ten.
3247. Ornithogalum nutans L.
3248. Ornithogalum orbelicum Velen.
3249. Ornithogalum refractum Kit. ex Schltdl.
3250. Ornithogalum sigmoideum Freyn & Sint.
3251. Ornithogalum televirnum Speta
3252. Ornithogalum umbellatum L.
3253. Ornithopus compressus L.
3254. Ornithopus perpusillus L.
3255. Ornithopus pinnatus (Mill.) Druce
3256. Orobanche alba subsp. alba Steph. ex Willd.
3257. Orobanche alsatica subsp. alsatica Kirschl.
3258. Orobanche amethystea Thuill.
3259. Orobanche artemisiae-campestris Gaudin
3260. Orobanche caryophyllacea Sm.
3261. Orobanche cernua subsp. cernua Loefl.
3262. Orobanche coerulescens Stephan ex Willd.
3263. Orobanche crenata Forssk.
3264. Orobanche elatior subsp. elatior Sutton
3265. Orobanche flava subsp. flava Mart.
3266. Orobanche gracilis Sm.
3267. Orobanche grisebachii Reut.
3268. Orobanche hederae Duby
3269. Orobanche laserpitii-sileris Reut. ex Jord.
3270. Orobanche lutea Baumg.
3271. Orobanche minor Sm.
3272. Orobanche picridis F. W. Schultz
3273. Orobanche pubescens d’Urv.
3274. Orobanche reticulata subsp. reticulata Wallr.
3275. Orobanche salviae F. W. Schultz
3276. Orobanche sanguinea C. Presl
3277. Orobanche teucrii Holandre
3278. Orthilia secunda (L.) House
3279. Oryza sativa L.
3280. Osmunda regalis L.
3281. Ostericum palustre (Besser) Besser
3282. Ostrya carpinifolia Scop.
3283. Osyris alba L.
3284. Oxalis acetosella L.
3285. Oxalis articulata Savigny
3286. Oxalis corniculata L.
3287. Oxalis dillenii Jacq.
3288. Oxalis pes-caprae L.
3289. Oxalis stricta L.
3290. Oxalis tetraphylla Cav.
3291. Oxybasis chenopodioides (L.) S. Fuentes, Uotila & Borsch
3292. Oxybasis glauca (L.) S. Fuentes, Uotila & Borsch
3293. Oxybasis rubra (L.) S. Fuentes, Uotila & Borsch
3294. Oxybasis urbica (L.) S. Fuentes, Uotila & Borsch
3295. Oxyria digyna (L.) Hill
3296. Oxytropis campestris subsp. campestris (L.) DC.
3297. Oxytropis campestris subsp. tiroliensis (L.) Barneby
3298. Oxytropis dinarica subsp. dinarica (Murb.) Wettst.
3299. Oxytropis halleri subsp. halleri Bunge ex W. D. J. Koch
3300. Oxytropis jacquinii Bunge
3301. Oxytropis lapponica (Wahlenb.) Gay
3302. Oxytropis neglecta subsp. neglecta Bunge ex W. D. J. Koch
3303. Oxytropis pilosa subsp. pilosa (L.) DC.
3304. Oxytropis purpurea (Bald.) Markgr.
3305. Pachypleurum mutellinoides (Crantz) Holub
3306. Paederota lutea Scop.
3307. Paeonia daurica subsp. velebitensis
3308. Paeonia mascula subsp. mascula (L.) Mill.
3309. Paeonia mascula subsp. russoi (L.) Mill.
3310. Paeonia officinalis subsp. officinalis L.
3311. Paeonia peregrina Mill.
3312. Paliurus spina-christi Mill.
3313. Pallenis spinosa subsp. spinosa (L.) Cass.
3314. Pancratium maritimum L.
3315. Panicum barbipulvinatum Nash
3316. Panicum capillare L.
3317. Panicum dichotomiflorum subsp. dichotomiflorum Michx.
3318. Panicum miliaceum subsp. miliaceum L.
3319. Papaver alpinum subsp. alpinum L.
3320. Papaver dubium subsp. dubium L.
3321. Papaver lecoqii LaMotte
3322. Papaver orientale L.
3323. Papaver rhoeas subsp. rhoeas L.
3324. Papaver somniferum L.
3325. Paragymnopteris marantae subsp. marantae (L.) K. H. Shing
3326. Parapholis cylindrica (Willd.) Romero Zarco
3327. Parapholis filiformis (Roth) C. E. Hubb.
3328. Parapholis incurva (L.) C. E. Hubb.
3329. Parapholis marginata Runemark
3330. Parapholis strigosa (Dumort.) C. E. Hubb.
3331. Parentucellia latifolia subsp. latifolia (L.) Caruel
3332. Parietaria judaica subsp. judaica L.
3333. Parietaria lusitanica subsp. lusitanica L.
3334. Parietaria officinalis L.
3335. Paris quadrifolia L.
3336. Parnassia palustris L.
3337. Paronychia kapela subsp. kapela (Hacq.) A. Kern.
3338. Parthenocissus inserta (A. Kern.) Fritsch
3339. Parthenocissus quinquefolia (L.) Planch.
3340. Parthenocissus tricuspidata (Siebold & Zucc.) Planch.
3341. Parvotrisetum myrianthum (Bertol.) Chrtek
3342. Paspalum dilatatum Poir.
3343. Paspalum paspalodes (Michx.) Scribn.
3344. Passiflora caerulea L.
3345. Pastinaca sativa subsp. sativa L.
3346. Pastinaca sativa subsp. urens L.
3347. Paulownia tomentosa (Thunb.) Steud.
3348. Pedicularis acaulis Scop.
3349. Pedicularis brachyodonta subsp. brachyodonta Schloss. & Vuk.
3350. Pedicularis comosa subsp. comosa L.
3351. Pedicularis foliosa L.
3352. Pedicularis friderici-augusti Tommas.
3353. Pedicularis hacquetii Graf
3354. Pedicularis hoermanniana K. Malý
3355. Pedicularis palustris subsp. palustris L.
3356. Pedicularis rosea subsp. rosea Wulfen
3357. Pedicularis rostratocapitata Crantz
3358. Pedicularis sylvatica subsp. sylvatica L.
3359. Pedicularis verticillata subsp. verticillata L.
3360. Pelargonium ×hybridum (L.) L´Hér.
3361. Pelargonium peltatum (L.) L´Hér.
3362. Pelargonium zonale (L.) L´Hér. [ex Sol.]
3363. Peltaria alliacea Jacq.
3364. Pentanema ×mucheri (Starm.) Seregin
3365. Pentanema bifrons (L.) D. Gut. Larr., Santos-Vicente, Anderb., E. Rico & M. M. Mart. Ort.
3366. Pentanema britannicum (L.) D. Gut. Larr., Santos-Vicente, Anderb., E. Rico & M. M. Mart. Ort.
3367. Pentanema conyzae (Griess.) D. Gut. Larr., Santos-Vicente, Anderb., E. Rico & M. M. Mart. Ort.
3368. Pentanema ensifolium (L.) D. Gut. Larr., Santos-Vicente, Anderb., E. Rico & M. M. Mart. Ort.
3369. Pentanema germanicum (L.) D. Gut. Larr., Santos-Vicente, Anderb., E. Rico & M. M. Mart. Ort.
3370. Pentanema hirtum (L.) D. Gut. Larr., Santos-Vicente, Anderb., E. Rico & M. M. Mart. Ort.
3371. Pentanema montanum (L.) D. Gut. Larr., Santos-Vicente, Anderb., E. Rico & M. M. Mart. Ort.
3372. Pentanema oculus-christi (L.) D. Gut. Larr., Santos-Vicente, Anderb., E. Rico & M. M. Mart. Ort.
3373. Pentanema salicinum subsp. asperum L.
3374. Pentanema salicinum subsp. salicinum (L.) D. Gut. Larr., Santos-Vicente, Anderb., E. Rico & M. M. Mart. Ort.
3375. Pentanema spiraeifolium (L.) D. Gut. Larr., Santos-Vicente, Anderb., E. Rico & M. M. Mart. Ort.
3376. Pentanema verbascifolium subsp. verbascifolium (Willd.) D. Gut. Larr., Santos-Vicente, Anderb., E. Rico & M. M. Mart. Ort.
3377. Periploca graeca L.
3378. Persicaria amphibia (L.) Gray
3379. Persicaria hydropiper subsp. hydropiper (L.) Spach
3380. Persicaria lapathifolia subsp. brittingeri (L.) Gray
3381. Persicaria lapathifolia subsp. lapathifolia (L.) Gray
3382. Persicaria maculosa subsp. maculosa Gray
3383. Persicaria minor (Huds.) Opiz
3384. Persicaria mitis (Schrank) Assenov
3385. Persicaria orientalis (L.) Spach
3386. Persicaria salicifolia subsp. salicifolia (Brouss. ex Willd.) Assenov
3387. Petasites albus (L.) Gaertn.
3388. Petasites hybridus subsp. hybridus (L.) G. Gaertn., B. Mey. & Scherb.
3389. Petasites kablikianus Tausch ex Bercht.
3390. Petasites paradoxus (Retz.) Baumg.
3391. Petrocallis pyrenaica (L.) W. T. Aiton
3392. Petrorhagia dubia (Raf.) G. López & Romo
3393. Petrorhagia glumacea (Bory & Chaub.) P. W. Ball & Heywood
3394. Petrorhagia obcordata (Margot & Reut.) Greuter & Burdet
3395. Petrorhagia prolifera (L.) P. W. Ball & Heywood
3396. Petrorhagia saxifraga subsp. saxifraga (L.) Link
3397. Petrosedum amplexicaule subsp. tenuifolium L.
3398. Petrosedum ochroleucum subsp. ochroleucum (Chaix) Niederle
3399. Petrosedum rupestre subsp. rupestre (L.) P. V. Heath
3400. Petrosedum sediforme subsp. sediforme (Jacq.) Grulich
3401. Petroselinum crispum subsp. crispum (Mill.) Fuss
3402. Petteria ramentacea (Sieber) C. Presl
3403. Petunia ×atkinsiana D. Don ex Loudon
3404. Peucedanum coriaceum subsp. pospichalii
3405. Peucedanum longifolium Waldst. & Kit.
3406. Peucedanum officinale subsp. officinale L.
3407. Phacelia tanacetifolia Benth.
3408. Phagnalon graecum Boiss. & Heldr.
3409. Phagnalon rupestre subsp. rupestre (L.) DC.
3410. Phalaris aquatica L.
3411. Phalaris arundinacea subsp. arundinacea L.
3412. Phalaris brachystachys Link
3413. Phalaris canariensis L.
3414. Phalaris coerulescens Desf.
3415. Phalaris minor Retz.
3416. Phalaris paradoxa L.
3417. Phaseolus coccineus L.
3418. Phaseolus vulgaris L.
3419. Phedimus stellatus (L.) Raf.
3420. Phegopteris connectilis (Michx.) Watt
3421. Phelipanche arenaria (Borkh.) Pomel
3422. Phelipanche lavandulacea subsp. lavandulacea (Rchb.) Pomel
3423. Phelipanche mutelii subsp. mutelii (F. W. Schultz) Pomel
3424. Phelipanche mutelii var. nana (F. W. Schultz) Pomel
3425. Phelipanche mutelii var. oxyloba (F. W. Schultz) Pomel
3426. Phelipanche pseudorosmarina (A. Pujadas & Muñoz Garm.) Uhlich
3427. Phelipanche purpurea subsp. purpurea (Jacq.) Soják
3428. Phelipanche ramosa (L.) Pomel
3429. Philadelphus coronarius L.
3430. Phillyrea angustifolia L.
3431. Phillyrea latifolia L.
3432. Phleum alpinum L.
3433. Phleum arenarium subsp. arenarium L.
3434. Phleum echinatum Host
3435. Phleum hirsutum subsp. hirsutum Honck.
3436. Phleum nodosum L.
3437. Phleum paniculatum Huds.
3438. Phleum phleoides (L.) H. Karst.
3439. Phleum pratense subsp. pratense L.
3440. Phleum subulatum subsp. subulatum (Savi) Asch. & Graebn.
3441. Phlomis fruticosa L.
3442. Phlomis herba-venti subsp. herba-venti L.
3443. Phlomis samia L.
3444. Phlomoides tuberosa (L.) Moench
3445. Phlox paniculata L.
3446. Phoenix canariensis Chabaud
3447. Phoenix dactylifera L.
3448. Pholiurus pannonicus (Host) Trin.
3449. Phragmites australis (Cav.) Trin. ex Steud.
3450. Physalis angulata L.
3451. Physalis heterophylla Nees
3452. Physalis peruviana L.
3453. Physalis pubescens L.
3454. Physocarpus opulifolius (L.) Maxim.
3455. Physoplexis comosa (L.) Schur
3456. Physospermum cornubiense (L.) DC.
3457. Physospermum verticillatum (Waldst. & Kit.) Vis.
3458. Phyteuma betonicifolium subsp. betonicifolium Vill.
3459. Phyteuma nigrum F. W. Schmidt
3460. Phyteuma nigrum var. amethysteum Vill.
3461. Phyteuma orbiculare subsp. orbiculare L.
3462. Phyteuma ovatum subsp. ovatum Honck.
3463. Phyteuma persicifolium A. DC.
3464. Phyteuma scheuchzeri subsp. columnae Honck.
3465. Phyteuma sieberi Spreng.
3466. Phyteuma spicatum L.
3467. Phytolacca acinosa var. esculenta
3468. Phytolacca americana L.
3469. Picea abies (L.) H. Karst.
3470. Picea omorika (Pancic) Purk.
3471. Picnomon acarna (L.) Cass.
3472. Picris hieracioides subsp. hieracioides L.
3473. Picris hieracioides subsp. spinulosa L.
3474. Picris hispidissima (Bartl.) W. D. J. Koch
3475. Picris pauciflora Willd.
3476. Picris scaberrima Guss.
3477. Pilea microphylla (L.) Liebm.
3478. Pilosella acutifolia subsp. acutifolia (Vill.) Arv.-Touv.
3479. Pilosella arida (Freyn) Soják
3480. Pilosella arnoserioides (Nägeli & Peter) Soják
3481. Pilosella aurantiaca subsp. aurantiaca (L.) F. W. Schultz & Sch. Bip.
3482. Pilosella auriculoides (Láng) Arv.-Touv.
3483. Pilosella bauhini subsp. bauhini (Schult.) Arv.-Touv.
3484. Pilosella bauhini subsp. magyarica (Schult.) Arv.-Touv.
3485. Pilosella bifurca (M. Bieb.) F. W. Schultz & Sch. Bip.
3486. Pilosella caespitosa subsp. caespitosa (Dumort.) P. D. Sell & C. West
3487. Pilosella calodon subsp. calodon (Dumort.) P. D. Sell & C. West
3488. Pilosella cana (Peter) Gottschl.
3489. Pilosella cymiflora (Nägeli & Peter) S. Bräut. & Greuter
3490. Pilosella cymosa subsp. cymosa (L.) F. W. Schultz & Sch. Bip.
3491. Pilosella cymosa subsp. sabina (L.) F. W. Schultz & Sch. Bip.
3492. Pilosella densiflora subsp. densiflora (Tausch) Soják
3493. Pilosella echioides subsp. echioides (Lumn.) F. W. Schultz & Sch. Bip.
3494. Pilosella flagellaris (Willd.) Arv.-Touv.
3495. Pilosella guthnikiana (Hegetschw.) Soják
3496. Pilosella hypeurya subsp. hypeurya (Peter) Soják
3497. Pilosella lactucella subsp. lactucella (Wallr.) P. D. Sell & C. West
3498. Pilosella leptophyton subsp. leptophyton (Nägeli & Peter) S. Bräut. & Greuter
3499. Pilosella leucopsilon subsp. leucopsilon (Arv.-Touv.) Gottschl.
3500. Pilosella leucopsilon subsp. pilisquama (Nägeli & Peter) S. Bräut. & Greuter
3501. Pilosella officinarum Vaill.
3502. Pilosella onegensis Norrl.
3503. Pilosella pavichii (Heuff.) Holub
3504. Pilosella petraea F. W. Schultz & Sch. Bip.
3505. Pilosella piloselloides subsp. floccosa (Vill.) Soják
3506. Pilosella piloselloides subsp. piloselloides (Vill.) Soják
3507. Pilosella piloselloides subsp. praealta (Vill.) Soják
3508. Pilosella schultesii (Sch. Bip.) F. W. Schultz & Sch. Bip.
3509. Pilosella sphaerocephala (Rchb.) F. W. Schultz & Sch. Bip.
3510. Pilosella stoloniflora (Waldst. & Kit.) F. W. Schultz & Sch. Bip.
3511. Pilosella tephrocephala (Vuk.) Soják
3512. Pilosella viridifolia (Peter) Holub
3513. Pilosella visianii subsp. visianii F. W. Schultz & Sch. Bip.
3514. Pilosella ziziana subsp. ziziana (Tausch) F. W. Schultz & Sch. Bip.
3515. Pilularia globulifera L.
3516. Pilularia minuta Durand
3517. Pimpinella anisum L.
3518. Pimpinella major subsp. major (L.) Huds.
3519. Pimpinella peregrina L.
3520. Pimpinella saxifraga L.
3521. Pimpinella tragium subsp. lithophila (L.) Huds.
3522. Pimpinella tragium subsp. polyclada (L.) Huds.
3523. Pinguicula alpina L.
3524. Pinguicula balcanica subsp. balcanica Casper
3525. Pinguicula vulgaris L.
3526. Pinus brutia Ten.
3527. Pinus cembra L.
3528. Pinus halepensis Mill.
3529. Pinus heldreichii Christ
3530. Pinus mugo subsp. mugo Turra
3531. Pinus nigra subsp. dalmatica Turra
3532. Pinus nigra subsp. nigra J. F. Arnold
3533. Pinus pinaster subsp. pinaster Aiton
3534. Pinus pinea L.
3535. Pinus strobus L.
3536. Pinus sylvestris L.
3537. Pistacia ×saportae Burnat
3538. Pistacia lentiscus subsp. lentiscus L.
3539. Pistacia terebinthus L.
3540. Pistacia vera L.
3541. Pittosporum tobira (Murray) Aiton fil.
3542. Plantago afra L.
3543. Plantago alpina L.
3544. Plantago altissima L.
3545. Plantago arenaria subsp. arenaria Waldst. & Kit.
3546. Plantago argentea subsp. argentea Chaix
3547. Plantago atrata subsp. atrata Hoppe
3548. Plantago atrata subsp. graeca Chaix
3549. Plantago bellardii subsp. bellardii All.
3550. Plantago cornuti Gouan
3551. Plantago coronopus L.
3552. Plantago crassifolia Forssk.
3553. Plantago lagopus subsp. lagopus L.
3554. Plantago lanceolata L.
3555. Plantago macrorhiza subsp. humilis L.
3556. Plantago major L.
3557. Plantago media subsp. media L.
3558. Plantago media subsp. pindica L.
3559. Plantago schwarzenbergiana Schur
3560. Plantago sempervirens Crantz
3561. Plantago serraria L.
3562. Plantago strictissima L.
3563. Plantago subulata L.
3564. Plantago tenuiflora Waldst. & Kit.
3565. Plantago uliginosa subsp. uliginosa F. W. Schmidt
3566. Plantago urvillei Opiz
3567. Plantago weldenii Rchb.
3568. Platanthera bifolia subsp. bifolia (L.) Rich.
3569. Platanthera chlorantha subsp. chlorantha (Custer) Rchb.
3570. Platanus ×hispanica Mill. ex Münchh.
3571. Platanus orientalis L.
3572. Platycladus orientalis (L.) Franco
3573. Pleurospermum austriacum (L.) Hoffm.
3574. Plocama calabrica (L. fil.) M. Backlund & Thulin
3575. Plumbago europaea L.
3576. Poa angustifolia L.
3577. Poa annua subsp. annua L.
3578. Poa badensis Haenke ex Willd.
3579. Poa bulbosa subsp. bulbosa L.
3580. Poa cenisia subsp. cenisia All.
3581. Poa chaixii Vill.
3582. Poa compressa L.
3583. Poa glauca subsp. glauca Vahl
3584. Poa hybrida Gaudin
3585. Poa infirma Kunth
3586. Poa jubata A. Kern.
3587. Poa minor subsp. minor Gaudin
3588. Poa nemoralis subsp. nemoralis L.
3589. Poa palustris subsp. palustris L.
3590. Poa perconcinna J. R. Edm.
3591. Poa pratensis subsp. pratensis L.
3592. Poa pumila Host
3593. Poa remota Forselles
3594. Poa trivialis subsp. sylvicola L.
3595. Poa trivialis subsp. trivialis L.
3596. Poa ursina Velen.
3597. Polemonium caeruleum subsp. caeruleum L.
3598. Polycarpon alsinifolium (Biv.) DC.
3599. Polycarpon tetraphyllum subsp. diphyllum
3600. Polycarpon tetraphyllum subsp. tetraphyllum (L.) L.
3601. Polycnemum arvense L.
3602. Polycnemum majus A. Braun
3603. Polycnemum verrucosum Láng
3604. Polygala alpestris subsp. croatica
3605. Polygala amara subsp. amara L.
3606. Polygala amarella Crantz
3607. Polygala comosa subsp. comosa Schkuhr
3608. Polygala forojulensis subsp. adriatica Schkuhr
3609. Polygala forojulensis subsp. carniolica Schkuhr
3610. Polygala major Jacq.
3611. Polygala monspeliaca L.
3612. Polygala nicaeensis subsp. mediterranea Schkuhr
3613. Polygala vulgaris subsp. vulgaris L.
3614. Polygaloides chamaebuxus (L.) O. Schwarz
3615. Polygonatum latifolium (Jacq.) Desf.
3616. Polygonatum multiflorum (L.) All.
3617. Polygonatum odoratum (Mill.) Druce
3618. Polygonatum verticillatum (L.) All.
3619. Polygonum arenarium subsp. arenarium Waldst. & Kit.
3620. Polygonum arenastrum subsp. arenastrum Boreau
3621. Polygonum aviculare subsp. aviculare L.
3622. Polygonum bellardii All.
3623. Polygonum longipes Halácsy & Charrel
3624. Polygonum maritimum L.
3625. Polygonum patulum subsp. patulum M. Bieb.
3626. Polypodium ×mantoniae Rothm.
3627. Polypodium cambricum L.
3628. Polypodium interjectum Shivas
3629. Polypodium vulgare subsp. vulgare L.
3630. Polypogon maritimus subsp. maritimus Willd.
3631. Polypogon monspeliensis (L.) Desf.
3632. Polypogon viridis subsp. viridis (Gouan) Breistr.
3633. Polystichum ×illyricum (Borbás) Hahne
3634. Polystichum ×wirtgenii Hahne
3635. Polystichum aculeatum (L.) Roth
3636. Polystichum braunii (Spenn.) Fée
3637. Polystichum lonchitis (L.) Roth
3638. Polystichum setiferum (Forssk.) T. Moore ex Woyn.
3639. Pontechium maculatum (L.) Böhle & Hilger
3640. Populus ×berolinensis K. Koch
3641. Populus ×canadensis Moench
3642. Populus ×canescens (Aiton) Sm.
3643. Populus alba L.
3644. Populus deltoides subsp. deltoides W. Bartram ex Marshall
3645. Populus nigra L.
3646. Populus tremula L.
3647. Portulaca grandiflora Hook.
3648. Portulaca granulatostellulata (Poelln.) Ricceri & Arrigoni
3649. Portulaca nitida (Danin & H. G. Baker) Ricceri & Arrigoni
3650. Portulaca oleracea L.
3651. Portulaca sativa Haw.
3652. Posidonia oceanica (L.) Delile
3653. Potamogeton ×fluitans Roth
3654. Potamogeton ×nitens Weber
3655. Potamogeton ×sparganiifolius Laest. ex Fr.
3656. Potamogeton alpinus Balb.
3657. Potamogeton berchtoldii subsp. berchtoldii Fieber
3658. Potamogeton coloratus Hornem.
3659. Potamogeton compressus L.
3660. Potamogeton crispus L.
3661. Potamogeton gramineus L.
3662. Potamogeton lucens L.
3663. Potamogeton natans L.
3664. Potamogeton nodosus Poir.
3665. Potamogeton obtusifolius Mert. & W. D. J. Koch
3666. Potamogeton perfoliatus L.
3667. Potamogeton polygonifolius Pourr.
3668. Potamogeton praelongus Wulfen
3669. Potamogeton pusillus L.
3670. Potamogeton trichoides Cham. & Schltdl.
3671. Potentilla adriatica Murb.
3672. Potentilla alba L.
3673. Potentilla anglica Laich.
3674. Potentilla argentea L.
3675. Potentilla astracanica subsp. astracanica Jacq.
3676. Potentilla calabra Ten.
3677. Potentilla carniolica A. Kern.
3678. Potentilla caulescens subsp. caulescens L.
3679. Potentilla cinerea subsp. cinerea Chaix ex Vill.
3680. Potentilla cinerea subsp. incana Chaix ex Vill.
3681. Potentilla cinerea subsp. tommasiniana Chaix ex Vill.
3682. Potentilla clusiana Jacq.
3683. Potentilla crantzii subsp. crantzii (Crantz) Beck
3684. Potentilla detommasii Ten.
3685. Potentilla erecta (L.) Raeusch.
3686. Potentilla heptaphylla subsp. australis L.
3687. Potentilla heptaphylla subsp. heptaphylla L.
3688. Potentilla hirta subsp. laeta L.
3689. Potentilla inclinata Vill.
3690. Potentilla indica (Andr.) Wolf
3691. Potentilla micrantha Ramond ex DC.
3692. Potentilla nitida L.
3693. Potentilla norvegica L.
3694. Potentilla patula Waldst. & Kit.
3695. Potentilla pedata Willd.
3696. Potentilla pusilla Host
3697. Potentilla recta subsp. recta L.
3698. Potentilla reptans L.
3699. Potentilla sterilis (L.) Garcke
3700. Potentilla supina subsp. supina L.
3701. Potentilla verna L.
3702. Poterium sanguisorba subsp. polygamum L.
3703. Poterium sanguisorba subsp. sanguisorba L.
3704. Prangos ferulacea (L.) Lindl.
3705. Prasium majus L.
3706. Prenanthes purpurea L.
3707. Primula auricula subsp. auricula L.
3708. Primula auricula subsp. bauhinii L.
3709. Primula elatior subsp. elatior (L.) L.
3710. Primula farinosa subsp. alpigena (L.) L.
3711. Primula halleri J. F. Gmel.
3712. Primula intricata subsp. intricata Gren. & Godr.
3713. Primula kitaibeliana Schott
3714. Primula matthioli subsp. matthioli K. Richt.
3715. Primula veris subsp. columnae K. Richt.
3716. Primula veris subsp. veris L.
3717. Primula vulgaris Huds. subsp. vulgaris Huds. Huds.
3718. Primula wulfeniana subsp. wulfeniana Schott
3719. Prospero autumnale subsp. autumnale (L.) Salisb.
3720. Prospero elisae Speta
3721. Prospero hyacinthoideum (L.) Salisb.
3722. Prunella ×dissecta Wender.
3723. Prunella ×intermedia Link
3724. Prunella ×surrecta Dumort.
3725. Prunella grandiflora (L.) Jacq.
3726. Prunella laciniata (L.) L.
3727. Prunella vulgaris subsp. vulgaris L.
3728. Prunus ×fruticans Weihe
3729. Prunus armeniaca L.
3730. Prunus avium (L.) L.
3731. Prunus cerasifera Ehrh.
3732. Prunus cerasus subsp. cerasus L.
3733. Prunus cocomilia Ten.
3734. Prunus domestica subsp. domestica L.
3735. Prunus domestica subsp. insititia L.
3736. Prunus dulcis (Mill.) D. A. Webb
3737. Prunus fruticosa Pall.
3738. Prunus laurocerasus L.
3739. Prunus mahaleb L.
3740. Prunus padus subsp. padus L.
3741. Prunus persica (L.) Stokes
3742. Prunus prostrata Labill.
3743. Prunus serotina Ehrh.
3744. Prunus spinosa subsp. spinosa L.
3745. Prunus tenella Batsch
3746. Prunus webbii (Spach) Vierh.
3747. Psammophiliella muralis (L.) Ikonn.
3748. Pseudathyrium alpestre (Hoppe) Newman
3749. Pseudodictamnus acetabulosus (L.) Salmaki & Siadati
3750. Pseudodictamnus hispanicus (L.) Salmaki & Siadati
3751. Pseudofumaria alba subsp. acaulis Soy.-Will.
3752. Pseudofumaria lutea (L.) Borkh.
3753. Pseudopodospermum hispanicum subsp. hispanicum (L.) Zaika, Sukhor. & N. Kilian
3754. Pseudorchis albida subsp. albida (L.) Á. Löve & D. Löve
3755. Pseudostellaria europaea Schaeftl.
3756. Pseudotsuga menziesii (Mirb.) Franco
3757. Pseudoturritis turrita (L.) Al-Shehbaz
3758. Pteridium aquilinum subsp. aquilinum (L.) Kuhn
3759. Pterocephalus plumosus (L.) Coult.
3760. Pteroselinum austriacum (Jacq.) Rchb.
3761. Ptilostemon stellatus (L.) Greuter
3762. Ptilostemon strictus (Ten.) Greuter
3763. Ptychotis saxifraga (L.) Loret & Barrandon
3764. Puccinellia distans subsp. distans (Jacq.) Parl.
3765. Puccinellia fasciculata subsp. fasciculata (Torr.) E. P. Bicknell
3766. Puccinellia festuciformis subsp. festuciformis (Host) Parl.
3767. Puccinellia limosa (Schur) Holmb.
3768. Pueraria montana var. lobata (L.) Stirt.
3769. Pulicaria dysenterica subsp. dysenterica (L.) Bernh.
3770. Pulicaria dysenterica subsp. uliginosa L.
3771. Pulicaria odora (L.) Rchb.
3772. Pulicaria vulgaris subsp. vulgaris Gaertn.
3773. Pulmonaria angustifolia L.
3774. Pulmonaria australis (Murr) W. Sauer
3775. Pulmonaria mollis subsp. mollis Wulfen ex Hornem.
3776. Pulmonaria obscura Dumort.
3777. Pulmonaria officinalis subsp. officinalis L.
3778. Pulmonaria stiriaca A. Kern.
3779. Pulmonaria visianii Degen & Lengyel
3780. Pulsatilla alpina subsp. alpina (L.) Delarbre
3781. Pulsatilla alpina subsp. apiifolia (L.) Delarbre
3782. Pulsatilla grandis subsp. grandis Wender.
3783. Pulsatilla halleri subsp. rhodopaea Wender.
3784. Pulsatilla montana subsp. jankae Wender.
3785. Pulsatilla pratensis subsp. pratensis (L.) Mill.
3786. Pulsatilla vernalis (L.) Mill.
3787. Punica granatum L.
3788. Pyracantha coccinea M. Roem.
3789. Pyrola chlorantha Sw.
3790. Pyrola media Sw.
3791. Pyrola minor L.
3792. Pyrola rotundifolia subsp. rotundifolia L.
3793. Pyrus communis subsp. communis L.
3794. Pyrus nivalis Jacq.
3795. Pyrus pyraster (L.) Burgsd.
3796. Pyrus spinosa Forssk.
3797. Quercus ×hispanica Lam.
3798. Quercus ×schneideri Vierh.
3799. Quercus ×streimii Heuff.
3800. Quercus cerris L.
3801. Quercus coccifera L.
3802. Quercus dalechampii Ten.
3803. Quercus frainetto Ten.
3804. Quercus ilex L.
3805. Quercus palustris Münchh.
3806. Quercus petraea subsp. petraea (Matt.) Liebl.
3807. Quercus pubescens subsp. crispata Willd.
3808. Quercus pubescens subsp. pubescens Willd.
3809. Quercus robur subsp. brutia L.
3810. Quercus robur subsp. pedunculiflora L.
3811. Quercus robur subsp. robur L.
3812. Quercus rubra L.
3813. Quercus suber L.
3814. Quercus trojana subsp. trojana Webb
3815. Rabelera holostea (L.) M. T. Sharples & E. A. Tripp
3816. Radiola linoides Roth
3817. Ranunculus aconitifolius L.
3818. Ranunculus acris subsp. acris L.
3819. Ranunculus acris subsp. friesianus (L.) Pers.
3820. Ranunculus alpestris subsp. alpestris L.
3821. Ranunculus aquatilis L.
3822. Ranunculus arvensis L.
3823. Ranunculus breyninus Crantz
3824. Ranunculus bulbosus subsp. bulbosus L.
3825. Ranunculus carinthiacus Hoppe
3826. Ranunculus cassubicifolius W. Koch
3827. Ranunculus cassubicus subsp. cassubicus L.
3828. Ranunculus chius DC.
3829. Ranunculus circinatus Sibth.
3830. Ranunculus concinnatus Schott
3831. Ranunculus crenatus Descr.
3832. Ranunculus fallax (Wimm. & Grab.) Schur
3833. Ranunculus flammula L.
3834. Ranunculus fluitans Lam.
3835. Ranunculus fontanus C. Presl
3836. Ranunculus garganicus Ten.
3837. Ranunculus gracilis E. D. Clarke
3838. Ranunculus hederaceus L.
3839. Ranunculus hybridus Biria
3840. Ranunculus illyricus L.
3841. Ranunculus istriacus Hörandl & Gutermann
3842. Ranunculus lanuginosus L.
3843. Ranunculus lateriflorus DC.
3844. Ranunculus lingua L.
3845. Ranunculus marginatus d´Urv.
3846. Ranunculus millefoliatus Vahl
3847. Ranunculus montanus subsp. montanus Willd.
3848. Ranunculus muricatus L.
3849. Ranunculus neapolitanus Ten.
3850. Ranunculus notabilis Hörandl & Gutermann
3851. Ranunculus ophioglossifolius Vill.
3852. Ranunculus paludosus subsp. paludosus Poir.
3853. Ranunculus parviflorus L.
3854. Ranunculus pedatus subsp. pedatus Waldst. & Kit.
3855. Ranunculus peltatus subsp. peltatus Schrank
3856. Ranunculus platanifolius L.
3857. Ranunculus polyanthemos subsp. nemorosus L.
3858. Ranunculus polyanthemos subsp. polyanthemos L.
3859. Ranunculus propinquus subsp. propinquus C. A. Mey.
3860. Ranunculus psilostachys Griseb.
3861. Ranunculus repens L.
3862. Ranunculus rionii Lagger
3863. Ranunculus sardous Crantz
3864. Ranunculus sartorianus Boiss. & Heldr.
3865. Ranunculus sceleratus subsp. sceleratus L.
3866. Ranunculus thora L.
3867. Ranunculus traunfellneri Hoppe
3868. Ranunculus trichophyllus subsp. trichophyllus Chaix
3869. Ranunculus tripartitus DC.
3870. Ranunculus velutinus Ten.
3871. Raphanus raphanistrum subsp. landra L.
3872. Raphanus raphanistrum subsp. raphanistrum L.
3873. Raphanus sativus subsp. sativus L.
3874. Rapistrum perenne (L.) All.
3875. Rapistrum rugosum subsp. rugosum (L.) All.
3876. Reichardia picroides (L.) Roth
3877. Reseda alba subsp. alba L.
3878. Reseda inodora Rchb.
3879. Reseda lutea subsp. lutea L.
3880. Reseda luteola L.
3881. Reseda phyteuma L.
3882. Resetnikia triquetra (DC.) Spaniel, Al-Shehbaz, D. A. German & Marhold
3883. Reynoutria ×bohemica Chrtek & Chrtková
3884. Reynoutria japonica Houtt.
3885. Reynoutria sachalinensis (F. Schmidt) Nakai
3886. Rhagadiolus stellatus (L.) Gaertn.
3887. Rhamnus ×woloszczakii Kárpáti
3888. Rhamnus alaternus subsp. alaternus L.
3889. Rhamnus cathartica L.
3890. Rhamnus intermedia subsp. intermedia Steud. & Hochst.
3891. Rhamnus intermedia subsp. istriaca Steud. & Hochst.
3892. Rhamnus orbiculata Bornm.
3893. Rhamnus saxatilis subsp. prunifolia Steud. & Hochst.
3894. Rhamnus saxatilis subsp. saxatilis Jacq.
3895. Rhamnus saxatilis subsp. tinctoria Steud. & Hochst.
3896. Rhamphospermum arvense (L.) Andrz. ex Besser
3897. Rhamphospermum nigrum (L.) Al-Shehbaz
3898. Rhaphiolepis bibas (Lour.) Galasso & Banfi
3899. Rhaponticoides alpina (L.) M. V. Agab. & Greuter
3900. Rheum rhaponticum L.
3901. Rheum tataricum L. fil.
3902. Rhinanthus alectorolophus subsp. alectorolophus (Scop.) Pollich
3903. Rhinanthus asperulus subsp. asperulus (Murb.) Soó
3904. Rhinanthus burnatii (Chabert) Soó
3905. Rhinanthus carinthiacus Widder
3906. Rhinanthus freynii (A. Kern. ex Sterneck) Fiori
3907. Rhinanthus glacialis subsp. aristatus (Celak.) (Murb.) Soó
3908. Rhinanthus minor subsp. minor L.
3909. Rhinanthus ovifugus Chabert
3910. Rhinanthus pumilus (Sterneck) Soldano
3911. Rhinanthus riphaeus Krock.
3912. Rhinanthus rumelicus subsp. rumelicus Velen.
3913. Rhinanthus serotinus subsp. serotinus (Schönh. ex Halácsy & Heinr. Braun) Oborny
3914. Rhodiola rosea L.
3915. Rhododendron ferrugineum L.
3916. Rhododendron hirsutum L.
3917. Rhodothamnus chamaecistus (L.) Rchb.
3918. Rhus coriaria L.
3919. Rhus typhina L.
3920. Rhynchospora alba (L.) Vahl
3921. Rhynchospora fusca (L.) W. T. Aiton
3922. Ribes alpinum subsp. alpinum L.
3923. Ribes aureum Pursh
3924. Ribes multiflorum subsp. multiflorum Kit. ex Roem. & Schult.
3925. Ribes nigrum L.
3926. Ribes petraeum Wulfen
3927. Ribes rubrum L.
3928. Ribes sanguineum Pursh
3929. Ribes spicatum subsp. spicatum E. Robson
3930. Ribes uva-crispa L.
3931. Ricinus communis L.
3932. Rindera columnae (Ten.) Roem. & Schult.
3933. Robinia hispida L.
3934. Robinia pseudacacia L.
3935. Roemeria apula (Ten.) Banfi, Bartolucci, J.-M. Tison & Galasso
3936. Roemeria argemone (L.) C. Morales, R. Mend. & Romero García
3937. Roemeria hispida Stace
3938. Roemeria hybrida subsp. hybrida (L.) DC.
3939. Roemeria nigrotincta (Fedde) Banfi, Bartolucci, J.-M. Tison & Galasso
3940. Romulea bulbocodium subsp. bulbocodium (L.) Sebast. & Mauri
3941. Romulea columnae subsp. columnae Sebast. & Mauri
3942. Rorippa ×anceps (Wahlenb.) Rchb.
3943. Rorippa ×armoracioides (Tausch) Fuss
3944. Rorippa amphibia (L.) Besser
3945. Rorippa austriaca (Crantz) Besser
3946. Rorippa islandica (Oeder ex Murray) Borbás
3947. Rorippa lippizensis (Wulfen) Rchb.
3948. Rorippa palustris subsp. palustris (L.) Besser
3949. Rorippa pyrenaica (All.) Rchb.
3950. Rorippa sylvestris subsp. sylvestris (L.) Besser
3951. Rosa ×zalana Wiesb.
3952. Rosa abietina Gren.
3953. Rosa agrestis Savi
3954. Rosa arvensis Huds.
3955. Rosa balsamica Besser
3956. Rosa canina L.
3957. Rosa canina var. andegavensis
3958. Rosa canina var. blondaeana
3959. Rosa caryophyllacea Besser
3960. Rosa corymbifera Borkh.
3961. Rosa corymbifera var. deseglisei
3962. Rosa dumalis Bechst.
3963. Rosa foetida Herrm.
3964. Rosa gallica L.
3965. Rosa glauca Pourr.
3966. Rosa inodora Fr.
3967. Rosa majalis Herrm.
3968. Rosa marginata Wallr.
3969. Rosa micrantha subsp. micrantha Borrer ex Sm.
3970. Rosa montana Chaix
3971. Rosa obtusifolia Desv.
3972. Rosa orientalis Dupont ex Ser.
3973. Rosa pendulina L.
3974. Rosa pulverulenta M. Bieb.
3975. Rosa rubiginosa L.
3976. Rosa sempervirens L.
3977. Rosa sherardii Davies
3978. Rosa spinosissima L.
3979. Rosa subcanina (Christ) Dalla Torre & Sarnth.
3980. Rosa subcollina (Christ) Dalla Torre & Sarnth.
3981. Rosa tomentosa Sm.
3982. Rosa villosa L.
3983. Rostraria cristata (L.) Tzvelev
3984. Rubia peregrina subsp. peregrina L.
3985. Rubia tinctorum L.
3986. Rubus aetnicus Weston
3987. Rubus angustipaniculatus Holub
3988. Rubus austroslovacus Trávn.
3989. Rubus bifrons Vest ex Tratt.
3990. Rubus brunneri W.Maurer
3991. Rubus caesius L.
3992. Rubus chloocladus W. C. R. Watson
3993. Rubus chlorothyrsos Focke
3994. Rubus clusii Borbás ex Sabr.
3995. Rubus commutatus G. Braun
3996. Rubus distractus P. J. Müll. ex Wirtg.
3997. Rubus gizellae Borbás
3998. Rubus gracilis J. Presl & C. Presl
3999. Rubus gremlii Focke
4000. Rubus hirtus Waldst. & Kit.
4001. Rubus holosericeus Vest
4002. Rubus idaeus subsp. idaeus L.
4003. Rubus juennensis G. H. Leute & W. Maurer
4004. Rubus koehleri Weihe & Nees
4005. Rubus macrophyllus Weihe & Nees
4006. Rubus maureri Király, Trávn. & Zila
4007. Rubus nessensis Hall
4008. Rubus odoratus L.
4009. Rubus pericrispatus Holub & Trávn.
4010. Rubus phyllostachys P. J. Müll.
4011. Rubus plicatus Weihe & Nees
4012. Rubus praecox Bertol.
4013. Rubus radula Weihe ex Boenn.
4014. Rubus rudis Weihe & Nees
4015. Rubus salzmannii Maurer
4016. Rubus sanctus Schreb.
4017. Rubus saxatilis L.
4018. Rubus scaber Weihe & Nees
4019. Rubus schleicheri Weihe ex Tratt.
4020. Rubus silesiacus Weihe
4021. Rubus slavonicus Király, Trávn. & Zíla
4022. Rubus solvensis W. Maurer
4023. Rubus styriacus Halácsy
4024. Rubus sulcatus Vest ex Tratt.
4025. Rubus ulmifolius Schott
4026. Rubus venosus W. Maurer
4027. Rudbeckia hirta L.
4028. Rudbeckia laciniata L.
4029. Rudbeckia sullivantii C. L. Boynton & Beadle
4030. Rumex acetosa subsp. acetosa L.
4031. Rumex acetosella subsp. acetosella L.
4032. Rumex acetosella subsp. angiocarpus L.
4033. Rumex alpinus L.
4034. Rumex aquaticus L.
4035. Rumex arifolius All.
4036. Rumex bucephalophorus subsp. bucephalophorus L.
4037. Rumex conglomeratus Murray
4038. Rumex crispus subsp. crispus L.
4039. Rumex hydrolapathum (Scop.) Huds.
4040. Rumex longifolius DC.
4041. Rumex maritimus subsp. maritimus L.
4042. Rumex nebroides Campd.
4043. Rumex obtusifolius subsp. obtusifolius L.
4044. Rumex obtusifolius subsp. sylvestris L.
4045. Rumex palustris Sm.
4046. Rumex patientia subsp. patientia L.
4047. Rumex pulcher subsp. pulcher L.
4048. Rumex pulcher subsp. woodsii L.
4049. Rumex sanguineus L.
4050. Rumex scutatus subsp. scutatus L.
4051. Rumex thyrsiflorus subsp. thyrsiflorus Fingerh.
4052. Rumex tuberosus subsp. tuberosus L.
4053. Ruppia maritima L.
4054. Ruppia spiralis L. ex Dumort.
4055. Ruscus ×microglossus Bertol.
4056. Ruscus aculeatus L.
4057. Ruscus hypoglossum L.
4058. Ruscus hypophyllum L.
4059. Ruta angustifolia Pers.
4060. Ruta chalepensis subsp. chalepensis L.
4061. Ruta graveolens L.
4062. Sabulina attica subsp. attica (Boiss. & Spruner) Dillenb. & Kadereit
4063. Sabulina gerardi (Willd.) Rchb.
4064. Sabulina mediterranea (Link) Rchb.
4065. Sabulina tenuifolia subsp. tenuifolia (L.) Rchb.
4066. Sabulina viscosa (Schreb.) Rchb.
4067. Sagina alexandrae Iamonico
4068. Sagina apetala Ard.
4069. Sagina maritima G.Don
4070. Sagina procumbens subsp. procumbens L.
4071. Sagina saginoides subsp. saginoides (L.) Karst.
4072. Sagittaria sagittifolia L.
4073. Salicornia fruticosa (L.) L.
4074. Salicornia perennans subsp. perennans Willd.
4075. Salicornia perennis Mill.
4076. Salicornia procumbens subsp. procumbens Sm.
4077. Salix ×rubens Schrank
4078. Salix ×rubra Huds.
4079. Salix ×sepulcralis Simonk.
4080. Salix alba subsp. alba L.
4081. Salix alba var. vitellina L.
4082. Salix alpina Scop.
4083. Salix appendiculata Vill.
4084. Salix aurita L.
4085. Salix babylonica L.
4086. Salix caprea L.
4087. Salix cinerea L.
4088. Salix daphnoides Vill.
4089. Salix eleagnos subsp. angustifolia L.
4090. Salix eleagnos subsp. eleagnos Scop.
4091. Salix fragilis L.
4092. Salix glabra Scop.
4093. Salix hastata subsp. hastata L.
4094. Salix herbacea L.
4095. Salix myrsinifolia subsp. myrsinifolia Salisb.
4096. Salix pentandra L.
4097. Salix purpurea subsp. purpurea L.
4098. Salix purpurea var. lambertiana Salisb.
4099. Salix repens subsp. repens L.
4100. Salix retusa L.
4101. Salix rosmarinifolia L.
4102. Salix serpillifolia Scop.
4103. Salix triandra subsp. amygdalina L.
4104. Salix triandra subsp. triandra L.
4105. Salix viminalis subsp. viminalis L.
4106. Salix waldsteiniana Willd.
4107. Salpichroa origanifolia (Lam.) Baill.
4108. Salsola soda L.
4109. Salvia ×auriculata Mill.
4110. Salvia aethiopis L.
4111. Salvia amplexicaulis Lam.
4112. Salvia argentea L.
4113. Salvia austriaca Jacq.
4114. Salvia brachyodon Vandas
4115. Salvia fruticosa subsp. fruticosa Mill.
4116. Salvia glutinosa L.
4117. Salvia nemorosa subsp. nemorosa L.
4118. Salvia officinalis subsp. officinalis L.
4119. Salvia pratensis subsp. bertolonii L.
4120. Salvia pratensis subsp. pratensis L.
4121. Salvia rosmarinus subsp. rosmarinus Spenn.
4122. Salvia sclarea L.
4123. Salvia tomentosa Mill.
4124. Salvia verbenaca L.
4125. Salvia verticillata subsp. verticillata L.
4126. Salvia viridis L.
4127. Salvinia natans (L.) All.
4128. Sambucus ebulus subsp. ebulus L.
4129. Sambucus nigra L.
4130. Sambucus racemosa subsp. racemosa L.
4131. Samolus valerandi subsp. valerandi L.
4132. Sanguisorba officinalis subsp. officinalis L.
4133. Sanicula epipactis (Scop.) E. H. L. Krause
4134. Sanicula europaea L.
4135. Santolina chamaecyparissus subsp. chamaecyparissus L.
4136. Saponaria bellidifolia Sm.
4137. Saponaria officinalis L.
4138. Sarcopoterium spinosum (L.) Spach
4139. Satureja cuneifolia Ten.
4140. Satureja hortensis L.
4141. Satureja montana subsp. montana L.
4142. Satureja montana subsp. variegata
4143. Satureja subspicata subsp. liburnica L.
4144. Satureja subspicata subsp. subspicata Bartl. ex Vis.
4145. Satureja visianii Silic
4146. Saussurea discolor (Willd.) DC.
4147. Saxifraga ×geum L.
4148. Saxifraga adscendens subsp. adscendens L.
4149. Saxifraga adscendens subsp. blavii
4150. Saxifraga adscendens subsp. parnassica
4151. Saxifraga aizoides L.
4152. Saxifraga androsacea L.
4153. Saxifraga aspera subsp. aspera L.
4154. Saxifraga bulbifera L.
4155. Saxifraga caesia L.
4156. Saxifraga crustata Vest
4157. Saxifraga cuneifolia subsp. robusta L.
4158. Saxifraga glabella Bertol.
4159. Saxifraga granulata L.
4160. Saxifraga hederacea L.
4161. Saxifraga marginata Sternb.
4162. Saxifraga moschata subsp. moschata Wulfen
4163. Saxifraga oppositifolia subsp. oppositifolia L.
4164. Saxifraga paniculata subsp. paniculata Mill.
4165. Saxifraga pedemontana subsp. pedemontana All.
4166. Saxifraga petraea L.
4167. Saxifraga prenja Beck
4168. Saxifraga rotundifolia subsp. rotundifolia L.
4169. Saxifraga squarrosa Sieber
4170. Saxifraga tridactylites L.
4171. Scabiosa canescens Waldst. & Kit.
4172. Scabiosa cinerea Lapeyr. ex Lam.
4173. Scabiosa columbaria subsp. columbaria L.
4174. Scabiosa hladnikiana Host
4175. Scabiosa lucida subsp. lucida Vill.
4176. Scabiosa lucida subsp. stricta L.
4177. Scabiosa ochroleuca L.
4178. Scabiosa silenifolia Waldst. & Kit.
4179. Scabiosa triandra L.
4180. Scaligeria napiformis (Willd. ex Spreng.) Grande
4181. Scandix australis subsp. australis L.
4182. Scandix australis subsp. grandiflora L.
4183. Scandix macrorhyncha C. A. Mey.
4184. Scandix pecten-veneris L.
4185. Schenkia spicata (L.) G. Mans.
4186. Scheuchzeria palustris subsp. palustris L.
4187. Schinus molle L.
4188. Schoenoplectiella mucronata (L.) J. Jung & H. K. Choi
4189. Schoenoplectiella supina (L.) Lye
4190. Schoenoplectus lacustris subsp. lacustris (L.) Palla
4191. Schoenoplectus litoralis (Schrad.) Palla
4192. Schoenoplectus tabernaemontani (C. C. Gmel.) Palla
4193. Schoenoplectus triqueter (L.) Palla
4194. Schoenus nigricans L.
4195. Scilla bifolia subsp. bifolia L.
4196. Scilla lakusicii Silic
4197. Scilla litardierei Breistr.
4198. Scirpoides holoschoenus subsp. holoschoenus (L.) Soják
4199. Scirpus pendulus Muhl.
4200. Scirpus radicans Schkuhr
4201. Scirpus sylvaticus L.
4202. Scleranthus annuus subsp. annuus L.
4203. Scleranthus annuus subsp. polycarpos
4204. Scleranthus perennis subsp. perennis L.
4205. Scleranthus uncinatus Schur
4206. Sclerochloa dura (L.) P. Beauv.
4207. Scolymus hispanicus L.
4208. Scopolia carniolica Jacq.
4209. Scorpiurus muricatus L.
4210. Scorzonera cana (C. A. Mey.) O. Hoffm.
4211. Scorzonera humilis L.
4212. Scorzonera laciniata L.
4213. Scorzonera laciniata L. (L.) Zaika, Sukhor. & N. Kilian
4214. Scorzonera parviflora Jacq.
4215. Scorzonera purpurea L.
4216. Scorzonera rosea Waldst. & Kit.
4217. Scorzoneroides autumnalis subsp. autumnalis (L.) Moench
4218. Scorzoneroides cichoriacea (Ten.) Greuter
4219. Scrophularia bosniaca Beck
4220. Scrophularia canina subsp. bicolor L.
4221. Scrophularia canina subsp. canina L.
4222. Scrophularia canina subsp. hoppii L.
4223. Scrophularia laciniata Waldst. & Kit.
4224. Scrophularia nodosa L.
4225. Scrophularia peregrina L.
4226. Scrophularia scopolii subsp. scopolii Hoppe
4227. Scrophularia umbrosa subsp. umbrosa Dumort.
4228. Scrophularia vernalis subsp. vernalis L.
4229. Scutellaria albida subsp. albida L.
4230. Scutellaria alpina L.
4231. Scutellaria altissima L.
4232. Scutellaria columnae subsp. columnae All.
4233. Scutellaria galericulata L.
4234. Scutellaria hastifolia L.
4235. Scutellaria orientalis subsp. pinnatifida All.
4236. Secale cereale subsp. cereale L.
4237. Secale strictum subsp. strictum C. Presl
4238. Secale sylvestre Host
4239. Sechium edule subsp. edule (Jacq.) Sw.
4240. Securigera cretica (L.) Lassen
4241. Securigera elegans (Pancic) Lassen
4242. Securigera securidaca (L.) Degen & Dörfl.
4243. Securigera varia subsp. varia (L.) Lassen
4244. Sedum acre subsp. acre L.
4245. Sedum album subsp. album L.
4246. Sedum alpestre subsp. alpestre Vill.
4247. Sedum annuum subsp. annuum L.
4248. Sedum atratum L.
4249. Sedum caespitosum (Cav.) DC.
4250. Sedum cepaea L.
4251. Sedum dasyphyllum L.
4252. Sedum grisebachii var. horakii L.
4253. Sedum hirsutum subsp. hirsutum All.
4254. Sedum hispanicum L.
4255. Sedum litoreum Guss.
4256. Sedum magellense Ten.
4257. Sedum rubens L.
4258. Sedum sarmentosum Bunge
4259. Sedum sexangulare L.
4260. Sedum villosum L.
4261. Selaginella denticulata (L.) Spring
4262. Selaginella helvetica (L.) Spring
4263. Selaginella selaginoides (L.) Schrank & C. F. P. Mart.
4264. Selinum carvifolia (L.) L.
4265. Sempervivum dolomiticum Facchini
4266. Sempervivum globiferum subsp. hirtum
4267. Sempervivum marmoreum subsp. marmoreum Griseb.
4268. Sempervivum montanum subsp. montanum L.
4269. Sempervivum tectorum subsp. tectorum L.
4270. Senecio angulatus L. fil.
4271. Senecio cacaliaster Lam.
4272. Senecio doria L.
4273. Senecio doronicum subsp. orientalis
4274. Senecio germanicus subsp. germanicus Wallr.
4275. Senecio germanicus subsp. glabratus Wallr.
4276. Senecio hercynicus subsp. dalmaticus Herborg
4277. Senecio hercynicus subsp. hercynicus Herborg
4278. Senecio inaequidens DC.
4279. Senecio leucanthemifolius subsp. leucanthemifolius Poir.
4280. Senecio ovatus subsp. ovatus (G. Gaertn., E. Mey. & Scherb.) Willd.
4281. Senecio rupestris Waldst. & Kit.
4282. Senecio sarracenicus L.
4283. Senecio scopolii subsp. scopolii Hoppe & Hornsch. ex Bluff & Fingerh.
4284. Senecio sylvaticus L.
4285. Senecio thapsoides subsp. visianianus Hoppe & Hornsch. ex Bluff & Fingerh.
4286. Senecio umbrosus Waldst. & Kit.
4287. Senecio vernalis Waldst. & Kit.
4288. Senecio viscosus L.
4289. Senecio vulgaris subsp. vulgaris L.
4290. Senna obtusifolia (L.) Irwin & Barneby
4291. Serapias ×pulae Perko
4292. Serapias bergonii subsp. bergonii E. G. Camus
4293. Serapias lingua subsp. lingua L.
4294. Serapias neglecta subsp. ionica L.
4295. Serapias neglecta subsp. istriaca L.
4296. Serapias parviflora subsp. parviflora Parl.
4297. Serapias vomeracea subsp. vomeracea (Burm. fil.) Briq.
4298. Serapias x ambigua subsp. ambigua (Burm. fil.) Briq.
4299. Serratula tinctoria L.
4300. Sesamum indicum subsp. indicum L.
4301. Seseli annuum subsp. annuum L.
4302. Seseli globiferum Vis.
4303. Seseli gracile Waldst. & Kit.
4304. Seseli kochii Breistr.
4305. Seseli libanotis subsp. libanotis (L.) W. D. J. Koch
4306. Seseli malyi A. Kern.
4307. Seseli montanum subsp. tommasinii (L.) W. D. J. Koch
4308. Seseli osseum Crantz
4309. Seseli rigidum subsp. rigidum Waldst. & Kit.
4310. Seseli tortuosum subsp. tortuosum L.
4311. Seseli varium Trevis.
4312. Sesleria albicans subsp. albicans Kit. ex Schult.
4313. Sesleria albicans subsp. angustifolia
4314. Sesleria argentea (Savi) Savi
4315. Sesleria autumnalis (Scop.) F. W. Schultz
4316. Sesleria caerulans subsp. caerulans Friv.
4317. Sesleria caerulea (L.) Ard.
4318. Sesleria juncifolia Suffren
4319. Sesleria robusta subsp. robusta Schott, Nyman & Kotschy
4320. Sesleria sadleriana Janka
4321. Sesleriella sphaerocephala (Ard.) Deyl
4322. Setaria parviflora (Poir.) Kerguélen
4323. Setaria verticilliformis Dumort.
4324. Setaria viridis subsp. viridis (L.) P. Beauv.
4325. Sherardia arvensis L.
4326. Sibbaldia procumbens L.
4327. Sibiraea laevigata (L.) Maxim.
4328. Sicyos angulatus L.
4329. Sida rhombifolia subsp. rhombifolia L.
4330. Sideritis hyssopifolia L.
4331. Sideritis montana subsp. montana L.
4332. Sideritis romana subsp. romana L.
4333. Silaum silaus (L.) Schinz & Thell.
4334. Silene acaulis subsp. acaulis (L.) Jacq.
4335. Silene acaulis subsp. longiscapa (L.) Jacq.
4336. Silene baccifera (L.) Roth
4337. Silene bellidifolia Jacq.
4338. Silene catholica (L.) Aiton fil.
4339. Silene cerastoides L.
4340. Silene commutata subsp. commutata Guss.
4341. Silene conica subsp. conica L.
4342. Silene coronaria (L.) Clairv.
4343. Silene cretica L.
4344. Silene dichotoma Ehrh.
4345. Silene dioica subsp. dioica (L.) Clairv.
4346. Silene flavescens subsp. flavescens Waldst. & Kit.
4347. Silene flos-cuculi (L.) Greuter & Burdet
4348. Silene gallica L.
4349. Silene gallinyi Rchb.
4350. Silene glareosa subsp. prostrata Waldst. & Kit.
4351. Silene heldreichii Boiss.
4352. Silene heuffelii Soó
4353. Silene italica subsp. italica (L.) Pers.
4354. Silene latifolia subsp. alba Poir.
4355. Silene latifolia subsp. latifolia Poir.
4356. Silene linicola C. C. Gmel.
4357. Silene multicaulis subsp. multicaulis Guss.
4358. Silene nemoralis Waldst. & Kit.
4359. Silene noctiflora L.
4360. Silene nocturna subsp. nocturna L.
4361. Silene nutans subsp. insubrica L.
4362. Silene nutans subsp. nutans L.
4363. Silene otites subsp. otites (L.) Wibel
4364. Silene otites subsp. velebitica L.
4365. Silene paradoxa L.
4366. Silene parnassica subsp. hayekiana (L.) Wibel
4367. Silene pendula L.
4368. Silene reichenbachii Vis.
4369. Silene remotiflora Vis.
4370. Silene rubella subsp. rubella L.
4371. Silene saxifraga subsp. saxifraga L.
4372. Silene sedoides subsp. sedoides Poir.
4373. Silene sendtneri subsp. sendtneri Boiss.
4374. Silene subconica Friv.
4375. Silene vallesia subsp. graminea Boiss.
4376. Silene viridiflora L.
4377. Silene vulgaris subsp. macrocarpa (Moench) Garcke
4378. Silene vulgaris subsp. vulgaris (Moench) Garcke
4379. Silene waldsteinii Griseb.
4380. Siler montanum subsp. garganicum L.
4381. Silphiodaucus prutenicus subsp. prutenicus (L.) Spalik, Wojew., Banasiak, Piwczyñski & Reduron
4382. Silybum marianum (L.) Gaertn.
4383. Sinapis alba L.
4384. Sison amomum L.
4385. Sison segetum L.
4386. Sisymbrium altissimum L.
4387. Sisymbrium austriacum subsp. austriacum Jacq.
4388. Sisymbrium irio L.
4389. Sisymbrium loeselii L.
4390. Sisymbrium officinale (L.) Scop.
4391. Sisymbrium orientale subsp. orientale L.
4392. Sisymbrium strictissimum L.
4393. Sisyrinchium angustifolium Mill.
4394. Sisyrinchium montanum Greene var. crebrum
4395. Sium latifolium L.
4396. Sixalix maritima (L.) Rottenst.
4397. Smilax aspera L.
4398. Smyrnium olusatrum L.
4399. Smyrnium perfoliatum subsp. perfoliatum L.
4400. Smyrnium perfoliatum subsp. rotundifolium L.
4401. Solanum alatum Moench
4402. Solanum angustifolium Houst. ex Mill.
4403. Solanum carolinense L.
4404. Solanum dulcamara L.
4405. Solanum elaeagnifolium Cav.
4406. Solanum linnaeanum Hepper & P.-M. L. Jaeger
4407. Solanum lycopersicum L.
4408. Solanum melongena L.
4409. Solanum nigrum L.
4410. Solanum sisymbriifolium Lam.
4411. Solanum tuberosum subsp. tuberosum L.
4412. Solanum villosum Mill.
4413. Soldanella alpina subsp. alpina L.
4414. Solidago canadensis L.
4415. Solidago gigantea Aiton
4416. Solidago virgaurea subsp. minuta
4417. Solidago virgaurea subsp. virgaurea L.
4418. Sonchus arvensis subsp. arvensis L.
4419. Sonchus arvensis subsp. uliginosus L.
4420. Sonchus asper (L.) Hill
4421. Sonchus glaucescens Jord.
4422. Sonchus maritimus L.
4423. Sonchus oleraceus L.
4424. Sonchus palustris L.
4425. Sonchus tenerrimus subsp. tenerrimus L.
4426. Sophora japonica L.
4427. Sorbaria sorbifolia (L.) A. Braun
4428. Sorbus aucuparia subsp. aucuparia L.
4429. Sorghum ×drummondii (Steud.) Millsp. & Chase
4430. Sorghum bicolor (L.) Moench
4431. Sorghum halepense (L.) Pers.
4432. Sparganium angustifolium Michx.
4433. Sparganium emersum Rehmann
4434. Sparganium erectum subsp. erectum L.
4435. Sparganium erectum subsp. microcarpum
4436. Sparganium erectum subsp. neglectum L.
4437. Sparganium erectum subsp. oocarpum L.
4438. Sparganium natans L.
4439. Spartium junceum L.
4440. Spergula arvensis subsp. arvensis L.
4441. Spergula pentandra L.
4442. Spergularia bocconei (Scheele) Graebn.
4443. Spergularia marina (L.) Besser
4444. Spergularia media subsp. media (L.) J. Presl
4445. Spergularia rubra (L.) J. Presl & C. Presl
4446. Spinacia oleracea subsp. oleracea L.
4447. Spinulum annotinum subsp. annotinum (L.) A. Haines
4448. Spiraea ×billardierei Dippel
4449. Spiraea ×vanhouttei (Briot) Zabel
4450. Spiraea cana Waldst. & Kit.
4451. Spiraea chamaedryfolia L.
4452. Spiraea crenata subsp. crenata L.
4453. Spiraea douglasii subsp. douglasii Hook.
4454. Spiraea hypericifolia subsp. obovata Hook.
4455. Spiraea media subsp. media F. Schmidt
4456. Spiraea salicifolia L.
4457. Spiranthes aestivalis (Poir.) Rich.
4458. Spiranthes spiralis (L.) Chevall.
4459. Spirodela polyrhiza (L.) Schleid.
4460. Sporobolus aculeatus (L.) P. M. Peterson
4461. Sporobolus alopecuroides (Piller & Mitterp.) P. M. Peterson
4462. Sporobolus indicus (L.) R. Br.
4463. Sporobolus maritimus (Curtis) P. M. Peterson & Saarela
4464. Sporobolus neglectus Nash
4465. Sporobolus pungens (Schreb.) Kunth
4466. Sporobolus schoenoides (L.) P. M. Peterson
4467. Sporobolus vaginiflorus (Torr. ex A. Gray) Alph. Wood
4468. Stachys ×cryptadenia Rech. fil.
4469. Stachys alpina subsp. alpina L.
4470. Stachys alpina subsp. dinarica
4471. Stachys angustifolia M. Bieb.
4472. Stachys annua subsp. annua (L.) L.
4473. Stachys arenaria Vahl
4474. Stachys arvensis (L.) L.
4475. Stachys byzantina K. Koch
4476. Stachys cretica subsp. cassia (L.) L.
4477. Stachys cretica subsp. salviifolia (L.) L.
4478. Stachys germanica subsp. germanica L.
4479. Stachys germanica subsp. velezensis (L.) L.
4480. Stachys maritima Gouan
4481. Stachys menthifolia Vis.
4482. Stachys obliqua Waldst. & Kit.
4483. Stachys palustris L.
4484. Stachys recta subsp. baldaccii L.
4485. Stachys recta subsp. labiosa L.
4486. Stachys recta subsp. recta L.
4487. Stachys recta subsp. subcrenata L.
4488. Stachys spinulosa Sibth. & Sm.
4489. Stachys sylvatica L.
4490. Stachys thirkei K. Koch
4491. Stachys vuralii Yildiz, Dirmenci & Akçiçek
4492. Staehelina dubia L.
4493. Staphisagria macrosperma Spach
4494. Staphisagria picta (Willd.) Jabbour
4495. Staphylea pinnata L.
4496. Stellaria alsine subsp. alsine Grimm
4497. Stellaria apetala Bernardino
4498. Stellaria aquatica (L.) Scop.
4499. Stellaria glochidisperma (Murb.) Freyn
4500. Stellaria graminea L.
4501. Stellaria media (L.) Vill.
4502. Stellaria neglecta (Lej.) Weihe
4503. Stellaria nemorum L.
4504. Stellaria palustris (Murray ex Ehrh.) Hoffm.
4505. Stellaria ruderalis M. Lepsí, P. Lepsí, Z. Kaplan & P. Koutecký
4506. Sternbergia colchiciflora Waldst. & Kit.
4507. Sternbergia lutea subsp. lutea (L.) Ker Gawl. ex Sprengel
4508. Stipa capillata L.
4509. Stipa pennata subsp. pennata L.
4510. Stipa pulcherrima subsp. pulcherrima K. Koch
4511. Stipellula capensis (Thunb.) Röser & Hamasha
4512. Stratiotes aloides L.
4513. Streptopus amplexifolius subsp. amplexifolius (L.) DC.
4514. Struthiopteris spicant (L.) Weiss
4515. Stuckenia filiformis subsp. filiformis (Pers.) Börner
4516. Stuckenia pectinata (L.) Börner
4517. Styrax officinalis L.
4518. Suaeda maritima subsp. maritima (L.) Dumort.
4519. Suaeda salsa (L.) Pall.
4520. Suaeda vera J. F. Gmel.
4521. subsp.  apterus (Fr.) L.
4522. Succisa pratensis Moench
4523. Succisella inflexa (Kluk) G. Beck
4524. Succisella petteri (A. Kern. & Murb.) Beck
4525. Sulla coronaria (L.) Medik.
4526. Sulla glomerata (F. Dietr.) B. H. Choi & H. Ohashi
4527. Symphoricarpos albus (L.) K. Koch
4528. Symphoricarpos orbiculatus Moench
4529. Symphyotrichum lanceolatum (Willd.) G. L. Nesom
4530. Symphyotrichum novae-angliae (L.) G. L. Nesom
4531. Symphyotrichum novi-belgii (L.) G. L. Nesom
4532. Symphyotrichum squamatum (Spreng.) G. L. Nesom
4533. Symphyotrichum tradescantii (L.) G. L. Nesom
4534. Symphytum bohemicum F. W. Schmidt
4535. Symphytum bulbosum K. F. Schimp.
4536. Symphytum officinale L.
4537. Symphytum tanaicense Stev.
4538. Symphytum tuberosum subsp. angustifolium (L.) DC.
4539. Syringa persica L.
4540. Syringa vulgaris L.
4541. Taeniopetalum arenarium subsp. neumayeri L.
4542. Tagetes erecta L.
4543. Tagetes minuta L.
4544. Takhtajaniantha austriaca (Willd.) Zaika, Sukhor. & N. Kilian
4545. Tamarix africana Poir.
4546. Tamarix dalmatica Baum
4547. Tamarix gallica L.
4548. Tamarix parviflora DC.
4549. Tamarix tetrandra Pall. ex M. Bieb.
4550. Tanacetum balsamita L.
4551. Tanacetum cinerariifolium (Trevis.) Sch. Bip.
4552. Tanacetum corymbosum subsp. corymbosum (L.) Sch. Bip.
4553. Tanacetum corymbosum subsp. subcorymbosum (L.) Sch. Bip.
4554. Tanacetum macrophyllum (Waldst. & Kit.) Sch. Bip.
4555. Tanacetum parthenium (L.) Sch. Bip.
4556. Tanacetum vulgare subsp. vulgare L.
4557. Taraxacum annetteae Uhlemann
4558. Taraxacum arachnoideum Kirschner & Stepánek
4559. Taraxacum aureocucullatum Soest
4560. Taraxacum bessarabicum (Hornem.) Hand.-Mazz.
4561. Taraxacum brachyglossum (Dahlst.) Dahlst.
4562. Taraxacum calocephalum Hand.-Mazz.
4563. Taraxacum croaticum Uhlemann
4564. Taraxacum croceicarpum Soest
4565. Taraxacum debrayi Hagend., Soest & Zevenb.
4566. Taraxacum decipiens Raunk.
4567. Taraxacum edessicoides Uhlemann
4568. Taraxacum erythrospermum Andrz. ex Besser
4569. Taraxacum gasparrinii Tineo ex Lojac.
4570. Taraxacum gracillimum Soest
4571. Taraxacum illyricum Dahlst. ex Kirschner & Stepánek
4572. Taraxacum janchenii Kirschner & Stepánek
4573. Taraxacum magnopyramidophorum Soest
4574. Taraxacum megalorhizon (Forssk.) Hand.-Mazz.
4575. Taraxacum obovatum (Willd.) DC.
4576. Taraxacum olivaceum Soest
4577. Taraxacum oxyrrhinum Sahlin
4578. Taraxacum palustre (Lyons) Symons
4579. Taraxacum paucilobum Hudziok
4580. Taraxacum pindicola (Bald.) Hand.-Mazz.
4581. Taraxacum rubicundum (Dahlst.) Dahlst.
4582. Taraxacum rufocarpum Soest
4583. Taraxacum scanicum Dahlst.
4584. Taraxacum serotinum (Waldst. & Kit.) Poir.
4585. Taraxacum starmuehleri Uhlemann
4586. Taraxacum tenuifolium (Hoppe ex Sturm) W. Koch
4587. Taraxacum veglianum Uhlemann
4588. Taraxacum velebiticum Stepánek & Kirschner
4589. Taraxacum venustum Dahlst.
4590. Tarenaya spinosa (Jacq.) Raf.
4591. Taxodium distichum (L.) Rich.
4592. Taxus baccata L.
4593. Teesdalia nudicaulis (L.) W. T. Aiton
4594. Telekia speciosa (Schreb.) Baumg.
4595. Teloxys aristata (L.) Moq.
4596. Tephroseris aurantiaca (Hoppe ex Willd.) Griseb. & Schenk
4597. Tephroseris crispa (Jacq.) Schur
4598. Tephroseris helenitis subsp. helenitis (L.) B. Nord.
4599. Tephroseris integrifolia subsp. capitata (L.) B. Nord.
4600. Tephroseris integrifolia subsp. integrifolia (L.) Holub
4601. Tephroseris longifolia subsp. longifolia (Jacq.) Griseb. & Schenk
4602. Tephroseris palustris (L.) Fourr.
4603. Tephroseris papposa subsp. papposa (Rchb.) Schur
4604. Tephroseris tenuifolia (Gaudin) Holub
4605. Tetragonia tetragonoides (Pall.) Kuntze
4606. Teucrium arduinii L.
4607. Teucrium botrys L.
4608. Teucrium capitatum subsp. capitatum L.
4609. Teucrium chamaedrys subsp. chamaedrys L.
4610. Teucrium flavum subsp. flavum L.
4611. Teucrium flavum subsp. glaucum L.
4612. Teucrium fruticans L.
4613. Teucrium marum L.
4614. Teucrium montanum subsp. montanum L.
4615. Teucrium scordium subsp. scordioides L.
4616. Teucrium scordium subsp. scordium L.
4617. Teucrium scorodonia L.
4618. Thalictrum aquilegiifolium subsp. aquilegiifolium L.
4619. Thalictrum flavum L.
4620. Thalictrum foetidum subsp. foetidum L.
4621. Thalictrum lucidum L.
4622. Thalictrum minus subsp. minus L.
4623. Thalictrum minus subsp. saxatile L.
4624. Thalictrum simplex subsp. galioides L.
4625. Thalictrum simplex subsp. simplex L.
4626. Theligonum cynocrambe L.
4627. Thelypteris palustris subsp. palustris Schott
4628. Thesium alpinum L.
4629. Thesium bavarum Schrank
4630. Thesium divaricatum Jan ex Mert. & Koch
4631. Thesium dollineri subsp. simplex
4632. Thesium humile Vahl
4633. Thesium linophyllon L.
4634. Thesium parnassi A. DC.
4635. Thesium pyrenaicum subsp. grandiflorum
4636. Thesium pyrenaicum subsp. pyrenaicum Pourr.
4637. Thesium ramosum Hayne
4638. Thesium rostratum Mert. & Koch
4639. Thinopyrum intermedium subsp. intermedium (Host) Barkworth & D. R. Dewey
4640. Thinopyrum junceum (L.) Á. Löve
4641. Thladiantha dubia Bunge
4642. Thlaspi arvense L.
4643. Thliphthisa purpurea subsp. apiculata (Vis.) P.Caputo & Del Guacchio
4644. Thliphthisa purpurea subsp. purpurea (L.) P.Caputo & Del Guacchio
4645. Thliphthisa rupestris (Vis.) P.Caputo & Del Guacchio
4646. Thrincia saxatilis (Lam.) Holub & Moravec
4647. Thrincia tuberosa (L.) DC.
4648. Thuja occidentalis L.
4649. Thymelaea hirsuta (L.) Endl.
4650. Thymelaea passerina (L.) Coss. & Germ.
4651. Thymus bracteosus Vis. ex Benth.
4652. Thymus praecox subsp. polytrichus Opiz
4653. Thymus praecox subsp. praecox Opiz
4654. Thymus pulegioides subsp. effusus Opiz
4655. Thymus pulegioides subsp. montanus Opiz
4656. Thymus pulegioides subsp. pannonicus L.
4657. Thymus pulegioides subsp. pulegioides Opiz
4658. Thymus roegneri K. Koch
4659. Thymus serpyllum subsp. serpyllum L.
4660. Thymus striatus Vahl
4661. Thymus vulgaris subsp. vulgaris L.
4662. Thysselinum palustre (L.) Hoffm.
4663. Tilia ×europaea L.
4664. Tilia cordata subsp. cordata Mill.
4665. Tilia platyphyllos subsp. platyphyllos Scop.
4666. Tilia tomentosa Moench
4667. Tofieldia calyculata (L.) Wahlenb.
4668. Tommasinia altissima (Mill.) Reduron
4669. Tordylium apulum L.
4670. Tordylium maximum L.
4671. Tordylium officinale L.
4672. Torilis africana Spreng.
4673. Torilis arvensis subsp. arvensis (Huds.) Link
4674. Torilis arvensis subsp. neglecta (Huds.) Link
4675. Torilis elongata (Hoffm. & Link) Samp.
4676. Torilis japonica (Houtt.) DC.
4677. Torilis leptophylla (L.) Rchb. fil.
4678. Torilis nodosa (L.) Gaertn.
4679. Torilis ucranica Spreng.
4680. Torminalis glaberrima (Gand.) Sennikov & Kurtto
4681. Tradescantia fluminensis Vell.
4682. Tragopogon balcanicus Velen.
4683. Tragopogon dubius subsp. dubius Scop.
4684. Tragopogon orientalis subsp. orientalis L.
4685. Tragopogon porrifolius subsp. eriospermus L.
4686. Tragopogon porrifolius subsp. porrifolius L.
4687. Tragopogon pratensis L.
4688. Tragopogon samaritani Heldr. & Sart. ex Boiss.
4689. Tragopogon tommasinii Sch. Bip.
4690. Tragus racemosus (L.) All.
4691. Trapa natans L.
4692. Traunsteinera globosa (L.) Rchb.
4693. Tribulus terrestris L.
4694. Trichophorum cespitosum (L.) Hartm.
4695. Trifolium alpestre L.
4696. Trifolium alpinum L.
4697. Trifolium angustifolium L.
4698. Trifolium arvense L.
4699. Trifolium arvense var. gracile
4700. Trifolium aureum subsp. aureum Pollich
4701. Trifolium badium Schreb.
4702. Trifolium bocconei Savi
4703. Trifolium campestre Schreb.
4704. Trifolium cherleri L.
4705. Trifolium cinctum DC.
4706. Trifolium dalmaticum Vis.
4707. Trifolium diffusum Ehrh.
4708. Trifolium dubium Sibth.
4709. Trifolium echinatum M. Bieb.
4710. Trifolium fragiferum L.
4711. Trifolium hybridum L.
4712. Trifolium incarnatum subsp. molinerii Pollich
4713. Trifolium infamia-ponertii Greuter
4714. Trifolium lappaceum L.
4715. Trifolium leucanthum M. Bieb.
4716. Trifolium lucanicum Guss.
4717. Trifolium medium L.
4718. Trifolium michelianum Savi
4719. Trifolium montanum subsp. montanum L.
4720. Trifolium mutabile subsp. mutabile Port.
4721. Trifolium nigrescens subsp. nigrescens Viv.
4722. Trifolium noricum Wulfen
4723. Trifolium ochroleucon Huds.
4724. Trifolium ornithopodioides L.
4725. Trifolium pallidum Waldst. & Kit.
4726. Trifolium pannonicum subsp. pannonicum Jacq.
4727. Trifolium patens Schreb.
4728. Trifolium patulum Tausch
4729. Trifolium physodes Stev. ex M. Bieb.
4730. Trifolium pignantii Fauché & Chaub.
4731. Trifolium pratense subsp. nivale L.
4732. Trifolium pratense subsp. pratense L.
4733. Trifolium pratense var. maritimum Jacq.
4734. Trifolium purpureum Loisel.
4735. Trifolium repens L.
4736. Trifolium repens var. prostratum L.
4737. Trifolium resupinatum L.
4738. Trifolium retusum L.
4739. Trifolium rubens L.
4740. Trifolium scabrum L.
4741. Trifolium sebastiani Savi
4742. Trifolium setiferum Boiss.
4743. Trifolium spumosum L.
4744. Trifolium squamosum L.
4745. Trifolium squarrosum L.
4746. Trifolium stellatum L.
4747. Trifolium striatum L.
4748. Trifolium strictum L.
4749. Trifolium subterraneum subsp. oxaloides L.
4750. Trifolium suffocatum L.
4751. Trifolium tenuifolium Ten.
4752. Trifolium tomentosum L.
4753. Trifolium uniflorum subsp. uniflorum L.
4754. Trifolium velebiticum Degen
4755. Trifolium vesiculosum Savi
4756. Triglochin barrelieri Loisel.
4757. Triglochin maritima L.
4758. Triglochin palustris L.
4759. Trigonella caerulea (L.) Ser.
4760. Trigonella foenum-graecum L.
4761. Trigonella gladiata M. Bieb.
4762. Trigonella procumbens (Besser) Rchb.
4763. Trinia glauca subsp. carniolica
4764. Trinia glauca subsp. glauca (L.) Dumort.
4765. Tripidium ravennae subsp. ravennae (L.) H. Scholz
4766. Tripidium strictum (Host) H. Scholz
4767. Tripleurospermum inodorum (L.) Sch.-Bip
4768. Tripleurospermum tenuifolium (Kit. ex Schult.) Freyn ex Freyn & E. Brandis
4769. Tripodion tetraphyllum subsp. tetraphyllum (L.) Fourr.
4770. Tripolium pannonicum (Jacq.) Dobrocz.
4771. Trisetaria aurea (Ten.) Pignatti
4772. Trisetaria panicea (Lam.) Paunero
4773. Trisetum flavescens subsp. flavescens (L.) P. Beauv.
4774. Triticum aestivum subsp. aestivum L.
4775. Triticum dicoccon subsp. dicoccon Schrank
4776. Triticum durum Desf.
4777. Triticum monococcum subsp. monococcum L.
4778. Triticum polonicum L.
4779. Triticum spelta L.
4780. Triticum turgidum subsp. turgidum L.
4781. Trocdaris verticillatum (L.) Raf.
4782. Trollius europaeus L.
4783. Trommsdorffia maculata subsp. maculata (L.) Bernh.
4784. Tropaeolum majus L.
4785. Tsuga canadensis (L.) Carrière
4786. Tuberaria guttata subsp. guttata (L.) Fourr.
4787. Tuberaria praecox (Salzm. ex Boiss. & Reut.) Grosser
4788. Tulipa doerfleri Gand.
4789. Tulipa praecox Ten.
4790. Tulipa sylvestris subsp. australis (Zauschn.) Schult. & Schult. fil.
4791. Turgenia latifolia (L.) Hoffm.
4792. Turritis glabra L.
4793. Tussilago farfara L.
4794. Typha ×glauca Godr.
4795. Typha angustifolia L.
4796. Typha domingensis Pers.
4797. Typha latifolia L.
4798. Typha laxmannii Lepech.
4799. Typha minima subsp. minima Funck
4800. Typha shuttleworthii Koch & Sond.
4801. Tyrimnus leucographus (L.) Cass.
4802. Ulex europaeus subsp. europaeus L.
4803. Ulmus glabra Huds.
4804. Ulmus laevis Pall.
4805. Ulmus minor subsp. canescens
4806. Ulmus minor subsp. minor Mill.
4807. Ulmus procera Salisb.
4808. Ulmus pumila L.
4809. Umbilicus chloranthus Heldr. & Sart. ex Boiss.
4810. Umbilicus horizontalis (Guss.) DC.
4811. Umbilicus parviflorus (Desf.) DC.
4812. Umbilicus rupestris (Salisb.) Dandy
4813. Urospermum dalechampii (L.) Scop. ex F. W. Schmidt
4814. Urospermum picroides (L.) Scop. ex F. W. Schmidt
4815. Urtica dioica subsp. dioica L.
4816. Urtica kioviensis Rogow.
4817. Urtica membranacea Poir.
4818. Urtica pilulifera L.
4819. Urtica subinermis (R. Uechtr.) Thomé ex Hand & Buttler
4820. Urtica urens L.
4821. Utricularia ×neglecta Lehm.
4822. Utricularia minor L.
4823. Utricularia vulgaris L.
4824. Vaccinium microcarpum (Turcz. ex Rupr.) Schmalh. ex Busch
4825. Vaccinium myrtillus subsp. myrtillus L.
4826. Vaccinium uliginosum subsp. uliginosum L.
4827. Vaccinium vitis-idaea subsp. vitis-idaea L.
4828. Valantia hispida L.
4829. Valantia muralis L.
4830. Valeriana dioica L.
4831. Valeriana elongata Jacq.
4832. Valeriana excelsa subsp. sambucifolia (L.) DC.
4833. Valeriana montana L.
4834. Valeriana pratensis subsp. pratensis Dierb.
4835. Valeriana saxatilis subsp. saxatilis L.
4836. Valeriana tripteris subsp. tripteris L.
4837. Valeriana tuberosa L.
4838. Valerianella carinata Loisel.
4839. Valerianella coronata (L.) DC.
4840. Valerianella dentata (L.) Pollich
4841. Valerianella discoidea (L.) Loisel.
4842. Valerianella echinata (L.) DC.
4843. Valerianella eriocarpa Desv.
4844. Valerianella locusta subsp. locusta (L.) Laterr.
4845. Valerianella pumila (L.) DC.
4846. Valerianella rimosa Bastard
4847. Valerianella vesicaria (L.) Moench
4848. Vallisneria spiralis L.
4849. Ventenata dubia (Leers) Coss.
4850. Veratrum album L.
4851. Veratrum lobelianum Bernh.
4852. Veratrum nigrum L.
4853. Verbascum ×baumgartnerianum Rech. fil.
4854. Verbascum ×crenatum Borbás ex Nyman
4855. Verbascum ×fluminense A. Kern. ex Nyman
4856. Verbascum ×tommasinianum Freyn ex Sutorý
4857. Verbascum alpinum Turra
4858. Verbascum austriacum Schott ex Roem. & Schult.
4859. Verbascum blattaria L.
4860. Verbascum chaixii subsp. chaixii Vill.
4861. Verbascum densiflorum Bertol.
4862. Verbascum lychnitis L.
4863. Verbascum macrurum Ten.
4864. Verbascum nigrum subsp. nigrum L.
4865. Verbascum niveum subsp. visianianum L.
4866. Verbascum orientale subsp. orientale (L.) All.
4867. Verbascum phlomoides L.
4868. Verbascum phoeniceum subsp. phoeniceum L.
4869. Verbascum pulverulentum Vill.
4870. Verbascum samniticum Ten.
4871. Verbascum sinuatum L.
4872. Verbascum speciosum subsp. speciosum Schrad.
4873. Verbascum thapsus subsp. thapsus L.
4874. Verbascum undulatum Lam.
4875. Verbena officinalis L.
4876. Verbena supina L.
4877. Veronica acinifolia L.
4878. Veronica agrestis L.
4879. Veronica alpina subsp. alpina L.
4880. Veronica anagallis-aquatica subsp. anagallis-aquatica L.
4881. Veronica anagalloides subsp. anagalloides Guss.
4882. Veronica aphylla L.
4883. Veronica arvensis L.
4884. Veronica austriaca subsp. austriaca L.
4885. Veronica austriaca subsp. jacquinii L.
4886. Veronica barrelieri subsp. barrelieri H. Schott ex Roem. & Schult.
4887. Veronica barrelieri subsp. nitens L.
4888. Veronica beccabunga subsp. beccabunga L.
4889. Veronica bellidioides L.
4890. Veronica catenata subsp. catenata Pennell
4891. Veronica chamaedrys subsp. chamaedrys L.
4892. Veronica cymbalaria subsp. cymbalaria Bodard
4893. Veronica dalmatica Padilla-García, Rojas-Andrés, López-González & M. M. Mart. Ort.
4894. Veronica dillenii Crantz
4895. Veronica hederifolia subsp. hederifolia L.
4896. Veronica maritima L.
4897. Veronica montana L.
4898. Veronica officinalis L.
4899. Veronica opaca Fr.
4900. Veronica orchidea subsp. orchidea Crantz
4901. Veronica orsiniana subsp. orsiniana Ten.
4902. Veronica peregrina L.
4903. Veronica persica Poir.
4904. Veronica polita subsp. polita Fr.
4905. Veronica praecox All.
4906. Veronica prostrata L.
4907. Veronica saturejoides subsp. saturejoides Vis.
4908. Veronica scardica subsp. scardica Griseb.
4909. Veronica scutellata L.
4910. Veronica serpyllifolia L.
4911. Veronica spicata subsp. lanisepala Griseb.
4912. Veronica spuria L.
4913. Veronica sublobata M. Fisch.
4914. Veronica teucrium L.
4915. Veronica triloba (Opiz) Opiz
4916. Veronica triphyllos L.
4917. Veronica urticifolia Jacq.
4918. Veronica verna L.
4919. Veronica vindobonensis (M. Fisch.) M. Fisch.
4920. Viburnum carlesii Hemsl. ex Forbes & Hemsl.
4921. Viburnum lantana L.
4922. Viburnum opulus L.
4923. Viburnum prunifolium L.
4924. Viburnum rhytidophyllum Hemsl. ex Forbes & Hemsl.
4925. Viburnum tinus L.
4926. Vicia ×tikeliana Starm.
4927. Vicia altissima Desf.
4928. Vicia amphicarpa (L.) Dorthes
4929. Vicia angustifolia L.
4930. Vicia benghalensis subsp. benghalensis L.
4931. Vicia biennis L.
4932. Vicia bithynica (L.) L.
4933. Vicia cassubica L.
4934. Vicia cordata Wulfen ex Hoppe
4935. Vicia cracca L.
4936. Vicia dalmatica A. Kern.
4937. Vicia dumetorum L.
4938. Vicia faba L.
4939. Vicia glabrescens (W. D. J. Koch) Heimerl
4940. Vicia grandiflora subsp. grandiflora Scop.
4941. Vicia hybrida L.
4942. Vicia incana Gouan
4943. Vicia lathyroides L.
4944. Vicia lens subsp. ervoides Scop.
4945. Vicia lens subsp. lens (L.) Coss. & Germ.
4946. Vicia leucantha Biv.
4947. Vicia lutea subsp. lutea L.
4948. Vicia macrocarpa (Moris) Bertol.
4949. Vicia melanops Sibth. & Sm.
4950. Vicia narbonensis L.
4951. Vicia ochroleuca subsp. dinara L.
4952. Vicia onobrychioides L.
4953. Vicia oroboides Wulfen
4954. Vicia pannonica subsp. pannonica Crantz
4955. Vicia pannonica subsp. striata Crantz
4956. Vicia peregrina subsp. peregrina L.
4957. Vicia pisiformis L.
4958. Vicia sativa subsp. sativa L.
4959. Vicia segetalis Thuill.
4960. Vicia sepium L.
4961. Vicia serratifolia Jacq.
4962. Vicia tenorei subsp. tenorei (Lamotte) Bonnier
4963. Vicia tenuifolia subsp. tenuifolia Roth
4964. Vicia villosa subsp. villosa Roth
4965. Vigna caracalla (L.) Verdc.
4966. Vigna unguiculata subsp. unguiculata (L.) Walp.
4967. Vinca herbacea Waldst. & Kit.
4968. Vinca major subsp. major L.
4969. Vinca minor L.
4970. Vincetoxicum fuscatum subsp. fuscatum (Hornem.) Rchb.
4971. Vincetoxicum hirundinaria subsp. adriaticum (Hornem.) Rchb.
4972. Vincetoxicum hirundinaria subsp. contiguum (Hornem.) Rchb.
4973. Vincetoxicum hirundinaria subsp. hirundinaria Medik.
4974. Vincetoxicum huteri Vis. & Asch.
4975. Viola ×eichenfeldii Halácsy
4976. Viola alba subsp. alba Besser
4977. Viola alba subsp. dehnhardtii Besser
4978. Viola alba var. scotophylla Besser
4979. Viola ambigua Waldst. & Kit.
4980. Viola arvensis subsp. arvensis Murray
4981. Viola biflora L.
4982. Viola canina subsp. canina L.
4983. Viola chelmea subsp. vratnikensis L.
4984. Viola collina Besser
4985. Viola elatior Fr.
4986. Viola elegantula Schott
4987. Viola hirta L.
4988. Viola kitaibeliana Schult.
4989. Viola mirabilis L.
4990. Viola odorata subsp. odorata L.
4991. Viola palustris subsp. palustris L.
4992. Viola pumila Chaix
4993. Viola reichenbachiana Jord. ex Boreau
4994. Viola riviniana Rchb.
4995. Viola rupestris subsp. rupestris F. W. Schmidt
4996. Viola ruppii All.
4997. Viola suavis subsp. adriatica F. W. Schmidt
4998. Viola suavis subsp. austrodalmatica F. W. Schmidt
4999. Viola suavis subsp. suavis M. Bieb.
5000. Viola tricolor subsp. alpestris L.
5001. Viola tricolor subsp. tricolor L.
5002. Viola uliginosa Besser
5003. Viscaria vulgaris Röhl.
5004. Viscum album subsp. abietis L.
5005. Viscum album subsp. album L.
5006. Viscum laxum Boiss. & Reut.
5007. Visnaga daucoides Gaertn.
5008. Vitex agnus-castus L.
5009. Vitex negundo var. intermedia
5010. Vitis gmelinii Buttler
5011. Vitis vinifera L.
5012. Washingtonia filifera (Linden ex André) H. Wendl.
5013. Weigela florida (Bunge) A. DC.
5014. Willemetia stipitata subsp. stipitata (Jacq.) Cass.
5015. Wisteria sinensis (Sims) Sweet
5016. Wolffia arrhiza (L.) Horkel ex Wimm.
5017. Woodsia ilvensis (L.) R. Br.
5018. Xanthium orientale L.
5019. Xanthium spinosum subsp. spinosum L.
5020. Xanthoselinum alsaticum (L.) Schur
5021. Xanthoselinum venetum (Spreng.) comb. ined.
5022. Xeranthemum annuum L.
5023. Xeranthemum cylindraceum Sibth. & Sm.
5024. Xeranthemum inapertum (L.) Mill.
5025. xSerapicamptis x tommasinii subsp. tommasinii (A. Kern.) J. M. H. Shaw
5026. Yucca aloifolia L.
5027. Yucca filamentosa L.
5028. Yucca gloriosa L.
5029. Zannichellia palustris subsp. palustris L.
5030. Zantedeschia aethiopica (L.) Spreng.
5031. Zea mays subsp. mays L.
5032. Zinnia elegans Jacq.
5033. Ziziphus jujuba Mill.
5034. Zostera marina L.
5035. Zostera noltei Hornem.

## Vajske poveznice
- FCD